# خسرو پرویز
خسرو دوم (به پارسی میانه: 𐭧𐭥𐭮𐭫𐭥𐭣𐭩 ت.ت. 'خُسْراوْ'؛ ح. ۵۷۰ – فوریهٔ ۶۲۸ میلادی) مشهور به خسرو پرویز یا خسرو اپرویز، بیست‌وهفتمین شاهنشاه ایران و انیران از خاندان ساسان در شاهنشاهی ساسانی بود که در ۵۹۰ و سپس از ۵۹۱ تا ۶۲۸ میلادی پادشاهی کرد. او فرزند هرمز چهارم و نوهٔ انوشیروان دادگر بود که هنگام اختلاف‌های درباریان، فرماندهان نظامی و بزرگان حکومتی به پادشاهی رسید.
در اواخر شاهنشاهی هرمز چهارم، یکی از سرداران مشهور به نام بهرام چوبین، از بزرگ‌زادگان خاندان اشرافی مهران، که به‌رغم خدمات بسیارش مورد اهانت شاه قرار گرفته بود، در برابر هرمز شورید و ادعای شاهنشاهی کرد و با سپاه اش به پایتخت لشکر کشید. خسرو، پسر و ولیعهد هرمزد که در آن زمان در آذربایجان و ارمنستان از سوی پدر فرمانروایی داشت، از فرصت استفاده کرد و با آمدن به تیسفون، به تخت نشست. او سعی کرد بهرام را با وعده‌های بسیار به تبعیت از خود متقاعد کند، ولی بهرام حاضر به مصالحه و به رسمیت شناختن خسرو نشد. در نتیجه خسرو ناگزیر با خانواده‌اش از پایتخت گریخت و به موریکیوس، امپراتور بیزانس پناه برد. موریکیوس او را با لشکری یاری داد، و خسرو به پشتوانهٔ سربازان بیزانسی و دیگر نیروهایی که به او پیوسته بودند، توانست بهرام را که حدود یک سال فرمانروایی کرده بود و ظاهراً بزرگان و اشراف ساسانی دلِ خوشی از او نداشتند، شکست دهد. بهرام به نواحی شرقی، نزد ترکان گریخت و در نهایت به تحریک خسرو کشته شد.
در آغاز حکومت خسرو، روابط ایران و بیزانس به سبب حمایتی که موریکیوس از خسرو کرده بود، دوستانه بود. اما هنگامی که موریکیوس در ۶۰۲ م. بر اثر شورش سربازان به قتل رسید، خسرو به بهانهٔ انتقام امپراتور مقتول به بیزانس لشکر کشید. دو فرمانده نامدار خسرو، شهربراز و شاهین، توانستند به سرعت در خاک بیزانس پیشرفت کنند و ارمنستان روم، سراسر آسیای صغیر تا خود کنستانتینوپل، شهرهای میان‌رودان، سوریه، فلسطین، مصر و حتی شاید لیبی و حبشه را به تصرف خود درآورند. در نواحی شمالی و شرقی شاهنشاهی نیز دیگر سرداران ایرانی موفقیت‌هایی در برابر ترکان و هپتالیان به دست آوردند. فوکاس (۶۰۲–۶۱۰ م)، فرمانده شورشیان بیزانسی که به جای موریکیوس نشسته بود، پس از چند سال حکومت ناموفق در اثر لشکرکشی و حملهٔ یک سردار و فرمانده بیزانسی دیگر به نام هراکلیوس (که در منابع اسلامی به هرقل معروف است) از حکومت برکنار و کشته شد.
در دورهٔ هراکلیوس نیز جنگ ایران با بیزانس ادامه یافت. امپراتور جدید در ابتدا توفیقی در مقابله با دشمنان حاصل نکرد. در این زمان وضعیت بیزانس بسیار وخیم و این امپراتوری از هر سو در معرض تاخت‌وتاز بود. حتی در مقطعی، پایتخت آن کنستانتینوپل نیز به وسیلهٔ ایرانیان و آوارها محاصره شد. کار به جایی رسید که هراکلیوس از شدت یأس و استیصال تصمیم گرفت پایتخت را به کارتاژ در شمال آفریقا منتقل کند، اما روحانیون و ارباب کلیسا مانع شدند و وعدهٔ یاری دادند. آن‌ها همۀ ذخایر و نفایس و نقود کلیساها را در اختیار هراکلیوس گذاشتند تا به مصرف جنگ با ایران برساند؛ چیزی که برخی از آن به «نخستین جنگ صلیبی» تعبیر کرده‌اند. هراکلیوس با تقویت قوا و بسیج نیروهای عمومی در سال ۶۲۲ م. مقابلهٔ مؤثر با ساسانیان را آغاز کرد و در مدت شش سال (تا ۶۲۸ م) لشکرکشی‌هایی به متصرفات بیزانسی ساسانیان و حتی قلمرو سنتی آن‌ها انجام داد. در یکی از لشکرکشی‌هایش، او به جای حمله به دشمن از راه خشکی، از طریق دریای سیاه به ارمنستان هجوم برد. آذربایجان و ارمنستان را تصرف کرد و نهایتاً چنان پیش رفت که با سپاهش به نزدیکی تیسفون رسید. با این حال، به دلیل اوضاع نامساعد و نداشتن ادوات محاصره و قلعه‌کوبی، به تصرف تیسفون نپرداخت و با فرستادن پیام متارکه‌ای به خسرو، بازگشت. خسرو که پس از کامیابی‌های برق‌آسا و خیره‌کننده بر رومیان، اکنون شکست فضاحت‌باری از آن‌ها خورده بود، با لجاجت تمام، پیشنهاد صلح هراکلیوس را نپذیرفت و تقصیرات را به گردن سرداران و فرماندهانش انداخت و با بی‌پروایی به توبیخ و مجازات آن‌ها پرداخت. نهایتاً اشراف و سرداران ناراضی با پسر بزرگ خسرو به نام شیرویه که او هم از انتخاب نشدن خود به ولایت‌عهدی ناخرسند بود، همدست شدند و خسرو را از سلطنت برکنار کردند و با نسبت دادن اتهاماتی، او را به قتل رساندند. پس از آن شیرویه با نام رسمی قباد دوم به سلطنت انتخاب شد (۶۲۸ م).
پادشاهی خسرو پرویز، آخرین سلطنت باشکوه ایران باستان بود. دربارهٔ جلال و حشمت دربار و زرق و برق زندگانی او، قصرها و عمارات، تجملات و اسباب زندگانی و ادوات تفریح و سرگرمی و عیش و عشرت رؤیایی وی سخن بسیار رفته است. خسرو بیش از هر چیز به ظروف تزئینی گران‌بها، عطریات و روایح، اطعمهٔ لذیذ و زنان زیبارو علاقه داشت. وی به موسیقی نیز توجه نشان می‌داد و دربارش محفل هنرنمایی خُنیاگران و رامشگران پرشماری بود که برخی از آنان مانند باربد و نکیسا در سایهٔ هنردوستی و هنرپروری خسرو، شهرتی افسانه‌ای در تاریخ یافته‌اند. پیروزی‌های برق‌آسای خسرو در برابر بیزانسی‌ها نیز برای این میراث‌داران پرغرور یونان باستان، غافلگیرکننده و بهت‌آور بود. خسرو دوم را پادشاهی بوالهوس، تندخو، تجمل‌گرا، شهوتران، جاه‌طلب، خودسر، بی‌مبالات و بسیار پرنخوت می‌دانند؛ که با اینکه نخست به دستاوردهای نظامی چشمگیری (به خصوص در غرب) دست یافت و تقریباً بیزانس را به زانو درآورد و به گفته‌ای حدود قلمرو ساسانی را تا حدود قلمرو هخامنشیان برد، اما نهایتاً در اثر بی‌خردی و کوته‌فکری خود و عدم حزم و احتیاط، نیز تندخویی با زیردستان خدوم و صادق و صدور فرمان‌های سنگدلانه و نامنصفانه در حق آنان، میراث گران‌سنگ مُلک پدرانش را در مدتی کوتاه به ورطهٔ انحطاط و سقوطی هولناک و زیانبار راند. ضعف ساسانیان موجب طمع‌ورزی اعراب و در نتیجه تعرضات و دست‌اندازی‌های گاه‌وبیگاه آن‌ها به ایران (ساسانیان) در پایان حکومت ساسانی شد، و اندکی بعد در دورهٔ جانشینان نالایق و ناتوان خسرو، ایران به دست اعراب مسلمان افتاد و عمر شاهنشاهی چهارصد سالهٔ ساسانی به پایان رسید.

## نام‌شناسی
واژهٔ خسرو در اوستا به صورت hu-sravah (هوُ-سْرَوَه؛ به معنای «نیک سروده شده»، «نیکنام»، «مشهور»)، در سانسکریت به صورت sushravas، در پهلوی به اشکال husruv و xu-srav (به معنی «نیک‌شهرت» و «خوش‌آوازه») و در پازند به شکل xosrau آمده و معرب آن کسریٰ است که در فرهنگ اسلامی-ایرانی به معنای «پادشاه»، «مَلِک» و «شاهنشاه» در نظر گرفته شده است. این نام در فرهنگ دورهٔ اسلامی در برابر واژهٔ قیصر و متناظر با آن به کار رفته است. جمع آن به شکل خسروان است که بیشتر در ادبیات فارسی استعمال شده است. مجدالدین فیروزآبادی، صاحب قاموس‌اللغه می‌گوید: «لقب سلاطین ایران، و معنی آن واسع‌الملک، یعنی صاحب کشوری پهناور است. از پادشاهان ساسانی، دو تن به این نام بوده‌اند: یکی خسرو اول ملقب به انوشیروان و دیگری خسرو دوم ملقب به اپرویز یا پرویز.» در دوره‌های مختلف، از جمله در دوران اسلامی شاهان، حاکمان، سرداران و افراد مختلف دیگری نیز به این نام وجود داشتند.

## ساسانیان پیش از خسرو پرویز

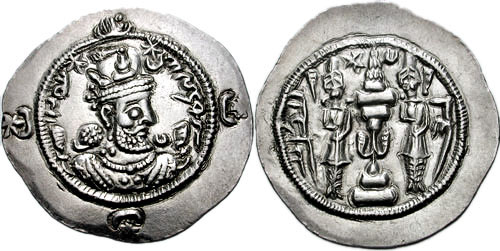
درخم هرمز چهارم

دورهٔ پادشاهی خسرو یکم (۵۷۹–۵۳۱ م) درخشان‌ترین دورهٔ فرمانروایی ساسانیان تحت حمایت روحانیون زرتشتی بود که با انجام برخی اصلاحات توسط پادشاه و بازگشت به عرف و سنن پیشین اجتماعی همراه شد. این دوره نزدیک به نیم سده طول کشید. خسرو یکم به تنظیم مجدد روابط زناشویی و مناسبات خانوادگی مردم جامعه پرداخت؛ یعنی شئونی که در نتیجهٔ نهضت مزدکیان دگرگون شده بود. سرکوب مزدکیان باعث شد دین زرتشتی و طبقهٔ روحانیت آن دیگر بار اعتلاء پیدا کند و نیز طبقه‌بندی سنتی جامعه که پیش از مزدک وجود داشت، احیا شود. هرچند ساسانیان پس از خسروی یکم بیش از یک قرن نتوانستند دوام بیاورند، اما خسرو یک‌چند توانست آسیبی را که جنگ‌های خود و پدرش به کشور زده بود، به‌وسیلهٔ برخی اصلاحات جبران کند و سقوط گریزناپذیر حکومت را کمی به تعویق اندازد.
پس از انوشیروان، پسرش هرمزد چهارم در سال ۵۷۹ م. جانشین پدر شد و تا سال ۵۹۰ پادشاهی کرد. او از بعضی جهات خلف صالح پدر و در کردار و طرز حکومت‌داری، مشابه او به‌شمار می‌رفت. حتی برخی او را بیش از انوشیروان مستحق داشتن لقب عادل می‌دانند. گفته شده که هرمزد نسبت به ضعفا و فقرا دلرحم، و نسبت به اشراف و بزرگان حکومتی سخت‌گیر و شدیدالعمل بوده است. وی را فرمانروایی نیکوسرشت و دوستدار اقشار فرودست جامعه دانسته‌اند. بلعمی به صراحت می‌گوید که هرمزد در اجرای عدالت بین مردم، از پدرش انوشیروان هم برتر بوده. با این حال در منابع شرقی، از جمله نوشته‌های مسلمانان، دوستی و دشمنی و حب و بغض نسبت به او به طرز عجیبی درهم آمیخته و نظرات دربارهٔ او ضد و نقیض است. به عقیدهٔ آرتور کریستن سن، احتمالاً دلیل وجود چنین نظرات متناقضی این بوده که در دورهٔ اسلامی، هنگامی که خداینامگ‌های ساسانی را ترجمه می‌کردند و آن‌ها را به شکل جدیدی درمی‌آوردند، از منابع متعددی استفاده کرده‌اند که در آنها، از یک سو عقاید برخاسته از احساسات توده‌های فرودست و رعایای ساسانیان وجود داشته و از دیگر سو نظرات و احساسات روحانیون و اشراف صاحب امتیاز؛ و این نظرات مختلف با هم تلفیق شده و چنین مجموعه‌ای از رویکردها را نسبت به هرمزد پدیدآورده است؛ مثلاً طبری می‌گوید: «هرمزد پادشاهی باادب و احسان و دوستدار ضعیفان و فقیران بود و بر اشراف سخت می‌گرفت؛ پس در کین او ثابت شدند و او نیز کین آنان در دل گرفت…». بلعمی نیز چنین می‌آورد: «اما عیب او آن بود که مردمان بزرگ را خرد داشتی و حق ایشان نشناختی و درویشان و حقیران را برگزیدی و هرکس که بر ضعیفی ستمی کردی، او را بکشتی؛ تا به‌شمار آمدی سیزده‌هزار کس از بزرگان و مهتران بدین سبب کشته بود، و بدین سبب درویشان او را زشت داشتندی و مهتران او را دشمن». علاوه بر آن، او بسیاری از بزرگان را نیز به زندان انداخت و تنزل رتبه داد. تاریخ‌نگاران رومی، طبق معمول اینگونه موارد، هرمزد را پادشاهی ستمکار، خودخواه، بداندیش، و نسبت به رعایا قسی‌القلب دانسته‌اند. بالعکس، عیسویان ایرانی از او به نیکی یاد کرده‌اند، چون طبق گفتهٔ طبری، در قبال سختگیری‌های هیربدان نسبت به نصارا اینگونه دستور داده بود: «همچنان که تخت ما نمی‌تواند فقط بر دو پایهٔ پیشین بایستد و از دو پایهٔ پسین بی‌نیاز باشد، دولت ما نیز با رنجش و انزجار رعایای عیسوی و سایر ملل متنوع کشور برپای نتواند ماند. پس باید که از آزار عیسویان دست بدارید، و در کارهای نیکو کوشا باشید، تا نصارا و پیروان سایر ادیان اعمال نیک شما را ببینند و به ستایش شما هم‌زبان شوند و به دین شما روی آورند». از روایات نسطوری هم چنین برمی‌آید که توجه هرمزد به نصارا موجب خشم موبدان شده بود. تورج دریایی به نقل از تئوفیلاکتوس می‌گوید که هرمزد نه بزرگی پدر را داشت و نه بینش سیاسی او را. او به خودپسندی و نخوت و استبداد شهره بود و دشمنان فراوانی برای خود در دربار تراشید. همو به نقل از سبئوس می‌نویسد: «هرمز چهارم بسیاری از اشراف و بزرگان را که از او نفرت داشتند، بکشت. او به حمایت از زمینداران کوچک یا دهقانان مرفه که احتمالاً به زیان اشراف رشد کرده و نیرومند شده بودند، ادامه داد و با روحانیون زرتشتی با خشونت رفتار کرد».
در هر حال هرمزد از همان ابتدای سلطنتش با بزرگان حکومتی و اشراف طرف شد. از آنجا که مادر هرمزد، برادرزادهٔ خاقان ترک بود، هرمزد را ترک‌زاد می‌گفتند، و به نظر می‌رسد معاندین او با دستاویز کردن این لقب می‌خواستند از یک سو هم انتساب او به نژاد اصیل ایرانی و تبار ساسانی را نفی کنند و هم خوی تند و سنگدلی وی را به نوعی توجیه کرده باشند. چنین رفتارهایی، سرانجام موجب شورش علیه او شد. تساهل و تسامح او در مسئلهٔ دین و دینداری رعایا چیزی نبود که خوشایند زرتشتیان افراطی و رهبران مذهبی متعصب آنان قرار گیرد. حتی یشوع یبه با اجازهٔ پادشاه به سمت جاثلیقی رسید. این شخص بسیار مورد توجه پادشاه بود و با قرار دادن اخبار مربوط به حرکت‌ها و فعالیت‌های لشکر روم در اختیار ساسانیان، خدمات شایان توجهی به آن‌ها می‌کرد.
اما با وجود دشمنی روحانیون زرتشتی نسبت به هرمزد، معلوم نیست که این قشر تا چه اندازه در خلع او از قدرت نقش ایفا کرده باشند. چیزی که دانسته است، این که موبدان نتوانستند در این شورش، موقعیت پیشین خود را احیا کنند، اما طبقهٔ اشراف را باید محرک اصلی شورش مزبور دانست. هرمزد تدبیر لازم را در رفتار با این دسته نداشت. ثئوفیلاکتوس می‌گوید پیشگویان، به پادشاه خبر از وقوع شورشی داده بودند که نه تنها تاج و تخت؛ بلکه جان او را نیز خواهد گرفت. به همین جهت پادشاه نسبت به زیردستانش بدگمان بود و با آنان با شدت و قساوت رفتار می‌کرد. مورخان شرقی این حکایات را با آب و تاب بسیار آورده‌اند. اما دلیل دیگری هم می‌توان برای سقوط هرمزد قائل شد؛ تأسیسات نظامی و لشکری قدرتمندی که انوشیروان بنیان نهاده بود، در نبود فرمانروایی باتدبیر و هوشیار اثرات بدی به جا گذاشت که نخستین آنها را می‌توان وقوع شورش علیه هرمزد و خلع او از سلطنت محسوب کرد.

### شورش بهرام چوبین علیه هرمزد

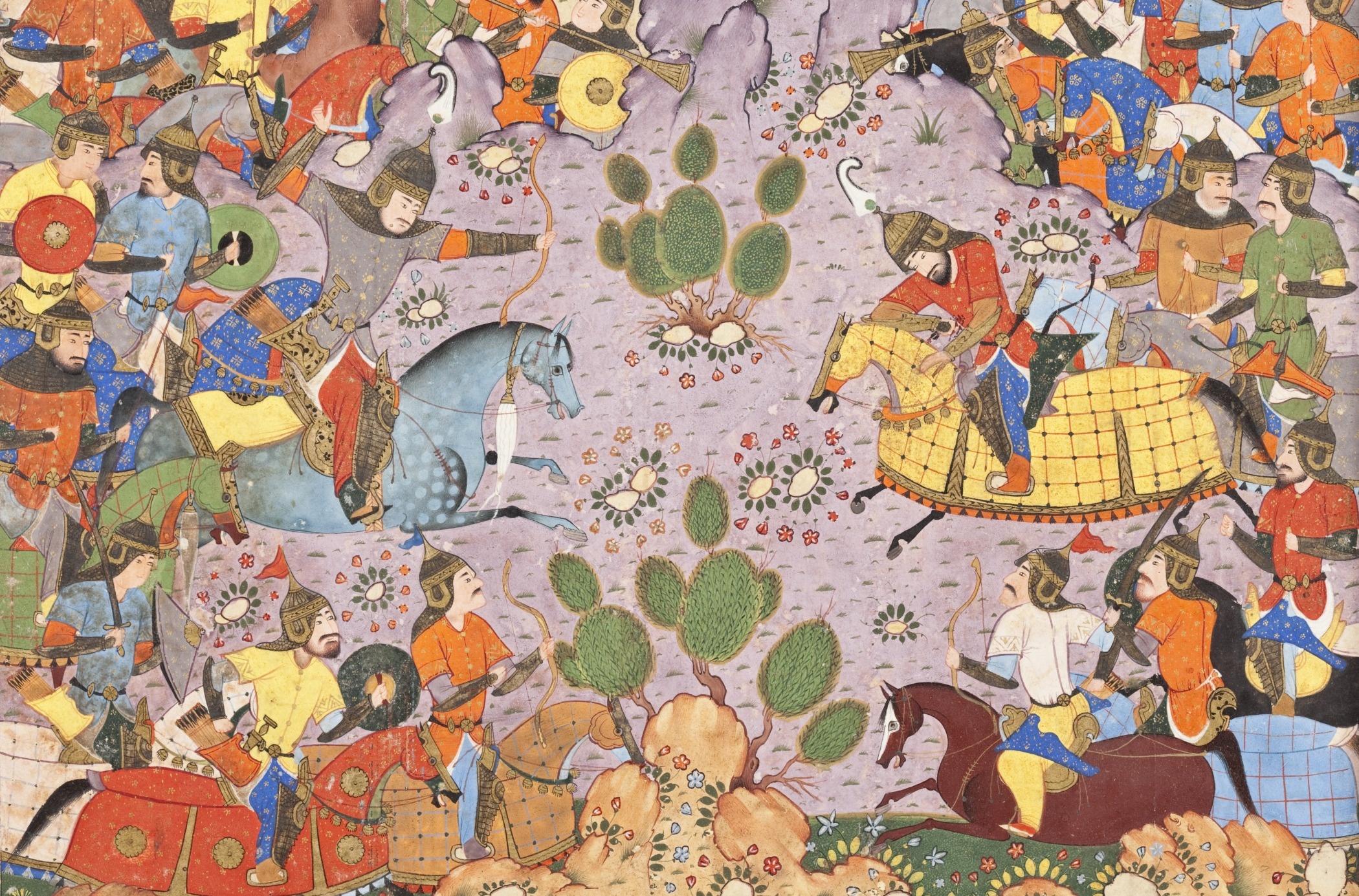
نبرد بهرام چوبین با خاقان ترک

معروف‌ترین و زبده‌ترین سرداران ساسانی در زمان هرمزد، فردی بود به نام بهرام چوبین از مردم ری و از دودمان اشرافی اشکانی مهران؛ که مرزبانی ارمنستان و آتروپاتکان را بر عهده بهرام فرماندهی ورزیده و توانمند و محبوب سپاهیان، و در عین حال پرنخوت و پرمدعا و سخت آزمند قدرت بود و از این بابت به بزرگان ملوک‌الطوایفی قدیم شباهت داشت. در سال ۵۸۸، خاقان ترک که در منابع اسلامی شابه شاه (ساوه شاه؛ سابه شاه) نامیده شده است، و گویا علاوه بر خیال انعقاد معاهدهٔ بازرگانی با بیزانس، رؤیای تسلط بر ایران و بیزانس را نیز در سر می‌پروراند، علی‌رغم خویشاوندی‌ای که با هرمزد داشت، از کشمکش هرمزد با بزرگان و اشراف، و نیز اشتغال ساسانیان به جنگ با بیزانس استفاده کرد و به همراه اتباع هپتالی‌اش شروع به تاخت‌وتاز در جنوب آمودریا کرد و سپاهیان ایران را در بلخ تاراند و تا شهرهای تالُقان، بادغیس و هرات پیش رفت. در همین هنگام اعراب مرزنشین در حدود فرات به سرکردگی دو شیخ به نام‌های عباس احول و عمرو بن ازرق هم بر ساسانیان شوریدند و سرزمین‌هایی را که تا کرانه‌های فرات امتداد داشتند، مورد غارت قرار دادند. طوایف ترک و خزر نیز از طریق دریای کاسپین و تنگهٔ داریال (دربند باب‌الابواب) به آران و ارمنستان حمله کردند.
هرمزد، بهرام را با سپاهی به دفع متجاوزان شرقی گسیل کرد و او توانست خاقان را به شدت شکست دهد. بهرام حتی شابه شاه را هم کشت. سپس جنگ دیگری با دشمن کرد که در آن پسر خان بزرگ هم به اسارت درآمد. در این جنگ، گذشته از غنایم سرشار و باورنکردنی‌ای که به دست ایرانیان افتاد، آنها ترکان را به پرداخت باج نیز واداشتند (۵۸۸ م). همچنین هرمزد سپاه بزرگی به جنگ خزرها فرستاد و آنان را به سختی شکست داد و مجبور به بازگشت کرد. کار مقابله با شیوخ عاصی عرب هم آسان بود و آن‌ها با دریافت مبلغی اندک، حاضر شدند از ادعاهای خود کوتاه بیایند و میان‌رودان ایران را تخلیه کنند.
این پیروزی چشمگیر و نیز پیشینهٔ تباری طولانی‌تر بهرام نسبت به ساسانیان، باعث تکبر و نخوت هرچه بیشتر بهرام شد. هرمزد که کم‌کم از پیروزی‌های این سردار نگران می‌شد، او را به فرماندهی کل سپاه در برابر بیزانس منصوب کرد و بلافاصله به جنگ در لازیکا، ارمنستان و نواحی جنوبی قفقاز گسیل داشت (۵۸۹ م). اما بهرام که بسیار مغرور شده بود، در جنگ با بیزانسی‌ها شکست سختی خورد. هرمزد که فرصت مناسبی یافته و از شکست او باطناً خشنود شده بود و می‌خواست غرور وی را بشکند، به نشانهٔ تحقیر، دوکدان و جامه‌ای زنانه برای او فرستاد و او را به طرز موهنی از فرماندهی سپاه عزل کرد. اما بهرام با نمایش زیرکانه‌ای که ترتیب داد، موفق شد سپاه تحت امرش را در اهانتی که پادشاه به او کرده بود، شریک و همدرد کند و احساسات آنها را تحریک نماید. سربازان وفادار به بهرام، این توهین شاهنشاه به سردار محبوبشان را توهین به خود قلمداد کردند و به شدت برافروختند و بهرام به پشت‌گرمی این هواداران و به سبب اطمینان و اعتمادی که نسبت به وفاداری و سرسپردگی آنان داشت، علم طغیان علیه شاه برافراشت و اهانت شاه را با شورش و اعلام استقلال از حکومت مرکزی پاسخ داد (۵۸۹ م). این طغیان باعث شد آتش فتنه‌های گوناگون از هر گوشهٔ مملکت شعله‌ور شود، چون غیر از سپاه بهرام، دسته‌هایی از یک سپاه دیگر هم که در حوالی نصیبین از بیزانسی‌ها شکست خورده بودند و از خشم و تنبیه شاه می‌ترسیدند، در طغیان با بهرام هم‌نوا شدند. وضعیت در تیسفون هم به ضرر هرمزد بود: عدالت خشونت‌بار شاهنشاه و تندی‌های او با نجبا و درباریان، آنان را سرخورده و به شدت از شخص شاه منزجر کرده بود. هیربدان و موبدان هم از سیاست‌های دینی هرمزد شدیداً ناراضی بودند و در واقع هر چهار پایهٔ تخت سلطنت به لرزه افتاده بود.
واقعهٔ شورش بهرام از آن جهت که نخستین باری بود که فردی خارج از خاندان ساسان ادعای پادشاهی و علیه حکومت مرکزی شورش می‌کرد، حائز اهمیت است. این شورش احتمالاً تکان شدیدی به ساسانیان وارد کرده بود. وقوع شورش مزبور شاید به سبب خصوصیات نظام متمرکز نیرومند و مشکلات تبلیغات مربوط به شاهنشاهی در حکومت ساسانی هنگام روی کار آمدن فرمانروایی ضعیف یا مورد نفرت بوده باشد. نهادهای اصلاح شدهٔ زمان قباد اول و خسرو اول با گذشت زمان استوارتر شده و کم‌کم چنان نیرویی یافته بودند که به رغم آشوب‌ها و تنش‌های سیاسی موجود در ساختار قدرت، به خوبی به کار خود ادامه می‌دادند. همین مسئله در مورد امور محلی نیز صادق بود؛ دهقانان تبدیل به مقامات رسمی و مهمی شده بودند، و در نظر اهالی هر محل، اداره کردن امور آن محل به‌خصوص و پرداختن به مسائل و موضوعات محلی و جزئی از پرداختن به مسائل کلان سیاسی امپراتوری اهمیت بیشتری یافته بود. تورج دریایی بر این باور است که «با وارد آمدن ضربات سنگینی بر تبلیغات شاهنشاهی در قرن هفتم میلادی و فتوحات اعراب مسلمان، تغییر و تحول واقعی مهمی در نهادها و تأسیسات و مقامات شاهنشاهی پدید نیامد و نظام حتی در زیر فرمانروایی حکام مسلمان به کارکرد خود ادامه داد. این موضوع را پذیرش نظام اداری ایران و کارکنان آن توسط خلفای اسلامی تأیید می‌کند».
بهرام روی پشتیبانی موبدان و بزرگان ناراضی حساب می‌کرد. علاوه بر این او از اینکه سوءظن موجود بین هرمزد و پسرش خسرو، پادشاه را از اخذ تصمیم قاطع برای مقابله با او باز خواهد داشت، تا حدی مطمئن بود، چون طبق یک روایت طبری، ظاهراً خود او در ایجاد نفاق و وحشت بین پدر و پسر دست داشت و ترتیب کار را طوری داده بود که خسرو به سبب ترس از پدر، پایتخت را ترک کند. اما به نظر می‌رسد بهرام برخلاف انتظاری که داشت، حمایت چندانی از بزرگان ندید. با این حال، باز هم هرمزد از جانب پسرش و هواخواهان او نگران بود، و در نتیجه دیگر در تیسفون احساس امنیت نکرد و به ویه‌کواذ (بهقباد) در نزدیکی سلوکیه نقل مکان نمود.

## زندگی سیاسی خسرو

### عاقبت کار هرمزد و به تخت نشستن خسرو دوم (دور اول سلطنت؛ ۵۹۰ م)
بهرام از قسمت علیای زاب در حوالی موصل روانهٔ تیسفون شد. لشکری از پایتخت برای دفع او بیرون آمد، اما همین لشکر هم سر به طغیان برداشت و خسرو پسر هرمزد را که از تیسفون و در واقع از ترس خشم و سوءظن پدر گریخته بود، پادشاه خواند. وقتی این خبر به تیسفون رسید، مردم شوریدند و سررشتهٔ امور از دست خارج شد. وستهم (ویستهم؛ گستهم، بیستام، ویستاخم، بسطام)، برادرزن هرمزد که از دودمان بزرگ و اشرافی اسپهبدان و دایی خسرو دوم بود، توانست برادرش وُندوی (بُندوی؛ وُندویَه، بُندویَه) را که در اثر سوءظن شاه در تیسفون زندانی شده بود، از زندان بیرون بیاورد. این دو برادر به کمک عده‌ای دیگر از نجبا درصدد ایجاد بلوای بزرگی برآمدند. هرمزد که از این وقایع باخبر شد، شتابان به پایتخت بازگشت، اما شورشیان که وستهم و بندوی در رأسشان قرار داشتند، به کاخ سلطنتی رفتند و هرمزد را از سلطنت خلع کردند و به زندان انداختند و پسر او خسروی دوم را که بعدها به اَبرویز (اَپرویز؛ در فارسی امروزی به صورت پرویز، یعنی پیروز و مظفر) ملقب شد، به سلطنت برداشتند. خسرو که در این زمان در آذربایجان بود، شتابان به تیسفون رفت و در سال ۵۹۰ م. تاج بر سر نهاد. بلافاصله به چشمان هرمزد میل کشیدند و او را کور کردند. پس از مدتی نیز هواخواهان خسرو او را به قتل رساندند.
البته خسرو بعد از آن از قاتلان پدرش انتقام گرفت. در مجموع از روی منابع موجود نمی‌توان فهمید که آیا خسرو به قتل پدر راضی و از آن باخبر بوده یا نه. به نوشتهٔ ثئوفیلاکتوس، خسرو دستور به قتل هرمزد داد. برخی دیگر هم نوشته‌اند که برای این کار رضایت ضمنی داشته است. شاید انتقام‌کشی خسرو از قاتلان هرمزد را نتوان نشانهٔ مخالفت او با کشته شدن پدرش و برائت او در این ماجرا دانست. دفاع‌گونه‌ای هم که به هرمزد منتسب است، شاید انعکاسی از نظر و عقیدهٔ معاصران بیزانسی هرمزد در حق او باشد. اما این که خسرو برای جلوگیری از کشته شدن پدرش اقدامی انجام نداده، شاید بدان جهت بوده باشد که او در چنان شرایط اضطراری و حادی نمی‌توانسته از فوران ناگهانی احساسات اشراف سرخورده و منزجر پیشگیری کند.

### به قدرت رسیدن بهرام چوبین و هزیمت خسرو

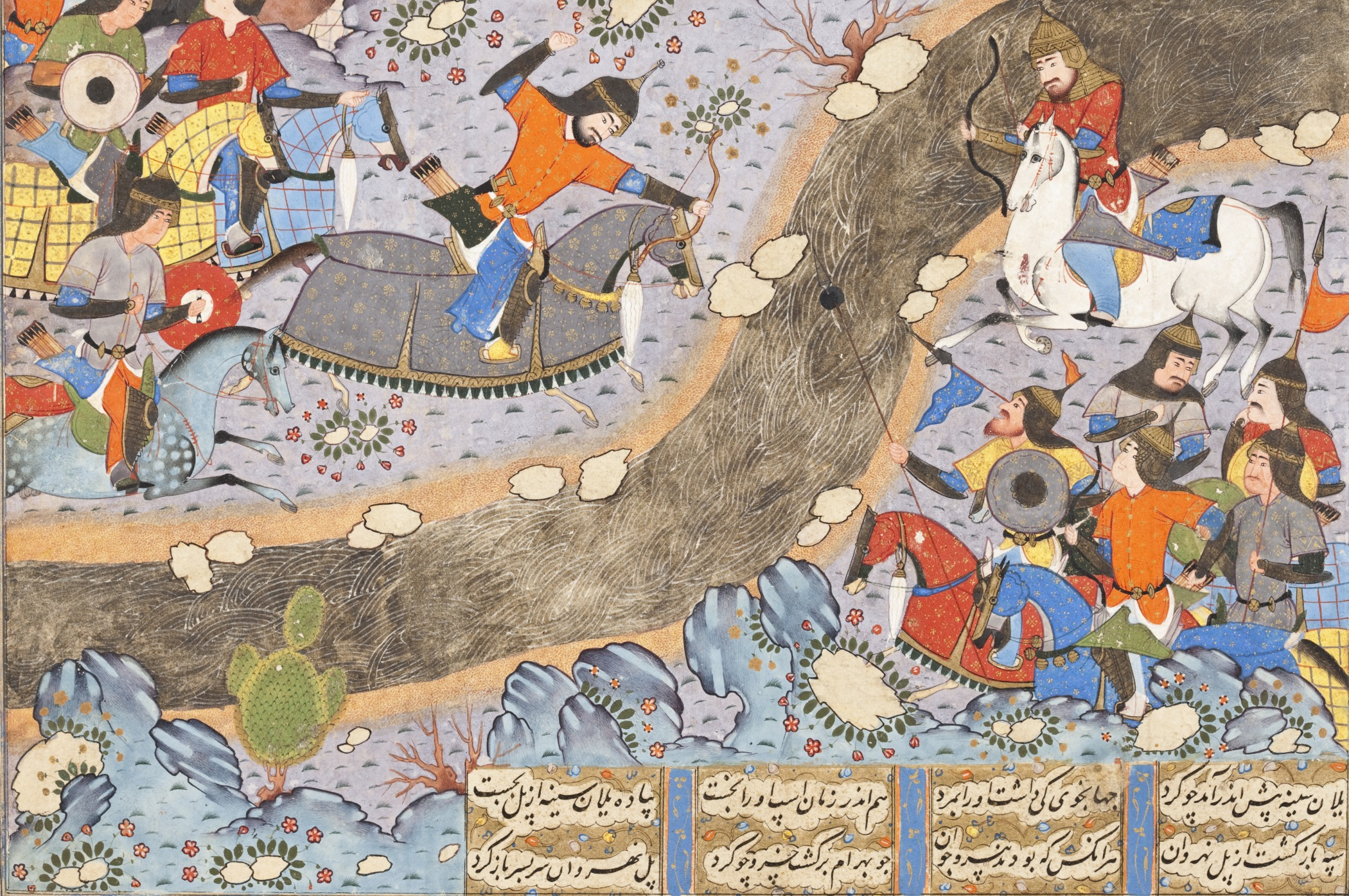
حملهٔ شبانهٔ بهرام به خسرو در نزدیکی تیسفون

با این همه خسرو در همان اوایل سلطنتش با مشکل جدی‌ای مواجه شد؛ بهرام چوبین، فرمانده پرنخوت و آزمند، نمی‌خواست از خسرو اطاعت کند و خود سودای فرمانروایی در سر داشت؛ یا لااقل می‌خواست به نام یک شاهزادهٔ خردسالِ تحت قیمومیت، سلطنت کند. دودمان مهران ادعا داشتند که از اخلاف پادشاهان اشکانی هستند، و بهرام به همین ادعا تکیه کرد و علم مخالفت با خسرو را برافراشت. این نخستین باری بود که فردی منتسب به دودمان پادشاهی پیشین ادعای سلطنت می‌کرد — یا حداقل تصمیم داشت تا جایی که می‌تواند به مقام شاهی نزدیک شود — و چنین مسئله‌ای پیشتر در دورهٔ ساسانیان دیده نشده بود. خسرو نخست سعی کرد حریف را با وعدهٔ اعطای مقامات و مناصب عالی به خدمت و اطاعت خود درآورد؛ به همین جهت نامه‌ای به او نوشت و او را به دربار احضار کرد و بالاترین مقام دولتی را به وی وعده داد. طبق نوشته‌های منابع عربی و بیزانسی، متن نامه چنین بود: «از خسرو، شاه شاهان، فرمانروای فرمانروایان، سرور مردم، شاهزادهٔ صلح و رستگاری انسان‌ها، در میان خدایان انسانی نیک و جاودان، در میان انسان‌ها ارزشمندترین خدا، بسیار نامدار، پیروز، آن کس که با خورشید طلوع می‌کند و بینایی‌اش شب را فرامی‌گیرد، کسی که آوازهٔ نیاکانش بلند است، شاهی که از جنگ بیزار است، نیکوکاری که آسون‌ها را به کار گرفت و پارسیان را، پادشاهی آنها را رهانید؛ به بهرام، سردار پارسیان، دوست ما… ما تخت شاهی را نیز به شیوه‌ای قانونی در اختیار گرفتیم و آیین‌های پارسیان را فرونگذاشتیم… ما قاطعانه برآنیم که تاج شاهی را از سر نگیریم، چون انتظار داریم اگر ممکن باشد، بر سراسر جهان فرمان برانیم،... تو اگر نیکبختی خود را می‌خواهی، دربارهٔ آنچه باید انجام دهی، بیندیش». ولی لجاجت و غرور بهرام فراتر از حد تصور خسرو بود؛ او به نامهٔ خسرو چنین پاسخ داد که خسرو باید نزد او برود و عفو خود را از او بخواهد. خسرو بار دیگر درصدد استمالت برآمد، ولی باز نتیجه‌ای نگرفت و ترفندهایش برای جلب نظر بهرام راه به جایی نبرد. در نهایت سپاهی برای مقابله با بهرام فرستاد و این سپاه از لشکریان نیرومند و مصمم بهرام شکست خورد. خسرو ناچار به عقب‌نشینی شد، و از آنجا که احساس ناامنی می‌کرد و جان خود را در خطر می‌دید، از دجله گذشت و ناگزیر با خانواده و معدودی از یاران وفادارش به شهر هیراپولیس در مرز ایران و بیزانس رفت و به امپراتور بیزانس، موریکیوس  پناهنده شد و از او تقاضای کمک کرد.

### خسرو و پادشاهی حیره
خسرو در چنان شرایط بحرانی‌ای که از ترس بهرام چوبین می‌گریخت، نعمان سوم، پادشاه لخمی حیره را نزد خود خواند. دودمان سلطنتی عرب لخمی (لخمیان؛ بنی‌لخم یا آل لخم) از زمان اردشیر پابکان بر حیره حکومت می‌کردند. گفته‌اند نعمان از خسرو اطاعت نکرد و از دادن دختر خود به او امتناع ورزید. ماجرا به صورت دیگری هم ذکر شده است، و آن اینکه نعمان اسب خود را به خسرو نداد. طبق گفته‌ای دیگر، نعمان از دستور خسرو که از او خواسته بود با سپاهیانش به او بپیوندد، پیروی نکرده بود؛ که این امر به نظر ریچارد فرای، بعید است. به عقیدهٔ فرای، برای دشمنی خسرو با نعمان، چندین دلیل وجود داشت، و به نظر می‌رسد که در سال‌های نخست پادشاهی خسرو، بین ایرانیان و اعراب جنگی درگرفته باشد. برخی روایات و گزارش‌های عربی، می‌نویسند که نعمان در حدود ۶۰۰ م. عدی بن زید، از دبیران دربار ساسانی را که درس‌خواندهٔ تیسفون بود و به ترجمهٔ اسنادی می‌پرداخت که از حیره به دربار ساسانی می‌آمد، اعدام کرد. به هر ترتیب، خشم خسرو برانگیخته شد، و او بعدها در سال ۶۰۲ یا ۶۰۴ م. حیره را محاصره کرد و گشود و نعمان را به زندان انداخت و امارت را از دست دودمان لخمی گرفت و حکومت آن سامان را به رئیس یکی از قبایل به نام اِیاس بن قَبیصهٔ طائی تغلبی سپرد و به این ترتیب به حکومت بنی‌لخم پایان داد. نعمان به مسیحیت گرویده بود و شاید همین هم خود یکی از علل به قتل رساندن او بوده باشد؛ چه خسرو ظاهراً دیگر به این دست‌نشانده‌اش برای مقابلهٔ مؤثر با تهدیدات بیزانس اطمینان نداشت. ممکن است خشم خسرو از استقلال یافتن پادشاهی حیره بوده باشد، و شاهنشاه تصمیم گرفته باشد دفاع از مرزهای بیابانی را خود شخصاً به دست بگیرد.
خسرو پس از آن یک نفر بازرس و ناظر ایرانی بر ایاس گماشت که ظاهراً سمت مرزبانی نیز داشته و در تاریخ او را نخویرگان (یا نخورگان؛ در منابع عربی به صورت النخیر جان) نوشته‌اند. شاید وی فرمانده پادگان‌های مرزی ایران نیز بوده باشد. ایاس حدود نه سال، یعنی تا سال ۶۱۱ زیر نظر نخورگان و با همکاری و مساعدت او بر حیره حکومت کرد. پس از آن خسرو او را نیز برکنار کرد، و فرماندهیِ مرزی را به آزادبه نامی واگذار کرد، و آزادبه تا زمان حملات اعراب به ایرانشهر در این مقام باقی بود.

### حکومت بهرام چوبین

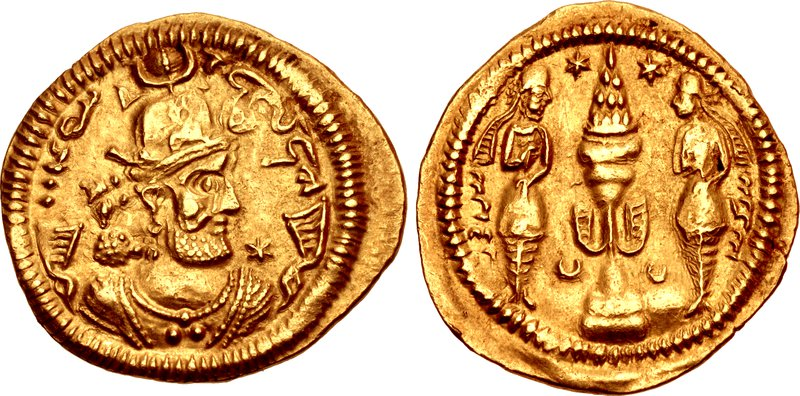
سکهٔ بهرام چوبین، ضرب شوش

بهرام پیروزمندانه وارد تیسفون شد و بندوی دایی خسرو را که در آنجا بود، زندانی کرد. سپس علی‌رغم مخالفت تعدادی از بزرگان و پس از تأمل و تردیدی طولانی، بالاخره خود را شاه خواند و به عنوان ششمین بهرام و به دست خود تاج شاهی بر سر نهاد و به نام خودش سکه زد. اما دولتش ضعیف و مستعجل بود و دچار فتنه‌ها و شورش‌هایی شد. طبقهٔ روحانی و بخشی از اشراف با او مخالفت داشتند و پادشاهی او را که از میان خودشان برنخاسته بود، تحمل نمی‌کردند و او را شایستهٔ سروری بر خود نمی‌دانستند. کریستن‌سن می‌گوید: «ولی ما از عقیدهٔ تودهٔ ایرانیان، یعنی طبقات عامه [دربارهٔ پادشاهی بهرام چوبین و وجاهت و مشروعیت حکومت وی] اطلاعی نداریم». زرین‌کوب نظر دیگری دارد و می‌گوید: «... افراد طبقات عامه هم که در آغاز سلطنت ساسانیان، ادعای آنها را نوعی مجاهدهٔ غاصبانه برای دست یافتن به فره مقدس اشکانی تلقی کرده بودند، این بار چنان فره مقدس را با تارک ساسانیان وابسته می‌دیدند که ادعای این نجیب‌زادهٔ منسوب به خاندان‌های اشکانی را نوعی تجاوز به حق ایزدی ساسانیان می‌پنداشتند». یهودیان بهرام را حامی و نگهبان خود محسوب می‌کردند و از او حمایت مالی می‌کردند. وندوی، که بار دیگر و این بار توسط بهرام زندانی شده بود، به یاری چند تن از بزرگان رهایی یافت و سردمدار مخالفان بهرام در تیسفون شد. اما این توطئه به نتیجه نرسید و رؤسای شورشیان کشته شدند و شورش به سرعت فرو خوابانده شد. وندوی به آذربایجان نزد برادرش گستهم گریخت و این دو شروع به پشتیبانی از خسرو کردند.
با وجود اینکه شورش بندوی به سرعت سرکوب شد، ولی بهرام هم دانست که موقعیتش متزلزل است و بدین منوال نخواهد توانست به آسودگی سلطنت کند. خسرو از موریکیوس، امپراتور بیزانس درخواست کمک و پشتیبانی کرد. موریکیوس به این خواسته جواب مساعد داد و وی را همچون فرزندی تحت حمایت گرفت. خسرو حاضر شد قلعهٔ دارا و شهر میافارقین را به بیزانس واگذار کند و در مقابل، موریکیوس هم برای به دست آوردن تاج و تخت از دست رفته‌اش به او وعدهٔ یاری داد.

### به قدرت رسیدن مجدد خسرو (دور دوم سلطنت؛ از ۵۹۱ م)

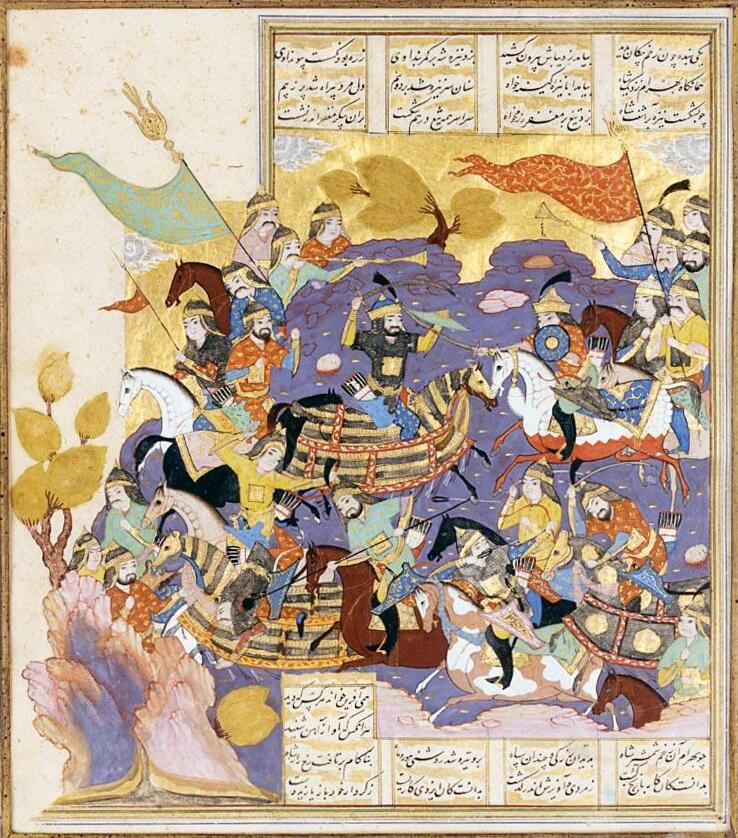
مینیاتوری از نبرد میان خسرو و بهرام

خسرو در بیزانس با دختر امپراتور موریکیوس به نام ماریا (مریم) ازدواج کرد. سپس در بهار سال ۵۹۱ م. با سپاهی که موریکیوس در اختیارش گذاشته بود و سرداری بیزانسی به نام نارسس آن را هدایت می‌کرد، به سوی تیسفون به حرکت درآمد. این سپاه در اثنای راه بود که بسیاری از اشراف تیسفون که هوادار بهرام محسوب می‌شدند، او را ترک کردند و به خسرو ملحق شدند. تعدادی از بزرگان اهل ارمنستان و ارامنهٔ اتباع موشل نیز به او پیوستند و حتی یک سپاه ایرانی هم که در آغاز شورش بهرام چوبین، نسبت به هرمزد شوریده و از اطاعت او خارج شده بود، در حدود نصیبین به سپاه خسرو پیوست. ویستهم در آذربایجان و برادرش بندویه ـ که موفق به فرار از دست بهرام شده بود ـ هم سپاهی برای کمک به خسرو تهیه دیدند و گسیل کردند.
خسرو با چنین سپاهی که سربازانش بیزانسی، و بیشتر از همه ارمنی بودند، از حوالی ماردین و دارا با عبور از دجله به حدود نمرود و اطراف رود زاب رسید و طی این مسیر، اهالی بسیاری از شهرها و همچنین نظامیان ایرانی که در بین‌النهرین مستقر بودند، به او پیوستند و در محلی، احتمالاً در نزدیکی دریاچهٔ ارومیه و در حوالی گَنزک آذربایجان بین سپاهیان خسرو و سپاه بهرام جنگ درگرفت که بهرام در آن مغلوب شد (۵۹۱ م). خسرو پس از این فتح، رهسپار تیسفون شد و در آنجا تاجگذاری کرد.

### فرار بهرام و سرانجام او
بهرام ناگزیر از فرار شد و به ترکان پناه برد. ترکان نخست او را با علاقه پذیرفتند و بهرام در بلخ اقامت گزید، اما چندی بعد در آن شهر ظاهراً به درخواست و تحریک خسرو به قتل رسید. برخی مورخان در توالی پادشاهان سلسلهٔ ساسانی از او به نام بهرام ششم یاد کرده‌اند. در مورد او حداقل به یقین می‌دانیم که وی خود را پادشاه برحق می‌دانسته؛ چرا که دو سال (۵۹۰ و ۵۹۱ م) به ضرب سکه دست زده است؛ سال نخست در عراق و ماد و نواحی جنوب‌غربی امپراتوری ساسانی، و سال دوم در مناطق شمال‌شرقی یعنی در جغرافیایی که بدان گریخته بود. شرح اعمال و زندگانی وی در متنی با نام بهرام چوبین نامگ در دورهٔ باستان وجود داشته که باقی نمانده است.
یکی از علل ناکامی بهرام این بود که پس از شورش او علیه هرمزد، بیشتر بزرگان و سران و فرماندهان سپاه، دیگر با او همراهی نمی‌کردند؛ چه بر این باور بودند که پادشاهی و حکومت بر کشور، تنها حق خاندان ساسانی و اعضای این خاندان — به عنوان جانشینان برحق هخامنشیان و وارثان آن‌ها — است و اشکانیان حق پادشاهی ندارند.
ماجرای شورش این قهرمان غاصب تاج و تخت و کش‌وقوس‌های زندگی و اعمال او از همان زمان‌ها طی داستان رمان‌مانند بهرام چوبین و به صورت روایت‌هایی شیرین و جذاب به خوئتای‌نامگ‌ها راه یافته است. سرگذشت پر فراز و نشیب بهرام در اذهان عمومی ایرانیان تأثیر پررنگی از خود به جا گذاشته بود و بسیاری از مردم، با وجود ناموفق بودن او در امر سلطنت، شیفته‌اش بودند و ترانه‌هایی به یاد او می‌سرودند و قصه‌هایی می‌ساختند که به زبان‌های فارسی و عربی تا زمان ما باقی مانده است، از جمله افسانهٔ شیرینی که به زبان پهلوی در افواه عموم شکل گرفته و مضمون آن را نویسندگان عرب دورهٔ اسلامی (طبری، دینوری و بلعمی) و برخی افراد دیگر، مخصوصاً فردوسی در آثار خود آورده‌اند. کریستن‌سن در این باره می‌گوید: «مؤلف گمنام این روایت توانسته سرگذشت آن سردار بزرگ ناکام را با بیانی کافی مجسم کند. بنا به قول او، بهرام نه تنها در لشکرستانی از قهرمانان مشهور به‌شمار می‌آمده؛ بلکه در خصال مردانه و اطوار شایسته دارای مقامی عالی بوده است». همو در همان‌جا می‌نویسد: «نولدکه اول کسی است که توجه را نسبت به این افسانه جلب کرده است.  در رساله‌ای که به دانمارکی نوشته‌ام، نکات عمدهٔ این افسانه را مجدداً تنظیم کرده‌ام».

### خسرو و موریکیوس

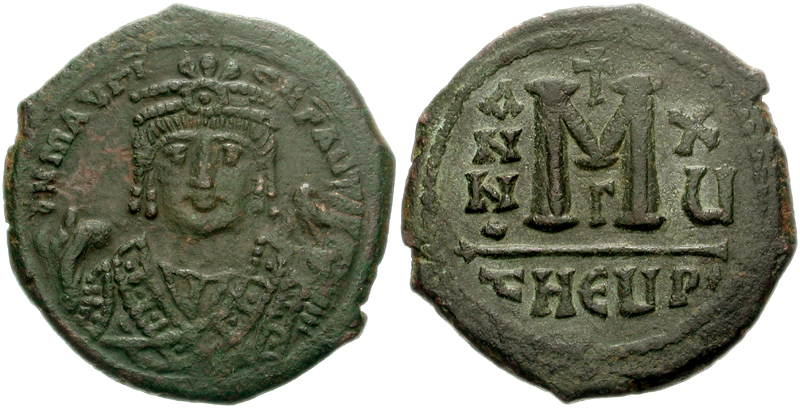
فلوس موریکیوس که در آن با یونیفورم کنسولی نشان داده شده است.

در اثر حمایت‌های پدرانهٔ موریکیوس از خسرو در رساندن مجدد او به قدرت، برای مدتی صلحی واقعی و نسبتاً عاری از خلل بین دو دولت ایران و بیزانس برقرار شد. بحث تعهد سپردن و خراجگزاری هم که پیش از آن طی مذاکرات طرفین پیش می‌آمد، از آن پس منتفی شد. در عوض خسرو شهرهای دارا، آمد، حران و سیلوان (میافارقین) را به روم واگذار کرد و پذیرفت که از چشم‌داشت بر لازستان، ایبریا، میان‌رودان شرقی و شمالشرقی و اکثر قسمت‌های ارمنستان که سهم ساسانیان بود، دست بردارد.
در مقابل، نصیبین هم به ایران تعلق گرفت. مهم‌تر از همهٔ این‌ها برای بیزانس، معافیت از پرداخت خراج به ساسانیان بود؛ که در وضعیت اقتصادی بدی که موریکیوس در آن قرار داشت، از اهمیت بالایی برخوردار بود. از آن پس هر دو طرف چنین احساس می‌کردند که می‌توانند متقابلاً به یکدیگر اعتماد کنند. خسرو پس از پیروزی بر بهرام و نشستن به تخت، قشون بیزانسی یاری‌دهنده به خود را با هدایای فراوانی که آن‌ها را به معبد قدیس سرژیو نثار نموده بود، مرخص کرد.
اعتماد خسرو به بیزانسی‌ها به حدی بود که ترجیح داد حتی گارد شخصی خود را هم از بین آن‌ها انتخاب کند. به درخواست او، موریکیوس یک دستهٔ هزار نفری از محافظان و سربازان رومی را به عنوان محافظان شخصی برای خسرو فرستاد. حضور این گارد محافظ بیزانسی در اطراف خسرو برای مقامات دربار ساسانی و نجبا به هیچ وجه خوشایند نبود. با وجود این، حضور آن‌ها در اطراف خسرو تا حدی لازم به نظر می‌رسید: پادشاه جوان از ناحیهٔ بزرگان و اشراف دل‌نگران بود؛ مخصوصاً از بایت افرادی مانند بندوی و ویستهم که پدرش را از پادشاهی خلع کرده و او را به جایش نشانده بودند و شاه جوان را بازیچهٔ خود تلقی می‌کردند. در واقع موبدان هم از بازگشت خسرو چندان راضی و خوشحال نبودند؛ چرا که خسرو هنگام اقامت در بیزانس، نسبت به اعتقادات بیزانسی‌ها تمایل پیدا کرده بود، و وجود دو زن و سوگلی مسیحی خسرو، مریم (ماریا) و شیرین در حرمسرای او را می‌توان مؤید این نظر دانست؛ زنانی که به نظر می‌رسد قدرت و نفوذی در دربار داشتند و به ترویج و اشاعهٔ فرق خاصی از مسیحیت می‌پرداختند.

### عاقبت وستهم و بندویه

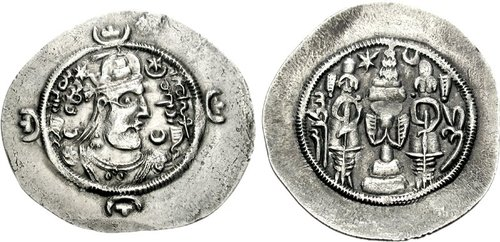
سکهٔ ویستهم، ضرب ری

خسرو پیش از رسیدن به شاهی، به دایی‌هایش، ویستهم و بندوی وعدهٔ اعطای مقامات و درجات عالی در حکومت آینده داده بود. بنا به نوشته‌های مورخان شرقی، او مطابق با این وعده از همان آغاز سلطنتش فرمانروایی ولایت خراسان و بلاد مجاور آن را به ویستهم و خزانه‌داری کل کشور را به برادر او، وندویه داد، اما دیری نگذشت که آن‌ها را مورد خشم خود قرار داد؛ چه از خاطر نمی‌برد که این دو بر پدرش هرمزد شوریده بودند و بیم آن داشت که چنین عملی در آینده سرمشق دیگران قرار گیرد و همین کار را در مورد خود او انجام دهند. پادشاه جوان به هر شکل که بود، در نخستین فرصت ممکن که به دست آورد، بندوی را به سبب قتل هرمزد و کین‌خواهی او، یا به هر دلیل دیگر به قتل رساند، اما بر ویستهم دست نیافت، چه او که از سرنوشت برادرش عبرت گرفته بود، به ماد یا خراسان گریخت و در آنجا به نام خود سکه زد، و احتمالاً تا سال ۶۰۰ م. توانست دوام بیاورد. وی حتی به پیروی از بهرام چوبین، تاج شاهی به سر گذاشت و سکه‌هایی به نام خود با عنوان پیروژ ویستهم (به معنای بسطام پیروز) ضرب کرد.
شورش ویستهم ظاهراً شش سال یا بیشتر طول کشید. چنان‌که از سکه‌های او فهمیده می‌شود، وی توانسته بود دو تن از پادشاهان کوشانی به نام‌های شاوَگ و پَریوگ را به اطاعت خود درآورد. خسرو از شنیدن اخبار کامیابی‌های وستهم، بیمناک و هراسان می‌شد، ولی یکی از اسقفان عیسوی به نام سَبْهْر یشوع او را دلداری می‌داد و تشجیع می‌کرد. به نظر چنین می‌رسد که برخی اخبار مربوط به او با اخبار و روایات بهرام چوبین آمیخته شده باشد. ماجراهای بهرام چوبین و ویستهم در تاریخ ساسانی سابقه نداشته اشت؛ اینکه دو تن که مورد پذیرش ساسانیان نبودند، خود را پادشاه برحق بدانند و به نام خود سکه بزنند، به گفتهٔ دریایی: «بسیار مهم و پرمعناست، چون طی ۳۶۶ سال به‌جز ساسانیان هیچ‌کس اجازه و جرئت و توانایی آن را نداشت که به نام خود سکه ضرب کند، و این لطمه‌ای بود به حیثیت و اعتبار ساسانیان و دودمان ساسان».
در هر حال بسطام هم مانند بهرام، در اثر جنگ‌ها یا دسیسه‌هایی که ما از جزئیات‌شان اطلاع نداریم، مغلوب و کشته شد. طبق افسانهٔ بهرام چوبین، گفته شده که گُردویَه یا گوُردیَگ خواهر بهرام، که بعد از برادر به ازدواج ویستهم درآمده بود، او را به قتل رساند (حدود ۵۹۶ م). گفته‌اند گردویه بعدها به ازدواج خسرو درآمد؛ و از همین‌جا شاید بتوان حدس زد که خسرو در کشته شدن ویستهم دست داشته است. در هر حال با کشته شدن بسطام، خسرو از زیر بار منت این هر دو خویشاوند خود که او را به شاهی رسانده بودند و به همین جهت گویا پادشاه را تا حد زیادی مدیون خود می‌شمردند، آسوده شد. خسرو سبهر یشوع را به پاس خدمات معنوی‌ای که در ایام عسرت و سختی به شاهنشاه کرده بود، به جای یشوع یبه که در این هنگام درگذشته بود، به جاثلیقی منصوب کرد.

### اقدامات خسرو در سرزمین‌های اعراب
خسرو قدرت خود را در دو سوی ساحل خلیج فارس تثبیت کرد و برای تحقیق دربارهٔ اوضاع عربستان، افرادی را به آن سرزمین و حتی شهر مکه فرستاد. در این زمان نعمان بن منذر، آخرین شاه حیره به دستور خسرو از شاهی خلع و کشته شد و در حدود سال‌های ۶۰۲ یا ۶۰۴ م. دولت لخمی‌ها تحت فرمان افراد وفادار به خسرو درآمد.

### جنگ با بیزانس[اپ](۶۲۸–۶۰۴ م)

#### پیش‌زمینه و علت جنگ

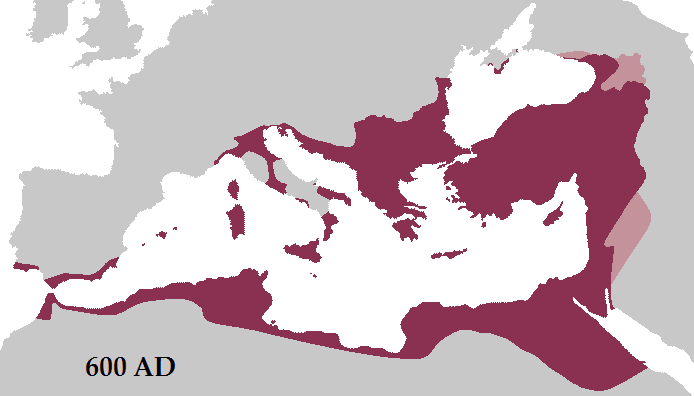
حدود قلمرو امپراتوری روم شرقی در سال ۶۰۰ میلادی

مقارن با پادشاهی هرمزد چهارم در ایران، ژوستین دوم، امپراتور بیزانس درگذشت و تیبریوس دوم (ملقب به کنستانتین) به جای او نشست (۵۷۸ م). تیبریوس امپراتور معروف و نیک‌نامی بود، اما هنگامی که چهار سال بعد درگذشت (۵۸۲ م)، بزرگی خود را از دست داده بود؛ اتفاقی که عمدتاً به سبب سخاوت و بذل و بخشش‌های بی‌اندازه‌اش افتاد. چنین اسراف‌کاری‌هایی به همراه جنگ‌هایی که انجام داد، مازادی را که از زمان ژوستین دوم در خزانه باقی مانده بود، از بین برد.
پس از تیبریوس، موریکیوس، جوان کاپادوکی جانشینش شد و به مدت بیست سال با کفایت و صلاحیت حکومت کرد. اما در عین حال حمایت چندانی از سوی مردم ندید؛ چرا که با مشکل بزرگ کمبود پول و تأمین وجوه خزانه مواجه بود. زیاده‌روی‌ها، کمک‌های بلاعوض و جنگ‌های صورت گرفته، امپراتوری بیزانس را به معنای واقعی کلمه ورشکسته کرده بود. او به خاطر مضیقهٔ مالی، حتی قادر به ساماندهی مناسب وجوه حیاتی خزانهٔ امپراتوری هم نبود. در نتیجه برای افزایش ذخایر خزانه و مقابله با کسری بودجه، اقدامات سختگیرانه‌ای در پیش گرفته شد تا هزینه‌های قشون کاهش پیدا کند؛ چیزی که به تدریج به خستی شدید و وسواس‌گونه بدل گردید و نفرت عموم را به شدت برانگیخت. در سال ۵۸۸ م. او همهٔ جیره‌های نظامی را تا یک‌چهارم کاهش داد و این موجب شکل‌گیری شورشی در شرق شد.

#### قتل موریکیوس و به قدرت رسیدن فوکاس
در سال ۵۹۹ موریکیوس از پرداخت فدیه برای آزاد کردن دوازده هزار اسیری که به دست آوارها افتاده بودند، امتناع کرد؛ هرچند که توان پرداخت چنین مبلغی را داشت. در مقابل، آوارها تمامی اسرا را از دم تیغ گذراندند. از دیگر سو هزاران نفر به خاطر وخامت اوضاع جبهه‌ها برای گریز از خدمت لشکری و نظامی، به صومعه‌نشینی روی آوردند. موریکیوس به صومعه‌ها فرمان داد که تا زمانی که خطر رفع نشده، از پذیرفتن اعضای جدید خودداری کنند. به این ترتیب راهبان نیز از او متنفر شدند و به خیل مخالفان پیوستند و درصدد عزل او از قدرت برآمدند. اینگونه رفتارها و اقدامات امپراتور، در مجموع باعث شکل‌گیری چهار شورش بین سربازان و نظامیان بیزانسی شد. تأثیرگذارتر از همه، شورشی بود که ۲۷ نوامبر سال ۶۰۲ درگرفت؛ در این سال موریکیوس به سربازانش که در بالکان مستقر بودند، دستور داد که زمستان را در آن سرزمین بگذرانند و بازنگردند. این دستور تأثیر بدی روی روحیهٔ سربازان گذاشت. آن‌ها سر به طغیان برداشتند و یکی از گروهبان‌های بیزانسی به نام فوکاس را که فرمانده یک دستهٔ صد نفرهٔ تراسی بود، با برداشتن روی سپرهایشان به عنوان رهبر خود برگزیدند.
با اینکه فوکاس بنا به تأکید سربازان شورشی، تنها رهبر آن‌ها بود و نه امپراتور، اما از فرصت پیش آمده استفاده کرد و با کنار زدن رقیبان، خود به عنوان امپراتور به تخت نشست. موریکیوس در اثر این شورش از سلطنت خلع و کشته شد.

### لشکرکشی خسرو به بیزانس و آغاز جنگ
گفته شده که پس از قتل موریکیوس و خانواده‌اش، پسر او به نام تئودوسیوس به ایران گریخت و به دربار خسرو پناهنده شد. خسرو از موقعیت به دست آمده استفاده کرد و اعلام نمود که طبق قاعده و عرف در اینگونه موارد، تئودوسیوس جانشین برحق امپراتور مقتول است و با این استدلال، درصدد خونخواهی موریس برآمد و به بیزانس اعلان جنگ کرد. زرین‌کوب می‌نویسد: «در واقع معلوم نیست که آیا موریکیوس واقعاً چنین پسری در دربار پارسی‌ها داشته، یا اینکه خسرو برای لشکرکشی و حمله به بیزانس، کسی را به عنوان فرزند موریکیوس بهانه و دستاویز قرار داده است». البته گفته شده که فوکاس، تئودوسیوس را کشته بود و داستان پناهنده شدن او به ایران را ایرانیان از پیش خود ساخته بودند تا بهانهٔ لازم را برای شروع دست‌اندازی به بیزانس داشته باشند.
بنا به یک روایت دیگر، به دنبال کشته شدن موریس و اعضای خانواده‌اش، برخی از افسران و سرداران بیزانسی و از جمله نرسس، به خسرو پیام فرستادند و از او کمک خواستند و وی را ضد فوکاس تشویق کردند، تئودوسیوس هم که بنا به شایعات از کشتار فوکاس گریخته بود، به ایران پناهنده شد و از خسرو — که زمانی مورد مساعدت پدرش واقع شده بود و در واقع سلطنت خود را وام‌دار او بود — برای رسیدن به تاج و تخت بیزانس کمک خواست.

### پیش‌روی‌های سرداران خسرو
به این ترتیب جنگ و رقابت دیرینهٔ بین دو کشور که مدتی بود فرو نشسته گرفته بود، دوباره در سال ۶۰۴ آغاز شد. خسرو دو سپهسالار را به نام‌های شاهین وَهمَن‌زادَگان که پادگوسبان غرب بود و فَرُّخان ملقب به شَهربَراز (یا شَهروَراز؛ به معنای «گراز کشور») که او را رومیزان هم می‌گفتند را در رأس دو لشکر به جنگ با بیزانس فرستاد. شهربراز به سمت شام حرکت کرد و شاهین راه میان‌رودان شمالی، ارمنستان، گرجستان، آسیای کوچک مرکزی و غربی و خود قسطنطنیه را در پیش گرفت. ساسانیان در سایهٔ درایت این دو سپهسالار، پیروزی‌های زیادی به دست آوردند و دو سردار مزبور در تاریخ به شهرت بسیاری دست یافتند.
خسرو نخست شهر مرزی دارا را پس از سه ماه محاصره در سال ۶۰۵ تصرف کرد. پس از آن، بدون آنکه خود در هیچ‌یک از لشکرکشی‌ها و نبردها شرکت کند، جنگ با بیزانس را ادامه داد. سپس شهربراز در میان‌رودان شهرهای مستحکمی چون الرها (اورفا؛ اِدِسا، ادس)، آمد (دیار بکر)، نصیبین، حران و سایر استحکامات رومی را گشود. پس از آن به سمت شمال رفت و دیگر شهرهای منطقه را تسخیر کرد. وضعیت راهبردی آمد به گونه‌ای بود که تصرف آن، راه ورود به ارمنستان را برای سپاه ساسانی باز می‌کرد؛ همین اتفاق هم افتاد و شهرهای آن منطقه یکی پس از دیگری به دست سپاه ایران گشوده شدند. در اثر این فتوحات، مرزهای شمالی ایران از کوه‌های قفقاز فراتر رفت. پس از فتح ارمنستان، گرجستان و قفقاز، شاهین به سوی آسیای صغیر شتافت. کیلیکیه، پونتوس، قیصریه و کاپادوکیه و فریگیه نتوانستند در مقابل حملات ایران ایستادگی کنند و یکی پس از دیگری سقوط کردند. نواحی مزبور غارت شدند. سپاه ایران به گالاتیا رسید. ساسانیان با هجومی منظم به ایالات غربی آسیای صغیر، آن‌ها را یکی پس از دیگری گشودند و شاهین و سپاهش به کالسدون در نزدیکی قسطنطنیه رسیدند. این پیش‌روی سریع و غیرمنتظرهٔ سپاه ایران در آسیای کوچک به گونه‌ای بود که اهالی قسطنطنیه را مضطرب کرد.

### نبرد ذوقار؛ تلاقی سپاه ساسانی و اعراب
در حدود سال ۶۰۴، دسته‌ای از سپاه ساسانی در محلی به نام ذوقار، که چندان هم از تیسفون دور نبود، با اعراب بکر بن وائل، که بعد از قتل نعمان بن منذر لخمی و فروپاشی دولت حیره به دست خسرو در این منطقه افزایش یافته بودند، جنگیدند. گفته شده که سپاه ایران در این نبرد مغلوب شده است. بعدها اعراب، خصوصاً در آغاز دورهٔ فتوح اسلامی، از این واقعه به مثابهٔ یک حماسهٔ بزرگ و شکوهمند قومی و خاطره‌ای دلپذیر یاد، و آن را با آب و تاب فراوان تعریف می‌کردند.

### اقدامات فوکاس در برابر خسرو
فوکاس، امپراتور جدید (۶۱۰–۶۰۲ م) «ثابت کرد که یک لات گردن‌کلفت و بی‌شرف وحشی است»؛ کسی که خطاها و تقصیرات امپراتور پیشین در مقابل رذایل وی، فضایلی درخشان جلوه می‌کرد. سایر قربانیان وحشت و خشم او یا تا سرحد مرگ تازیانه می‌خوردند؛ یا خفه می‌شدند یا به طرز بی‌رحمانه‌ای اخته و ناقص می‌شدند. او برای تحکیم موقعیتش، دست به شقاوت‌ها و سفاکی‌های وحشتناکی زد، و برای اینکه بتواند تمام نیروهایش را در مقابل ساسانیان به کار اندازد، متعهد شد باج سالانه‌ای به طوایف آوار بپردازد. به این ترتیب خاطرش از ناحیهٔ اقوام مزبور آسوده شد. همچنین با اعراب از در صلح درآمد و تمام سپاهیان بیزانسی را به آسیا و نواحی شرقی امپراتوری منتقل کرد. اما آوارها که اکنون بیزانس را در موضع ضعف می‌دیدند و هیچ‌گونه مقاومتی در برابر خود مشاهده نمی‌کردند، تقریباً تمامی اراضی مزروع داخلی قسطنطنیه را به تصرف درآوردند.
نارسس، برجسته‌ترین و معروف‌ترین فرمانده نظامی بیزانس و فرماندار این حکومت در میان‌رودان، شهر دارا را از دست داده بود و از این بابت ناخرسند بود. بنا به گفته‌ای، او آشکارا علیه فوکاس شورید و کنترل ادسا، یکی از شهرهای بزرگ استان را در دست گرفت. فوکاس به یکی از فرماندهانش به نام ژرمانوس دستور داد برای دفع نارسس روانهٔ ادسا شود. در سال ۶۰۵ با حرکت ژرمانوس به سوی ادسا، نارسس از سپاه خسرو که وارد خاک بیزانس شده بود، کمک خواست. سپاه ساسانی در نزدیکی قلعهٔ دارا که اهمیت استراتژیک داشت، با ژرمانوس و سپاهش روبه‌رو شد. ژرمانوس در این جنگ کشته شد و سپاهش مضمحل گشت (نبرد دارا). پس از آن فوکاس پیامی به نارسس فرستاد و به این بهانه که می‌خواهد وی را واسطهٔ انعقاد پیمان صلحی با ساسانیان قرار دهد، از او خواست تا به کنستانتینوپل بیاید. نارسس با حاضر شدن در پایتخت، دستگیر و به دستور فوکاس زنده در آتش سوزانده شد. اما چارلز اومان، تاریخ‌نگار نظامی بریتانیایی بر این باور است که نارسس قصد شورش نداشت، و فوکاس به صرف داشتن سوءظن به او با وی چنین رفتاری کرد (کما اینکه به بسیاری دیگر نیز به همین شکل بدگمان بود).
این رفتار فوکاس با بزرگ‌ترین و پیروزمندترین سردار سپاه؛ همچنین عدم توفیق در جلوگیری از پیش‌روی‌های ساسانیان در شرق، او را بیش از پیش نزد مردم منفور کرد و اتباعش را از حمایت وی به شدت دلسرد نمود.
سربازان بیزانسی در برابر سپاه ساسانی عملکرد بسیار ضعیفی از خود نشان دادند؛ چه از یک سو اسلحه و ادوات رزمی و نیروی کمکی لازم را برای دفاع در مقابل دشمن از مرکز دریافت نمی‌کردند، و از دیگر سو افراد نالایق و سست‌عنصری بر مسند نشسته و ادارهٔ امور را به دست گرفته بودند. به نظر می‌رسد سپاهیان بیزانس در این زمان، یا این سو و آن سو پراکنده شده، یا درون دیوارها و حصارهای شهرها خزیده و پنهان شده بوده باشند؛ چرا که هیچ اثری از آنها نیست و هیچ‌گونه گزارشی از مقاومت آنها در برابر متجاوزان دیده نمی‌شود. فوکاس، سنگدل، نادان و شهوتران بود و دیری نگذشت که به شدت مورد نفرت اتباعش قرار گرفت. او در طول هشت سال حکومتش، تنها در یک چیز از خود توانایی نشان داد؛ آن هم ردیابی و سرکوب وحشیانهٔ مخالفان و معاندانش یا هر فرد دیگری که احتمال می‌داد درصدد توطئه علیه او باشد.
با این حال نتوانست بر بحران داخلی کشور فایق بیاید و در مقابل خسرو هم چیزی جز شکست و گریز عایدش نشد. جنگ خسرو علیه بیزانس نزدیک بیست سال، یعنی حتی بعد از برکناری و خلع فوکاس، ادامه یافت. در این مدت قلمرو بیزانس به طرز بی‌سابقه‌ای عرصهٔ تاخت‌وتاز سرداران و سپاهیان ساسانی و لگدکوب سم ستوران آن‌ها شد.

### دومین جنگ ترکان و ایران

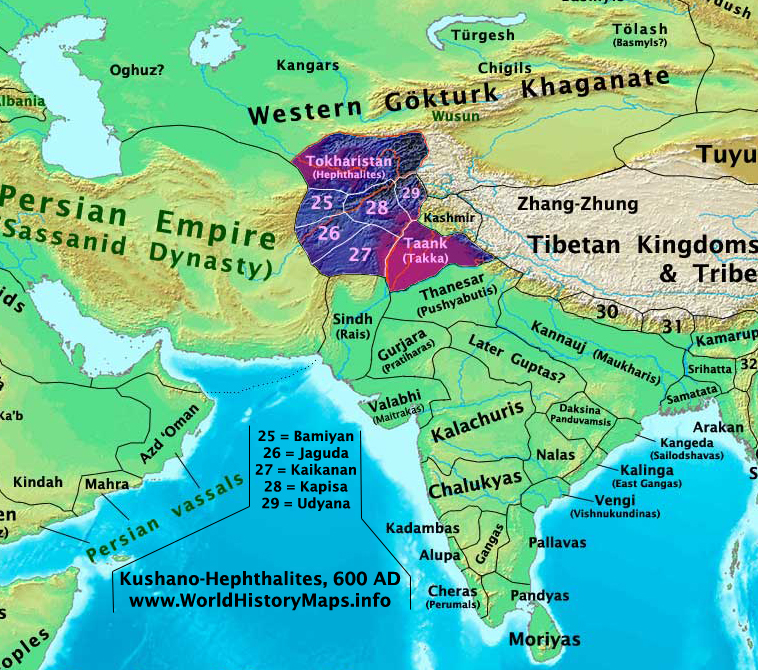
تخارستان در حدود ۶۰۰ میلادی

مردم تخارستان (گوک‌ترک‌ها) از نظر فرهنگی و اقتصادی با سغد و هند پیوستگی داشتند، ولی ناگزیر تابعیت ایران را تحمل می‌کردند. کوشانیان و هپتالیان نیز از زمان خسرو انوشیروان استقلالشان را از دست داده بودند. از این رو هنگامی که بین ایران و بیزانس جنگ درگرفت و سپاهیان ساسانی در مرزهای غربی مشغول شدند، در سرحدات شرق آتش عصیان شعله‌ور شد و کوشانیان در سال ۶۰۶/۶۰۷ م. شروع به حمله و دست‌اندازی کردند.
خسرو مرزبان و سردار ارمنی خود به نام سمبات باگراتونی را برای دفع آنان فرستاد. اولین نبرد در قلعهٔ اَپْرشهر  در خراسان بین طرفین درگرفت و سمبات با اینکه تنها ۲۰۰۰ اَسواره (سواره‌نظام سنگین‌اسلحهٔ ممتاز) در اختیار داشت، توانست با یک حملهٔ سریع مهاجمان را شکست دهد. گویا سبب پیروزی‌اش هم همین هجوم غافلگیرکننده بوده است. پس از این پیروزی، مهاجمان به گفتهٔ سبئوس، به روستای حصارداری به نام خروخت رفتند و سمبات با سیصد سوار در پی آنان رفت. ترکان چون یارای مقاومت در خود نمی‌دیدند، از تون‌جبغو خان، خان بزرگ خاقانات غربی ترک درخواست نیروی کمکی کردند. سبئوس به طرز مبالغه‌آمیزی می‌گوید که خاقان سیصد هزار سرباز به عنوان نیروی کمکی برای آن‌ها فرستاد.
نام فرمانده اردوی ترکان، جمبو آمده است. این نیرو به زودی خراسان و از جمله قلعهٔ توس را که ۳۰۰ مدافع به سرکردگی یک شاهزاده پارسی به نام داتویئان  که از سوی دربار منصوب شده بود از آن محافظت می‌کردند، مورد تاخت و تاز قرار دادند. سمبات غافلگیر شد، اما توانست با سه تن از همرزمانش بگریزد، و شاهزادهٔ پارسی مأمور دفاع از خروخت شد.
تاخت و تاز مهاجمان تا حدود اصفهان و ری هم ادامه یافت. پادگان‌های ایرانی غافلگیر و مستأصل و مجبور به عقب‌نشینی شدند، اما طولی نگذشت که ترکان به دستور خانشان بازگشتند. عنایت‌الله رضا بر این باور است که چیزهایی که سبئوس دربارهٔ علت عقب‌نشینی ترکان آورده، قانع‌کننده به نظر نمی‌رسد. او می‌نویسد: «در پاییز سال ۶۰۳ م. «خان بزرگ» بر رأس ترکان قرار نداشت، زیرا در همین زمان بود که قراچورین، پس از درهم‌شکسته شدن قوای ترکان، سرزمین‌هایی را که به تصرف آورده بود، ترک گفت و در جستجوی پناهگاهی مناسب به سرزمین توغان گریخت. چنین به نظر می‌رسد که اوضاع و احوال، نوادهٔ او را واداشت که به منظور حفظ و نگاهداری سرزمین خویش به آن سامان بازگردد».
به محض اینکه ترکان بازگشتند، سمبات سپهسالار ایران به سرعت سپاهیان و سربازان ایرانی مناطق شرقی را سازماندهی کرد و بار دیگر به کوشان هجوم برد. او با اینکه تا بلخ پیش‌روی کرد، اما نتوانست مواضعش را در طخارستان محکم کند. ناگزیر به مرغاب بازگشت و به مرزبانی مرزهای شرقی ساسانیان پرداخت. جنگ مزبور نهایتاً پس از یک یا دو سال به پایان رسید. با اینکه سردار ایرانی در این نبردها پیروز شد و غنایم فراوانی به دست آورد، اما ظاهراً این نواحی دیگر پس از آن از حکومت ساسانیان اطاعت نمی‌کردند.
عنایت‌الله رضا بر این باور است که اشتغال خسرو به جنگ در غرب قلمروش موجب شد او نتواند چنان‌که بایسته بود، به رتق و فتق امور مناطق شرقی بپردازد و در نتیجه تون‌جبغو خان و ترکان موفق شدند سرحدات خود با ساسانیان را تا اندازه‌ای تحکیم و تقویت کنند. اما عبدالحسین زرین‌کوب نظر دیگری دارد و می‌نویسد: «حتی در ولایات شرقی فلات نیز که غالباً در هنگام درگیری با روم دشواری‌هایی برای دولت‌ها [دولت‌ها و حکومت‌های ایران] پیش می‌آمد، این اوقات اشکال عمده‌ای پیش نیامد. سنباط باگراتونی، سردار ارمنی ایران در این ایام یک سرکردهٔ هفتالی را که ظاهراً به تحریک خاقان ترک در این نواحی تاخت و تاز کرده بود، به شدت مقهور نمود و حتی قسمتی از شمال غربی هند در این ایام، مثل اوایل عهد ساسانی، ناچار شد باز انقیاد ایران را گردن نهد». کریستن‌سن نیز بر همین عقیده است و می‌گوید که وجود سکه‌های خسرو در این نواحی، شاهد این مدعاست.

### خلع فوکاس و روی کار آمدن هراکلیوس
شکست بیزانس از خسرو ادامه یافت. فوکاس به رغم قساوت‌ها و خونریزی‌هایش نتوانست اوضاع را کنترل کند و در اثر توطئهٔ سرباز و سرکرده‌ای رومی به نام هراکلیوس  از سلطنت خلع و کشته شد (۶۱۰ م).

### تصرف قیصریهٔ دریایی
شاهین سپس قیصریهٔ دریایی (پایتخت اداری استان بیزانسی فلسطین اولیٰ) را تصرف کرد. در این زمان، بندر بزرگ داخلی شهر در اثر رسوب گل و لای غیرقابل استفاده شده بود، اما امپراتور آناستازیوس بندر دیگری در بیرون ساخته بود و قیصریه همچنان یک شهر مهم دریایی محسوب می‌شد و راه‌های دریایی مدیترانه را در اختیار ساسانیان قرار می‌داد. اگرچه این محاصره و تصرف قیصریه توسط ساسانیان، آسیب‌ها و زیان‌های فیزیکی اندکی به آن وارد کرد، اما تأثیرات اجتماعی-اقتصادی فراوانی روی آن گذاشت که تا ادوار بعد نیز باقی بود.

### ادامهٔ فتوحات ایران؛ تصرف انطاکیه و دمشق
پس از روی کار آمدن هراکلیوس، شهربراز، سردار خسرو در ادامهٔ کشورگشایی‌هایش در سال ۶۱۱ شروع به پیشروی در شامات کرد. او از فرات گذشت و در چند جای این سرزمین با رومی‌ها مواجه شد (نخست هنگام محاصرهٔ انطاکیه، و سپس در حمله به دمشق در سال ۶۱۳ م)، ولی در این میدان‌ها هم پیروزی با ساسانیان بود و این دو شهر در سال ۶۱۳ م. به تصرف ساسانیان درآمدند. فتح انطاکیه به پارسی‌ها اطمینان خاطر می‌داد که خواهند توانست مناطق متصرفاتی جدیدشان از بیزانس را همچنان حفظ کنند. از سوی دیگر این شکست، ضربهٔ روحی سنگینی برای بیزانس بود، چون راه‌های زمینی را که از آسیای صغیر به فلسطین، سوریه و مصر می‌رفتند، مسدود می‌کرد و راه ساسانیان را به سوی مناطق جنوب سوریه و از جمله مصر می‌گشود؛ نقاطی که بیزانس در آن‌ها سپاه و قوای رزم‌آزموده‌ای نداشت که بتواند در برابر مهاجمان مقاومت کند. علاوه بر این سپاه شکست خوردهٔ رومی به دو بخش شد: هراکلیوس و تئودور به شمال عقب نشستند و نیکِتاس، پسرعموی هراکلیوس به سمت جنوب رفت. دستهٔ نخست تلاش کرد تا خطی دفاعی در دروازهٔ کیلیکیه (دربند کیلیکیه؛ گذرگاه گولک) در رشته‌کوه‌های توروس تشکیل دهد، اما موفق نشد. نیکتاس هم نتوانست مانع ورود شهربراز به فلسطین و سوریه شود. ایرانیان پاتریارک انطاکیه را به قتل رساندند و بسیاری از ساکنان شهر را تبعید کردند. سپس طرسوس و دشت کیلیکیه را به تصرف درآوردند. سردار ساسانی از فلسطین ثانی عبور کرد و وارد فلسطین اولیٰ شد.

### موقعیت هراکلیوس و اقدامات او
با اینکه فوکاس از قدرت برکنار شده و فرماندهی کاردان به عنوان قهرمانی شایسته و منجی‌ای فاتح و ستوده زمام امور را در دست گرفته بود (و به گفتهٔ ویل دورانت: «شایستهٔ نام و عنوان خود بود»)، اما بیزانس با مشکلات فراوان و پیچیده‌ای مواجه بود و حتی برای کاردان‌ترین و مدبرترین فرمانروایان نیز مدت‌ها زمان می‌برد تا بتواند بر سختی‌ها و معضلات موجود فایق آید. اقتصاد، ضعیف و ورشکسته بود؛ دشمنان از هر سو به کشور دست‌اندازی می‌کردند، بسیاری از استان‌ها و مناطقی که از نظر تجاری و نظامی مهم و استراتژیک بودند، اکنون از دست رفته بودند، و طاعون هم شیوع پیدا کرده بود. همهٔ اینها بیزانس را در شرایطی بحرانی قرار می‌داد و مانع از آن می‌شد که هراکلیوس به آسانی بتواند به مواجهه با خسرو بپردازد. همچنین ازدواج غیرمشروع هراکلیوس با خواهرزاده‌اش، از او چهرهٔ بدی به تصویر می‌کشید و وی را در انظار عموم به عنوان زانی با محارم می‌شناساند. با این وجود او با عزمی راسخ و پولادین درصدد تجدید سازمان امپراتوری ضعیف و ازهم‌گسیخته برآمد. وی ده سال نخست سلطنتش را صرف احیای اخلاقیات مردم، تقویت سپاه و بهبود عواید خزانه کرد. به منظور تقویت قوای نظامی امپراتوری، او به کشاورزان زمین رایگان بخشید؛ به این شرط که فرزند ارشد هر خانواده به خدمت لشکری درآید.

### تصرف اورشلیم (۶۱۴ م)
تا اینجای کار، سرداران ایرانی توانسته بودند شهرهای مهم بسیاری مانند دارا، آمِد، ادسا، هیراپولیس، حران، حلب، آپامیا، انطاکیه، قیصریه و دمشق را تصرف کنند (۶۱۳–۶۰۵ م). شهربراز تا نزدیکی بیروت امروزی پیش رفت. او سپس با شور و هیجانی که به گفتهٔ زرین‌کوب، گویا از نوعی تفکر جهادی الهام می‌گرفت، قصد اورشلیم را کرد و وارد جلیل شد و به این ترتیب خسرو به‌طور رسمی به جهان مسیحیت اعلان جنگ کرد. به روایتی بیست هزار و بنا به روایت دیگر نزدیک بیست و شش هزار یهودی به سپاه او پیوستند، و ایرانیان با کمک این عده و یهودیان طبریه و ناصره و شهرهای کوهستانی جلیل و مناطق جنوبی، و همچنین گروهی از اعراب، اورشلیم را بدون اینکه با مقاومتی روبه‌رو شوند، در ژوئن ۶۱۴ م. تسخیر کردند. شهربراز کنترل شهر را به دو یهودی به نام‌های نِحِمیا بن هوُشیِل و بنیامین طبریه‌ای واگذار کرد. سپس نحمیا را به عنوان فرماندار و حاکم اورشلیم تعیین نمود. نحمیا شروع به فراهم آوردن تمهیدات لازم برای ساخت سومین معبد یهودیان کرد و در پی ایجاد تبارنامهٔ جدیدی برای کهانت اعظم معبد برآمد. یهودیان امیدوار بودند که خسرو به پاس مساعدتی که آنان در تصرف شهر به نیروهای ایرانی کرده بودند، تمام سرزمین مقدس را به آنان واگذار خواهد کرد، اما اوضاع چندان موافق میل آن‌ها پیش نرفت و تنها چند ماه بعد، مسیحیان شهر شورش کردند. نحمیا و شانزده تن از همکارانش، به همراه عدهٔ بسیار دیگری از یهودیان در جریان این شورش کشته شدند و بسیاری دیگر برای نجات جانشان خود را از دیوارها پایین انداختند. به این ترتیب کنترل شهر برای مدت کوتاهی به دست مسیحیان افتاد.
یهودیان بازمانده از کشتار، به اردوی فرمانده ساسانی در قیصریه پناه بردند. شهربراز به سرعت به سوی اورشلیم رفت و آن را محاصره کرد. نیروهای او از دیوارها بالا رفتند و با بهره‌گیری از منجنیق و به وسیلهٔ نقب زدن زیر حصار دفاعی، به داخل شهر رخنه کردند. وقتی مدافعین شهر تعداد فراوان قشون مهاجم را دیدند، از ترس اینکه مورد قتل‌عام واقع شوند، فرار کردند. به این ترتیب مقاومت زیادی صورت نگرفت و شهر بار دیگر به دست شهربراز افتاد. بر اساس نوشته‌های مختلف، محاصرهٔ شهر بین ۱۹ تا ۲۱ روز طول کشیده است. به گفتهٔ سبئوس، ۱۷۰۰۰ مسیحی در سرکوب این شورش کشته شدند؛ یهودیان به مسیحیانی که در حوالی برکهٔ مأمن الله گرفتار شده بودند، پیشنهاد دادند که به آن‌ها در فرار و رهاندن جان خود از مرگ کمک کنند؛ به این شرط که آن‌ها یهودی شوند و مسیح را انکار کنند. اسیران مسیحی از پذیرش چنین پیشنهادی امتناع کردند. یهودیان که خشمگین شده بودند، مسیحیان را با پرداختن نقره از ایرانیان خریدند و آنان را در همان نقطه قتل‌عام کردند. به روایتی ۴۵۱۸، به روایت دیگر ۴۶۱۸ و بنا به روایتی دیگر ۲۴۵۱۸ مسیحی در این واقعه مانند گوسفند سر بریده شدند. با این حال نویسندگان مسیحی دوره‌های بعد در این عدد مبالغه کردند و آن را تا ۹۰۰۰۰ نفر هم رساندند. علاوه بر این ۳۵۰۰۰ یا ۳۷۰۰۰ نفر از مسیحیان نیز به همراه زکریاس، اسقف اعظم به بین‌النهرین تبعید شدند.
جستجو برای یافتن صلیب راستین (صلیب مقدس عیسی مسیح) به شکنجه شدن بسیاری از روحانیون مسیحی منجر شد. طبری نیز در تاریخ الرسل و الملوک به این موضوع اشاره کرده است. سرانجام قطعه‌ای از آن را که در صندوق خاصی نگهداری می‌شد، یافتند و به عنوان غنیمتی فوق‌العاده گران‌بها به تیسفون فرستادند. این صلیب به عنوان نماد پیروزی ساسانیان بر مسیحیان مورد استفاده قرار گرفت. پس از آن مودستوس، پاتریارک ارتدوکس یونانی، از سوی ساسانیان به عنوان حاکم شهر تعیین شد. پارسیان در سال ۶۱۷ سیاست خود را تغییر دادند و این بار با مسیحیان ضد یهودیان متحد شدند. این تغییر رویکرد، احتمالاً به دلیل فشارهایی صورت گرفت که مسیحیان ساسانی میان‌رودانی بر ساسانیان وارد می‌کردند. بر اثر این تغییر موضع، بار دیگر از مهاجرت یهودیان به اورشلیم جلوگیری به عمل آمد و اقامت و اسکان آن‌ها محدود شد. با این وجود به نظر نمی‌رسد که آنان، چنان‌که سبئوس نوشته است، به طرز خشونت‌باری از اورشلیم اخراج شده باشند. تا جایی که دانسته است، یک کنیسهٔ کوچک آنان در این زمان در اورشلیم تخریب شده و مالیات‌های سنگینی بر آنان وضع گردیده است. در مقابل، شرایط مسیحیان بهبود پیدا کرد و به وضع سابق بازگشت.
در سال ۶۲۸ پس از خلع و قتل خسرو، پسرش قباد با هراکلیوس صلح کرد و متعهد شد که ایالت فلسطین اولیٰ و صلیب راستین را به بیزانسی‌ها بازگردانَد، اما از آنجا که دورهٔ حکومت او کوتاه بود، صلیب و ایالت مزبور همچنان در دست ساسانیان باقی ماند؛ تا اینکه شهربراز آن‌ها را به بیزانس بازگرداند. در این باره که اورشلیم تا چه تاریخی در دست ساسانیان بوده، بحث بسیار است، اما به نظر می‌رسد که شهربراز و پسرش نیکتاس که هر دو مسیحی شده بودند، کنترل شهر را حداقل تا اواخر تابستان یا اوایل پاییز سال ۶۲۹ م. در اختیار داشته بوده باشند. به روایتی، هراکلیوس در ۲۱ مارس سال ۶۳۰، در حالی که صلیب راستین را همراه خود داشت، به اورشلیم حمله کرد و پیروزمندانه شهر را پس گرفت. یهودیان به سبب کمکی که به ایرانیان در زمان تصرف اورشلیم کرده بودند، از شهر اخراج شدند و اجازه نیافتند که از فاصلهٔ سه مایلی به آن نزدیک شوند. هراکلیوس، تا جایی که برایش مقدور بود، در تعقیب و آزار و نابودی یهودیان کوشید و آن عده یهودی هم که در شهر مانده بودند، کشته شدند.
تصرف اورشلیم، شهر مقدس یهودیان و مسیحیان، و به غنیمت بردن صلیب راستین که مقدس‌ترین و گرامی‌ترین شیء در جهان مسیحیت به‌شمار می‌رفت، اهمیت ویژه‌ای داشت. انتقال این صلیب به ایرانشهر، که در آن زمان به‌طور رسمی تحت تسلط روحانیون زرتشتی و آموزه‌های دینی سختگیرانهٔ آنان بود، اثر عجیبی در دنیای باستان گذاشت و موجب اندوه، سرخوردگی و یأس بی‌پایان مؤمنین مسیحی شد.

### تصرف کالسدون (۶۱۷–۶۱۵ م)
لشکر ساسانی به فرماندهی شاهین، پادگوسبان غرب و سمبات باگراتونی در این زمان در ادامهٔ تاخت و تاز در آسیای صغیر کیلیکیه، پونتوس، قیصریه و کاپادوکیه و شهر گالاتیا را فتح کرد و به شهر کالسدون — که تنها باریکهٔ بسفور آن را از قسطنطنیه جدا می‌کرد — رسید (۶۱۴، یا به احتمال زیاد ۶۱۵ م). در اینجا هراکلیوس با شاهین ملاقات و پیشنهاد کرد که طرفین، به این شرط که ساسانیان مناطق متصرفاتی خود را تخلیه کنند و عقب بنشینند، با هم صلح کنند. او به صلاح‌دید شاهین، سفیری نزد خسرو فرستاد تا پیشنهادش را به او ابلاغ کند. خسرو که در اثر فتوحات پیاپی سخت مغرور شده بود، نه تنها با این خواستهٔ هراکلیوس موافقت نکرد؛ بلکه سفیر را محبوس کرد و با نخوتی شاهانه شاهین را تهدید به قتل کرد و بر او خشم گرفت که چرا هراکلیوس را دست‌بسته در غل و زنجیر در پیش تخت او حاضر نکرده است. پس از آن، کالسدون به رغم داشتن برج و باروی محکم و حصار ستبر، نتوانست جلوی حملات مکرر ایرانیان را بگیرد و با وجود دلاوری مدافعین و ضد حمله‌ای که هراکلیوس انجام داد، سرانجام به تصرف ایرانیان درآمد (۶۱۷ م).
به گفتهٔ کریستن‌سن، شاهین پس از تصرف کالسدون از سمتش عزل شد و درگذشت. شاید هم به دستور خسرو به قتل رسیده باشد. اما زرین‌کوب می‌نویسد که شاهین قبل از تصرف کالسدون، به سبب سوءظن بیجای خسرو نسبت به او و به تحریک وی، معزول شد و به قتل رسید، ولی با این همه شهر به وسیلهٔ شهربراز تصرف شد. اما بعدها هنگام محاصرهٔ کنستانتینوپل در سال ۶۲۶ ما بار دیگر با شاهین نامی مواجه می‌شویم. معلوم نیست که این دو، شخص واحدی هستند یا نه. در هر حال پس از آن، سپاه ایران مأمور فتح کنستانتینوپل، پایتخت بیزانس شد. خسرو به این هم اکتفا نکرد و به شهربراز دستور داد برای فتح مصر، به سوی آن سرزمین حرکت کند.

### فتح مصر (۶۱۹–۶۱۶ م)

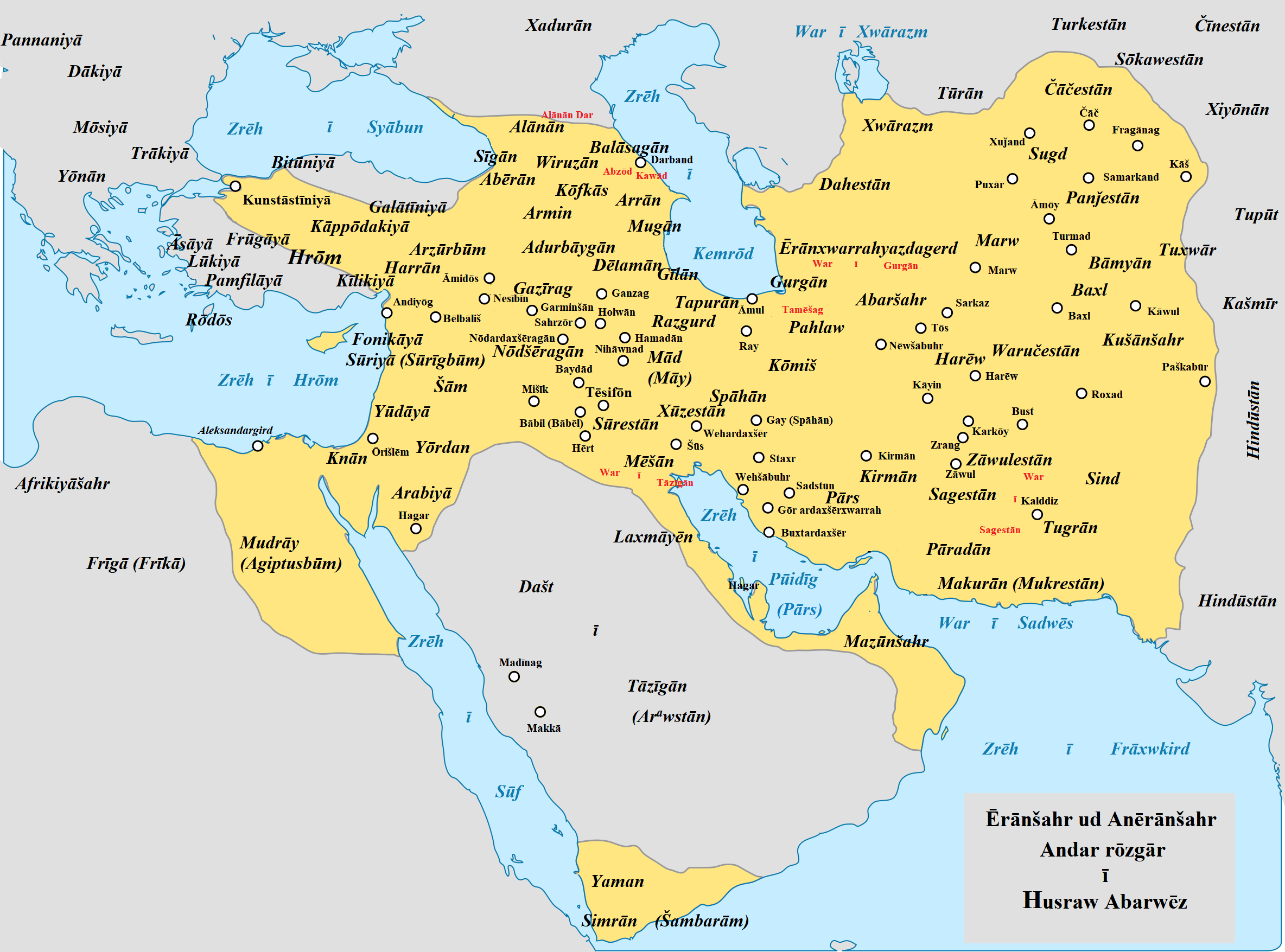
حداکثر گسترهٔ قلمرو ایران در دوران خسرو پرویز. اسامی امکنه به فارسی میانه با آوانگاری مکنزی نوشته شده و نقاط قرمز، استحکامات دفاعی ساسانیان را نشان می‌دهد.

شهربراز با گذر از صحرای سینا، راهی مصر شد و در سال ۶۱۹ م. اسکندریه، شهر تجاری نامی آن روزگاران را تصرف کرد. با وجود این، جزئیات وقایع دانسته نیست؛ و ما نمی‌دانیم که هراکلیوس واقعاً چقدر برای دفاع از مصر در برابر نیروهای مهاجم تلاش کرده است. پسرعموی او، نیکتاس، حاکم آن ناحیه بود و از اسکندریه به عنوان مقر فرماندهی خود استفاده می‌کرد. فتح مصر هم تأثیر عجیبی در دنیای آن روز به جا گذاشت؛ ایرانیان از زمان داریوش دوم هخامنشی کنترل بر مصر را از دست داده بودند و طی این چند قرن مصر برای ایرانیان سرزمینی تقریباً بکر و بیگانه جلوه می‌کرد. برخی از مورخان معاصر می‌گویند شاهان ساسانی و از جمله خسرو پرویز، که خود را وارثان امپراتوری هخامنشی می‌دانستند و به آن مباهات می‌کردند، همواره درصدد بودند که حدود قلمروشان را به مرزهای زمان هخامنشیان برسانند. سپاه ایران کلید فتح اسکندریه را به نشانهٔ تصرف مصر نزد خسرو فرستاد و با سرعتی خارق‌العاده حتی تا حدود سرزمین‌های حبشه و لیبی هم پیش رفت و بدین‌سان خاطرهٔ پیروزی‌های افتخارآمیز هخامنشیان در آفریقا را زنده کرد.
این شکست گیج‌کننده، ضربهٔ سخت و مهلکی برای بیزانسی‌ها بود؛ چرا که مصر حکم انبار غلهٔ بیزانس را داشت و چشم حکمرانان بیزانسی برای تأمین مایحتاج غله و گندم‌شان به این سرزمین دوخته بود. علاوه بر این، شاهرگ‌های حیاتی اقتصادی و تجاری شام هم‌اکنون در دست ایرانیان بودند. مستعمرات یهودی‌نشین اورشلیم که کمک کوروش به قوم یهود را فراموش نکرده بودند، از کامیابی‌های پی‌درپی ایرانیان بسیار خرسند بودند. مونوفیزیت‌های (یعقوبیان) اسکندریه هم که از مرتد خوانده‌شدنشان توسط کلیسای رسمی بیزانس طی شورای کالسدون ناراحت بودند، اشتیاقی به نظامیان بیزانسی نداشتند و نیروهای ایرانی را به آن‌ها ترجیح می‌دادند. در این تاریخ، یعنی سال ۶۱۹، قدرت و شوکت خسرو به اوج خود رسید. زرین‌کوب دربارهٔ این فتوحات می‌نویسد: «با آنکه مالیات‌ها و تلفات انسانی که بر اثر این جنگ‌ها بر ایرانیان تحمیل می‌شد، از غنایم و غارت‌ها بسیار گران‌تر بود، دلخوشی به این پیروزی‌ها، هرگونه ناخرسندی را که در این باره ممکن بود در دل‌ها راه بیابد، محکوم به سکوت می‌کرد».
آنچه پیشرفت ساسانیان را در جنگ با بیزانس تسریع می‌کرد، غیر از ضعف و انحطاط قدرت نظامی بیزانس، وجود تشتت و اختلاف مذهبی بین روحانیان — مخصوصاً بین کلیسای رسمی — با عامهٔ مردم در نقاط مختلف بیزانس بود. هم اتباع نستوری سوریه و هم قبطی‌های مصر از ظلم و سختگیری‌هایی که روحانیون ملکایی نسبت به آن‌ها روا می‌داشتند، ناراضی بودند. افزون بر این، یهودیان اورشلیم نیز از قدرت گرفتن بیزانس مسیحی نگرانی فراوان داشتند و آن را تهدیدی برای خود می‌دیدند. زرین‌کوب از این فتوحات چشمگیر چنین یاد می‌کند: «پیروزی‌های خسرو در مقابل بیزانس، آخرین پیروزی دنیای باستانی ایران بر بازماندهٔ دنیای یونانی تلقی شد، و گویی سرانجام در یک فرصت کوتاه که به لمحهٔ برق می‌مانست، بار دیگر ایران، هم جوابی به چالش‌گری‌های اسکندر داد و هم وقایع ماراتن، سالامیس و پلاته را که دیگر حتی خودش هم چیزی از آن به خاطر نداشت، تلافی کرد».

### نامهٔ خسرو به هراکلیوس
در این زمان خسرو به هراکلیوس نامه‌ای نوشت و در آن سؤالی در زمینهٔ خداشناسی از وی پرسید: «از خسرو، بزرگ‌ترین خدایان و ارباب زمین به هراکلیوس، بندهٔ بی‌مقدار و فرومایه خود: چرا تو هنوز… خود را شاه می‌نامی و از سر نهادن به فرمان ما امتناع می‌کنی؟ آیا من یونانیان را نابود نکرده‌ام؟ شما می‌گویید که به خدای خود ایمان دارید. چرا خدایتان درافتادن قیصریه، اورشلیم و اسکندریه به دست من، کمکی به شما نکرد؟ و آیا من نباید کُنستانتینوپل را نیز نابود کنم؟ ام اگر تسلیم شوید، گناه شما را می‌بخشم، و شما را به همراه همسر و فرزندانتان به حضور می‌پذیرم و به شما زمین‌ها، تاکستان‌ها، و مزارع زیتون می‌بخشم و با شما به نرمی و احترام رفتار می‌کنم. خودتان را با امید واهی به آن مسیح فریب ندهید که حتی توانایی نداشت خود را از چنگ یهودیانی که او را با کوبیدنش به صلیبی کشتند، حفظ کند. حتی اگر به ژرفنای دریا هم پناه بجویی، من دست خود را دراز خواهم کرد و تو را خواهم گرفت؛ چنان‌که ببینی. خواه بخواهی و خواه نه».

### فتح رودس (۶۲۳–۶۲۲ م)

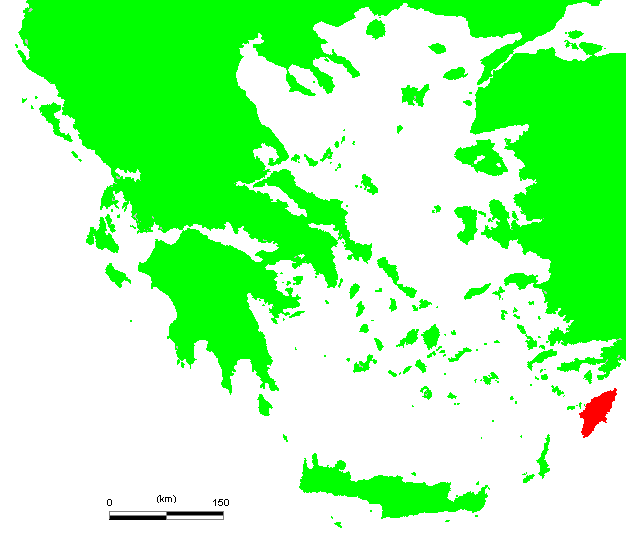
موقعیت جغرافیایی رودس در دریای اژه

شاهین در لشکرکشی‌های خود به سمت آناتولی غربی پس از فتح کالسدون از سمت خسرو پرویز مأموریت یافت تا قلمرو ساسانیان را در مرزهای آبی نیز گسترش دهد. در نهایت در سال ۶۲۲ میلادی شاهین توانست جزیره رودس را که بزرگ‌ترین جزیره و پایتخت مجمع الجزایر دودکانسا بود به تصرف خود دربیاورد. در زمانی که ساسانیان توانستند جزیره رودس را فتح کنند مجسمه غول پیکر رودس که یکی از عجایب هفتگانه جهان باستان است همچنان در آن جزیره موجود بود. پس از فتح رودس، شاهین چندین جزیره دیگر در شرق دریای اژه را نیز فتح کرد و ساسانیان بر دریای اژه تسلط یافتند و قسطنطنیه پایتخت بیزانس تهدید به حمله دریایی شد. در این زمان قلمرو ساسانیان به اوج وسعت خود در تاریخ رسید، قلمرویی که از هیمالیا تا بالکان کشیده شده بود و خسرو پرویز نیز خود را در یک قدمی فتح قسطنطنیه می‌دید.

### وضعیت بیزانس
اوضاع بیزانس در این زمان به شدت وخیم بود؛ چه تمام ممالک و نواحی شرقی امپراتوری از دست رفته بود (ارمنستان رومی، شهرها و قلاع رومی در میان‌رودان، تمام آسیای صغیر، سوریه، فلسطین و مصر). چنین وضعی حتی بر خود پایتخت هم فشار می‌آورد و آن را تهدید می‌کرد. اوضاع چنان بحرانی بود که هراکلیوس ابتدا می‌خواست پایتخت بیزانس را به کارتاژ در شمال آفریقا ببرد، به همین منظور هم خزانه را از کنستانتینوپل انتقال داد (این خزانه همان است که به دست سردار خسرو افتاد و به گنج بادآورد موسوم شد)، ولی روحانیون و مردم مانع شدند. با وجود شرایط بسیار بد و اسفناک، روحانیون از او حمایت کردند و تمام خزاین و نفایس پرشمار کلیسا و طلا و نقرهٔ موجود را در اختیار او گذاشتند تا به مصرف تهیهٔ ملزومات جنگ و تأمین هزینه‌های نظامی برساند. آن‌ها جنگیدن را برای تمام مسیحیان پیرو کلیسا واجب اعلام کردند. به این ترتیب هزاران داوطلب که با پول کلیسا حمایت می‌شدند، برای دفاع در برابر ایرانیان به قشون پیوستند.
برخی مورخان از جمله ویلیام صوری، از این حمایت کلیسا از جنگ با ایران به عنوان نخستین جنگ صلیبی یا مقدمه‌ای بر آن یاد کرده‌اند. عده‌ای دیگر مانند والتر کیگی نیز بر این نظرند که دفاع بیزانس از خود در مقابل ایران را نمی‌توان یک جنگ صلیبی در نظر گرفت؛ چرا که تحریکات کلیسا و انگیزهٔ دفاع دینی و مذهبی، تنها یکی از عوامل این جنگ بوده است و عوامل بسیار دیگری در بروز آن دخالت داشته‌اند.

### بیزانس در حالت تهاجمی
هراکلیوس با تدارکاتی که برایش فراهم شد، کم‌کم دل و جرأت مقابله با ساسانیان را پیدا کرد. او تابستان سال ۶۲۲ م. را به آموزش داوطلبان جدید که به سپاه پیوسته بودند، گذراند و پاییز آن سال از پایتخت خارج شد و به یالوا در بیتینیه در شمال غربی آناتولی رفت و ناحیهٔ شمال کاپادوکیه را تصرف کرد. این کار او، درهٔ فرات را که مسیر ارتباطی و تدارکاتی نیروهای ایرانی با پشت جبهه بود، تهدید می‌کرد و همین باعث شد تا شهربراز به منظور جلوگیری از قطع مسیر تدارکات و مایحتاج سپاهش به گالاتیا عقب‌نشینی کند. طی شش سال (از ۶۲۲ تا ۶۲۸ م) هراکلیوس جنگ‌های تعرضی مختلفی به قلمرو خسرو انجام داد. با اینکه از روی منابع موجود نمی‌توان توالی حوادث و جزئیات مسیرهای لشکرکشی‌های او را تعیین کرد، اما مجموعهٔ نبردهایش در این مدت، حکایت از یک پیشرفت دایمی می‌کند. این تهاجمات و تعرضات هر بار با شدت بیشتری انجام می‌شد، و هراکلیوس در پایان توانست سرزمین‌های از دست رفتهٔ بیزانس را مجدداً به چنگ آورد.
رومیان و ساسانیان در اواخر پاییز سال ۶۲۲ در جایی در ارتفاعات کاپادوکیه با هم مواجه شدند. هراکلیوس پیشتر تجربهٔ فرماندهی در میدان جنگ را نداشت، اما شهربراز بارها در مناطق مختلف با سپاهیانش جنگیده بود. با این حال هراکلیوس نبوغ خود را به کار گرفت و شهربراز را غافلگیر و شکست سختی به او وارد کرد و ایرانیان را به شرق آناتولی عقب نشاند. پس از آن هراکلیوس سپاهش را برای گذراندن زمستان در پونتوس باقی گذاشت و خود به کنستانتینوپل بازگشت تا با تهدید آوارها مقابله کند. او سرانجام با خلاصی از تهدیدات آوارها، موفق شد تمام توجه خود را به ایرانیان معطوف کند.

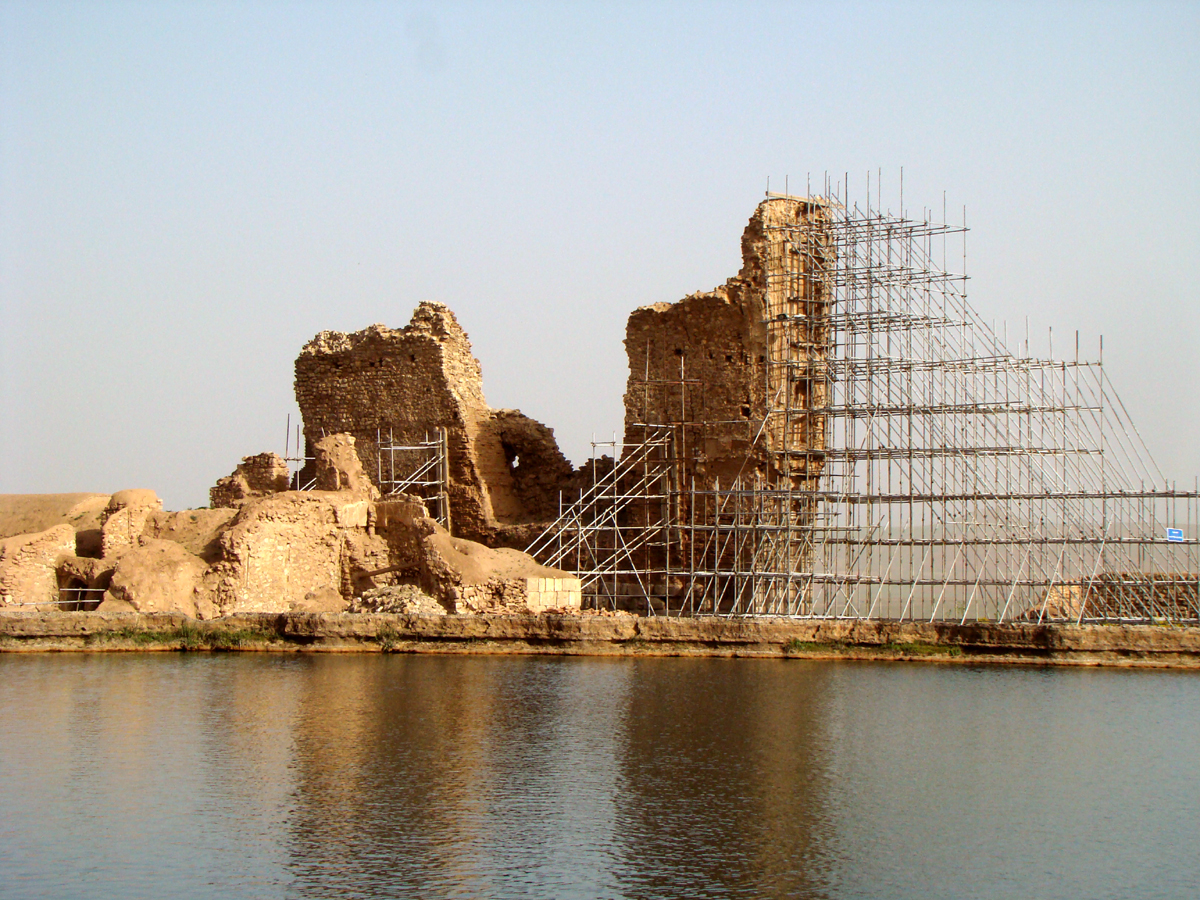
بازمانده‌های پرستشگاه مشهور آذرگشنسب در آذربایجان غربی

در ۲۵ مارس ۶۲۴، هراکلیوس کنستانتینوپل را دوباره ترک کرد، و این بار در اقدامی متهورانه تصمیم گرفت به دل ایران‌شهر حمله کند. او بدون هر گونه تلاشی برای محافظت از عقبهٔ ارتباطی و مسیر مواصلاتی خود، چه دریایی و چه برّی، در ساحل دریای سیاه سوار بر کشتی شد و از طریق دریا به سمت داخلهٔ ایرانشهر تاخت. او می‌خواست از راه ارمنستان و آذربایجان، به‌طور مستقیم به سرزمین‌های مرکزی شاهنشاهی ساسانی حمله کند. با این کار، هراکلیوس، هم از مواجهه با نیروهای ایرانی که در برابر شهر کالسدون مستقر بودند — و این مواجهه می‌توانست نظامیان او را به شدت ضعیف و بی‌رمق کند — اجتناب کرد، و هم از پشت سر با ساسانیان وارد نبرد شد و به این ترتیب آن‌ها را غافلگیر کرد. بیزانسی‌ها در امتداد رود ارس حرکت کردند، دوین، پایتخت ارمنستان و نخجوان را تصرف کردند و از آن سرزمین‌ها گذشتند و در گانزاکا (گنزک) سپاه ایران را که شامل اعراب وفادار به خسرو بودند، در هم کوبیدند. هراکلیوس سپس به آتورپاتکان، که طبق روایات سنتی مغان زادگاه زرتشت بود، رفت و در آنجا آتشکدهٔ آذرگشنسب را که آتشکدهٔ مهمی محسوب می‌شد، به تلافی اهانتی که ایرانیان در اورشلیم نسبت به صلیب عیسی و مزار مقدس کرده بودند، تخریب کرد و ساحت قدسی آن را عرصهٔ بی‌حرمتی نمود. با این حال، ظاهراً گنجینهٔ ذخایر مقدس شیز گنزک در آن هنگام دیگر آنجا نبود؛ چنان‌که از نوشته‌های مسعودی و ابن فقیه مستفاد می‌شود، آتش گشنسب را سال‌ها پیش خسرو انوشیروان به محل دیگری منتقل کرده بود. گنجینهٔ شیز هم مقارن همین ایام به وسیلهٔ خسرو پرویز به محل امنی برده شده بود. با این حال، برخی منابع مانند سبئوس ارمنی می‌گویند هراکلیوس، آتش مقدس گشنسب و معبد آن را منهدم کرد. احتمال دارد چنین گزارش‌ها و مدعاهایی توسط عوامل و زیردستان امپراتور بیزانس برای تسکین آلام مسیحیان رنج‌دیده و آزرده — که در اثر به سرقت رفتن صلیب راستین عیسی، در آن زمان به شدت مغموم و متأثر بودند — ساخته شده باشد تا از این طریق هراکلیوس را در اذهان عمومی به صورت فرماندهی کامیاب جلوه دهند؛ فرماندهی که موفق شده حداقل به بخشی از اهداف تعیین شده دست پیدا کند. وی تا گایشوان، محل اقامت خسرو در آتورپاتگان، پیش رفت و پس از تاخت‌وتاز در میان‌رودان، فصل زمستان را در کنار دریاچهٔ وان گذراند.
در سال ۶۲۵ هراکلیوس در جنگی بر شهربراز پیروز شد و شهر آمد (دیاربکر) را نیز به تصرف درآورد. شهربراز هم به طرف جنوب حرکت کرد تا تجدید قوا کند. سال بعد، نیروهای گوک‌ترک شمالی شامل ۴۰ هزار مرد جنگی به سپاه هراکلیوس پیوستند.

### سومین جنگ ایران و ترکان
پیش از شروع جنگ‌های ایران و بیزانس در نیمه اول سدهٔ هفتم، دولت بیزانس با خزرها و خاقانات گوک‌ترک‌ها ساکن شمال قفقاز ارتباط برقرار کرده بود. ارتباط مزبور بیشتر تجاری بود و تجارت ابریشم از چین به بیزانس را شامل می‌شد و در موارد اندکی هم اتحاد نظامی را دربرمی‌گرفت. در سال ۶۲۶ هم‌زمان با حملات هراکلیوس به ایران، خزرها برای پشتیبانی از بیزانس به ایران حمله کردند. در پی این حملات، جنگی بین ایرانیان و ترکان درگرفت که از آن با عنوان سومین جنگ ایران و ترکان یاد می‌کنند. نبرد مزبور باعث تقسیم شدن قوای ساسانیان برای مقابله با دشمنان، و در نتیجه به نفع قوای بیزانس تمام شد. خزرها به فرماندهی تون‌جبغو خان طی حملاتی مقاومت شهر دربند را در هم شکستند و پس از فتح آن به سوی جلگه‌های قفقاز سرازیر شدند.

### تسخیر آران، قفقاز و گرجستان
بعد از سقوط دژ دربند که پایگاه مرزی ساسانیان محسوب می‌شد، آران (آلبانی قفقاز) نیز سقوط کرد و ایبریا (گرجستان امروزی) مورد حمله قرار گرفت. خزرها شهر تفلیس، پایتخت گرجستان را که از مراکز عمدهٔ بازرگانی به‌شمار می‌رفت، محاصره کردند. دیری نگذشت که هراکلیوس هم به آنها پیوست. محاصرهٔ تفلیس به طول انجامید و به این جهت هراکلیوس به سمت سرزمین‌های داخلی ایران حرکت کرد و کار محاصره را به خزرها سپرد. پس از مدتی نیز تون‌جبغو خان به شمال قفقاز بازگشت و پسرش بوری‌شاد را به فرماندهی سپاه محاصره‌کننده گماشت. محاصرهٔ تفلیس دو ماه طول کشید. در نهایت مهاجمان دست از محاصره برداشتند و بازگشتند.

### محاصرهٔ کنستانتینوپل توسط ساسانیان (۶۲۶ م)

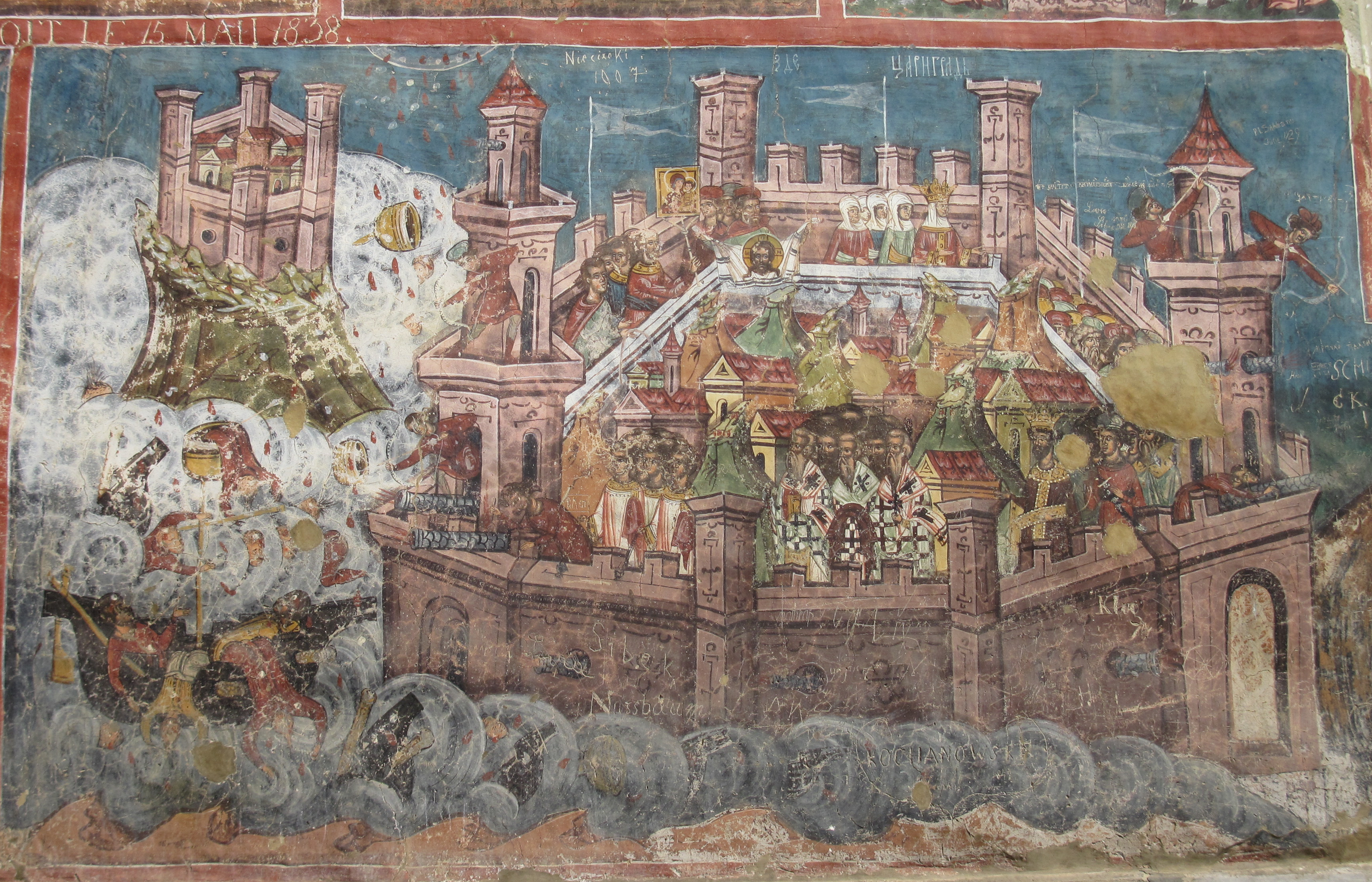
محاصرهٔ قسطنطنیه در ۶۲۶ م. به‌وسیلهٔ نیروهای متحد ساسانی، آوار و اسلاو، تصویر شده بر روی دیوارهای صومعهٔ مولدوویتا؛ رومانی

سال ۶۲۶ م. برای خسرو پرویز سال سرنوشت‌سازی بود. او در این زمان تصمیم گرفت یک بار دیگر، و شاید برای واپسین بار شانس خود را با به محاصره درآوردن پایتخت هراکلیوس امتحان کند، تا شاید بتواند او را از ادامهٔ پیشروی در داخل ایران بازدارد؛ او را متقاعد کرده بودند که تنها یک هجوم جسورانه به کنستانتینوپل می‌تواند به جنگ خاتمه دهد و هراکلیوس را از دست‌اندازی به ایرانشهر بازدارد. به همین منظور، خسرو هر چقدر سرباز می‌توانست، برای حمله گرد آورد. بخش بزرگ این نیروها (پنجاه هزار نفر) تحت فرماندهی یکی از سردارانش مأموریت پیدا کردند در میان‌رودان و ارمنستان بمانند و مانع پیشروی هراکلیوس شوند.
بخش دیگر به فرماندهی شهربراز مأموریت یافتند به سمت بسفور برانند و کنستانتینوپل را محاصره کنند. مقارن همین زمان آوارها و اسلاوها به بالکان یورش بردند. آن‌ها همچنین به تراکیه حمله کردند و به دروازه‌های کنستانتینوپل رسیدند.
حملهٔ اقوام اروپایی به بیزانس، فرصت مغتنمی برای ایرانیان در این زمان بود؛ چون آن‌ها به دلیل اشتغال قسمتی از قوای بیزانسی به دفاع در برابر اقوام مهاجم اروپایی، دیگر با تمام قوای بیزانسی مواجه نمی‌شدند. خسرو با خاقان آوارها وارد گفتگو و با وی هم‌پیمان شد، و قرار شد تا نیروهای هر دو به‌طور مشترک، یکی از سمت آسیا و دیگری از سوی اروپا، به پایتخت بیزانس حمله کنند. ایرانیان از طریق زمینی شهر را محاصره کردند، اما چون نیروی دریایی نداشتند، نتوانستند در دریا کاری از پیش ببرند. علاوه بر این، بخش اروپایی شهر هم برای مدافعین به عنوان پشت جبهه عمل می‌کرد و از آنجا نیرو و سلاح برای آن‌ها فراهم می‌شد. دیواری بسیار مرتفع و ستبر، خندقی عمیق و پرآب که شهر را احاطه می‌کرد، و منجنیق‌های آتش بر روی برج‌های دفاعی، این شهر را به صورت دژ تسخیرناپذیری درآورده بود. نیروهای آوار و اسلاو هم که سازماندهی منظمی نداشتند، قادر به فایق آمدن بر دفاع مستحکم کنستانتینوپل نبودند؛ ضمن آنکه نیروی دریایی هم در اختیار نداشتند، و ایرانیان هم قادر به کمک رساندن به آن‌ها نبودند. در نتیجه حملات هیچ‌یک برای رخنه به شهر و تصرف آن راه به جایی نبرد.

### شکست محاصرهٔ کنستانتینوپل
با تحلیل رفتن نیروهای ایرانی محاصره‌کنندهٔ کنستانتینوپل و بی‌حاصل شدن حصر شهر؛ نیز فراغت یافتن رومیان از حملات آوارها، تئودور با مدافعین و سپاه همراهش از شهر خارج شد و به نیروهای ساسانی حمله کرد و آن‌ها را شکست داد و به این ترتیب پایتخت بیزانس از محاصره خارج شد. شاهین پس از این شکست درگذشت و منابع تاریخی دلیل مرگ وی را افسردگی ناشی از شکست عنوان کرده‌اند. پس از آن، ایرانیان کالسدون را هم از دست دادند.

### ادامهٔ پیشروی هراکلیوس در قلمرو خسرو
در سال ۶۲۷ م. هراکلیوس بار دیگر به قلمرو ساسانیان یورش برد. شهربراز هم به طرف جنوب رفت. او در سر راه، هر جا مردانی رزم‌آور و دارای قوت جنگیدن در کارزار می‌یافت، وارد سپاهش می‌کرد. هراکلیوس پس از گشودن آمد، از تعقیب شهربراز دست برداشت و بر آن شد که در امتداد فرات به سمت غرب برود و وارد کیلیکیه شود. پس از آن شهربراز هم تغییر مسیر داد و به تعقیب بیزانسی‌ها پرداخت؛ تا هر جا که شرایط مهیا باشد و بتواند، ضربه‌ای به آنها وارد کند. اما بیزانسی‌ها در منطقه الیوویت به نیروهای شهربراز شبیخون زدند؛ سپاه وی مضمحل و متفرق شد و خود او هم به تنهایی از صحنهٔ کارزار گریخت. شاهین و شهربراز هر دو در حد توانشان به مدت دو سال تمام در برابر هراکلیوس مقاومت کردند، اما ظاهراً سپاه ایران دیگر از این جنگ‌های طولانی و بی‌حاصل خسته و فرسوده شده بود. از دیگر سو، بیزانسی‌ها چون طعم پیروزی بر ایران را چشیده بودند، هر روز بیش از پیش برای کسب فتوحات بیشتر و گسترده‌تر، مشتاق می‌شدند.

### نبرد نینوا
در اواسط سپتامبر همان سال، هراکلیوس طی یک لشکرکشی زمستانی، بار دیگر به ایرانشهر حمله کرد. ادوارد لوتواک معتقد است دلیل اینکه هراکلیوس مبادرت به حمله به تیسفون نکرد و در نواحی دیگر خود را مشغول لشکرکشی و غارت یا فتوحات کرد، این بود که ایرانیان حملات بیزانسی‌ها را محدود قلمداد کنند و از فراخواندن نیروهای مرزی‌شان اجتناب نمایند. سپاه هراکلیوس متشکل از ۲۵٬۰۰۰ تا ۵۰٬۰۰۰ نفر نیروی رومی و ۴۰٬۰۰۰ نیروی خزری بود؛ که البته خزرها مدت زیادی همراه او نماندند و به دلیل سرمای زمستان و رقابت‌هایی که در قفقاز جریان داشت، سپاه او را ترک کردند. با این وجود، هراکلیوس به سرعت پیشرفت کرد. خسرو فوراً دستور داد سپاه ایران به فرماندهی شهربراز را از کالسدون فرابخوانند. به زودی طرفین با هم مواجه شدند. فرماندهی سپاه ساسانی را راهزاد ارمنی بر عهده داشت.
در دوازدهم دسامبر در نزدیکی نینوای قدیم بین دو طرف برخورد شدیدی روی داد. راهزاد فرمانده نیروهای ساسانی در این جنگ کشته شد، و علی‌رغم مقاومت شدید سپاه ایران، وحشت و فرار نابه‌هنگام خسرو از صحنهٔ پیکار، موجب شد هراکلیوس پیروزی بزرگی به دست آورد. تخمین زده می‌شود سپاه ایران در این نبرد حدود ۶۰۰۰ نفر تلفات داده است.

### پایان جنگ

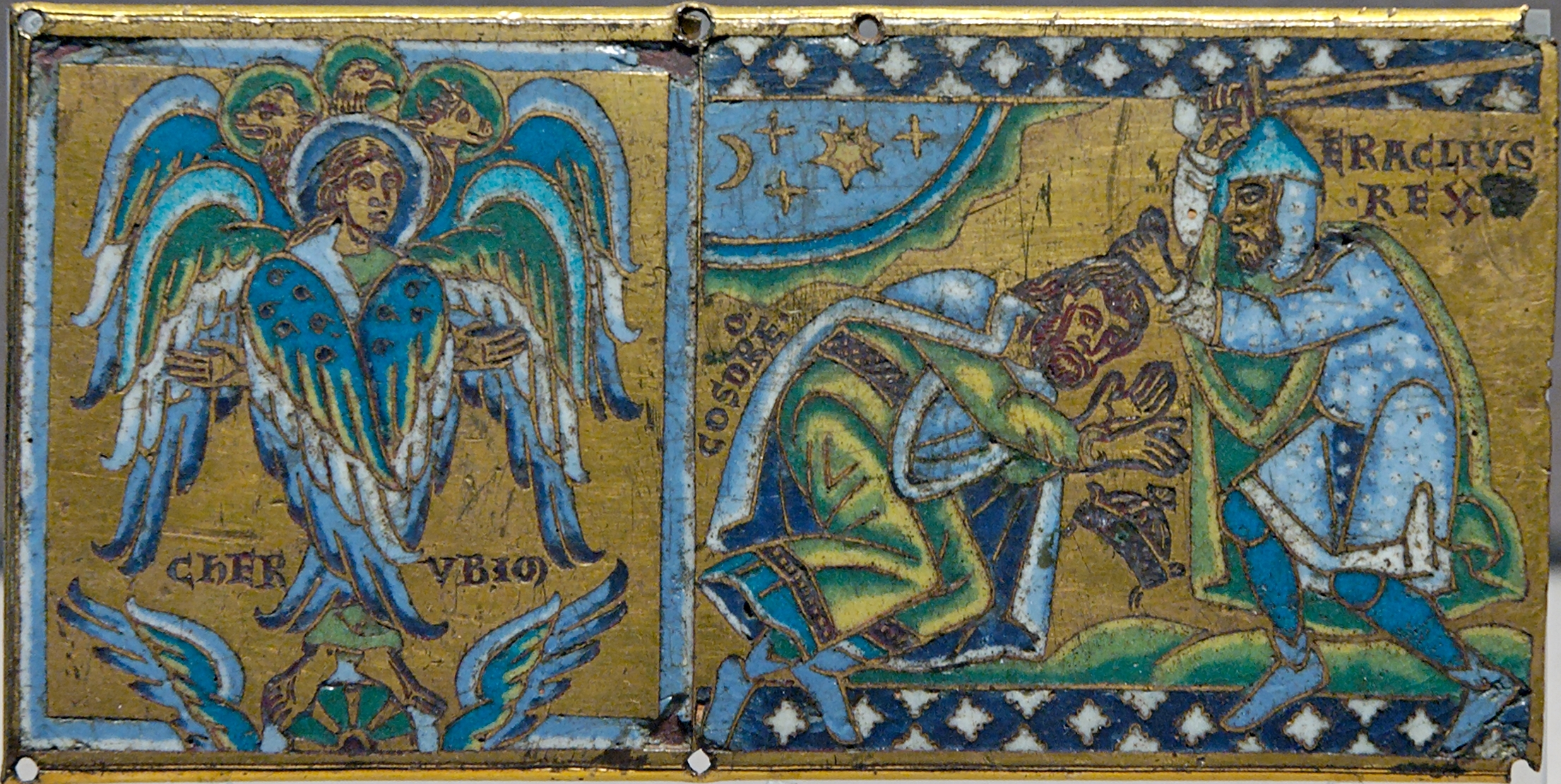
تسلیم شدن خسرو در مقابل هراکلیوس، نقشی بر روی یک پلاک متعلق به ۱۱۷۰–۱۱۶۰ میلادی، موزهٔ لوور؛ این فقط یک تمثیل تخیلی است، زیرا خسرو هرگز شخصاً تسلیم هراکلیوس نشد.

خسرو پس از شکست در نبرد نینوا، به قصر خود در دستگرد خسرو رفت، اما با شنیدن خبر نزدیک شدن سپاهیان هراکلیوس، با برداشتن قسمت عمدهٔ گنج‌هایش، از آن شهر خارج شد و به ارتفاعات سوزیانا (ایلام فعلی) پناه برد و سپس به تیسفون رفت. دستگرد خسرو به دست هراکلیوس افتاد و غارت شد. هراکلیوس جشن مذهبی پرمسرتی را در کاخ متروک خسرو برگزار کرد. او علاوه بر دست‌یابی به باقی‌مانده‌های نفایس خسرو، به ۳۰۰ پرچم بیزانسی هم که پیشتر طی جنگ‌های دو کشور به دست ایرانیان افتاده بودند، دست یافت. پس از این شکست سنگین، باقی‌مانده نیروهای ساسانی که متفرق شده بودند، به هم پیوستند و دویست فیلبان جنگی هم با فیل‌هایشان به آن‌ها اضافه شدند. این تجمع دوباره نیروهای ایرانی در کنار نهر آب‌رسانی نهروان که بین راه دستگرد و تیسفون قرار داشت و ایرانیان هنگام عقب‌نشینی، پل روی آن را خراب کرده بودند، هراکلیوس را از تعقیب خسرو و تصرف تیسفون بازداشت؛ ضمن آن که هراکلیوس در این زمان ادوات مناسب محاصره نیز در اختیار نداشت. کانال نهروان یک مسیر آب‌رسانی با عمق زیاد بود که عبور از آن نیاز به ساخت پلی با محاسبات فنی و مهندسی دقیق داشت و انجام چنین کاری برای بیزانسی‌ها وقتگیر بود.
به همین جهت هراکلیوس نامه‌ای با مضمونی صلح‌طلبانه برای خسرو فرستاد و خود دستگرد خسرو را در هفتم ژانویه ترک کرد و از کوه‌های زاگرس گذشت و برای گذراندن زمستان به حدود شیز و گنزک در آتروپاتکان بازگشت. متن نامه چنین بود:
من به دنبال صلح و در جستجوی آن هستم. من پرشیا را خواسته نسوزاندم؛ به‌وسیلهٔ شما [به انجام این کار] واداشته شدم. اکنون اجازه دهید سلاح‌هایمان را فروگذاریم و صلح را در آغوش کشیم. اجازه دهید آتش را، پیش از آنکه همه چیز را بسوزد، فروبنشانیم.

### مسئلهٔ جانشینی
خسرو، با اینکه در چنین شرایطی به هیچ وجه نمی‌توانست نیرو و ادوات لازم را برای مقابله با هراکلیوس تدارک ببیند، پیشنهاد مصالحه را لجوجانه و با خشونت و نخوت بسیار رد کرد. در این هنگام رودهای دجله و فرات ناگهان طغیان کردند و قسمتی از ایوان کسریٰ خراب شد. مجموع این حوادث ناگوار، فرصت و حوصلهٔ توقف در تیسفون برای خسرو باقی نگذاشتند. سدها شکستند و کشتزارهای اطراف به باتلاق و نیزار تبدیل شدند. هم در این زمان خسرو به اسهال سخت و مزمنی مبتلا شد و امر کرد او را به تیسفون بازگردانند تا ترتیبی برای جانشینی خود بدهد. مجموع این رویدادها او را بیش از پیش دچار خشم و سوءظن نسبت به اطرافیانش کرد. او در این زمان به دنبال کسانی می‌گشت تا شکست خود را به گردن آن‌ها بیندازد. به همین سبب تصمیم گرفت تا شهربراز را اعدام کند. پیروزی‌های چشمگیر هراکلیوس، همهٔ درباریان مسیحی حکومت ایران را در معرض سوءظن و نفرت پادشاه قرار داد. در چنین شرایط بحرانی‌ای، خسرو به همراه زن مسیحی محبوبش، شیرین و دو پسر او، مردانشاه و شهریار از دجله گذشتند و به ویه‌اردشیر در قسمت غربی رود مزبور رفتند، اما پادشاه شکست‌خورده همچنان با غرور و لجاجت بر ادامهٔ جنگ با دشمن مصرّ بود. سرداران ایرانی ادامهٔ چنین جنگی را بیهوده و بلکه زیانبار می‌دانستند، اما با مخالفت و خشم و تهدید شاه مواجه شدند. خسرو می‌کوشید خفتی را که در اثر فرار ننگین و بزدلانهٔ خود او از برابر هراکلیوس در انظار عمومی به وجود آمده بود، با تحقیر سرداران سپاهش و توهین و بی‌حرمتی به آن‌ها جبران کند و مسئولیت شکست را به گردن آن‌ها بیندازد. زن سوگلی خسرو، شیرین در این ایام، علی‌رغم سپری شدن دوران جوانی و زیبایی‌اش، همچنان روی شاه نفوذ بسیار داشت و این نفوذ و تأثیر به حدی بود که خسرو سرانجام تحت تلقینات و اصرار او درصدد برآمد به جای پسر بزرگش، شیرویه — معروف به کواذ (قباد در منابع دورهٔ اسلامی)، که از مریم، دختر موریکیوس، امپراتور درگذشتهٔ بیزانس بود — مردانشاه پسر شیرین را که در این زمان کودک خردسالی بود، به ولیعهدی انتخاب کند.

### شورش علیه خسرو و دستگیری او
انتخاب مردانشاه به ولیعهدی، با مخالفت و مقاومت نجبا و نژادگان مواجه شد. در این میان شیرویه که از انتخاب پدر ناراضی بود، با اشراف و بزرگان و سپهسالاران ناراضی همداستان شد و یک توطئهٔ خونین در خاندان ساسانی شکل گرفت. شیرویه حتی شروع به نامه‌نگاری با هراکلیوس کرد. در توطئهٔ مزبور، شمطا پسر یزدین، زادفرخ رئیس نگهبانان شاهی و نیوهرمزد پسر پاذوسپان نیمروز ـ که خسرو پدرانشان را تقریباً بیگناه به قتل رسانده بود ـ شرکت داشتند، و ظاهراً در آن فرمانده کل نیروهای کشور که اسپاذ گشنسپ یا گشنسپ اسپاد نامیده می‌شد و برادر رضاعی شیرویه بود، هم حضور داشت. از بین اشراف و متنفذین هم، آن عده که از شیرویه حمایت می‌کردند و پیشتر به دستور خسرو و بر اثر سوءظن‌های او دستگیر و در قلعهٔ فراموشی زندانی شده بودند، در جریان این تحرکات از زندان آزاد شدند و به جمع توطئه‌گران پیوستند. در شبی که سپاهیانی تازه از جبههٔ جنگ بازگشته بودند، زادفرخ و نخوار، سرکردهٔ سپاهیان بازگشته، همراه شمطا و برخی افراد دیگر شیرویه را از کاخی که برای او حکم زندانی را داشت، بیرون آوردند و به پادشاهی برداشتند. آن شب، در شرایطی که نگهبانان قصر سلطنتی به دستور ولی‌نعمتانشان پست‌های خود را ترک کرده بودند، خسرو با فریاد «قباد شاهنشاه!» از خواب برخاست؛ سرکردگان شورشی، محافظان را واداشته بودند که به جای نام خسرو، که هر شب با عنوان شاهنشاه بانگ می‌کردند، نام قباد را فریاد کنند. خسرو با شنیدن غوغاها به ماجرا پی برد و دانست که از شاهی خلع شده است. او آن شب در باغ قصر پنهان شد، اما روز بعد جویندگان نهانگاهش را یافتند و او را پس از دستگیری، در مقابل چشم عامهٔ مردم به خانه‌ای که موسوم به کَدَگ‌ای هندوگ — به معنای «خانهٔ هندو» — بود و انبار گنج محسوب می‌شد، منتقل کردند. صاحب و متولی این خانه، مردی به نام مهرسپند بود. از آن روز، شیرویه با نام قباد دوم سلطنت خود را آغاز کرد (۶۲۸ م).
گویند در حالی که سربازان خسرو را می‌بردند، در اثنای راه، کفشگری به آنها برخورد. او شخص شاه را از زیر روپوشی که رویش انداخته بودند، شناخت و بر اثر خشم، با قالب کفشی که به دست داشت، ضربه‌ای به او نواخت، اما سربازی که همراه شاه مخلوع بود، از این کار کفشگر به خشم آمد و شمشیرش را کشید و سر کفشگر را از تن جدا کرد.
گفته شده که زادفرخ، رئیس نگهبانان و محافظین سلطنتی در این شورش کوشش زیادی مبذول داشته است. علت آن هم گویا این بوده که خسرو او را مأمور کشتن سپاهیان زندانی کرده بود و او فرمان مزبور را اجرا نکرده بود، و به همین سبب خود را در معرض قهر و غضب شاه می‌دید و از جانش بیمناک بود.

### محاکمهٔ خسرو و مرگ
پس از آن شیرویه و شورشیان، خسرو را محاکمه کردند. گفته شده شیرویه که از سویی نمی‌خواست دست به خون پدر بیالاید، و از دیگر سو در دست بزرگان گرفتار بود و ناچار بود از خواسته‌های آنان پیروی کند، سرانجام در اثر تحریکات و تلقینات، و نهایتاً تهدیدهای بزرگان شورشی، ناچار شد طی نامه‌ای یکایک گناهان و تقصیرات خسرو را به او یادآور شود؛ و از او بخواهد که اگر پاسخی به آن‌ها دارد، بگوید. در مجموع گفته شده که دو نامه نگاشته شده؛ یکی را شیرویه به خسرو نوشته، و در واقع ادعانامه‌ای است که توسط شورشیان و از زبان شیرویه خطاب به خسرو تدوین شده و اعمال خسرو را که خلاف مصالح ملک و ملت بوده برشمرده، و نامهٔ دیگر جوابیه یا به عبارت دیگر دفاعیه‌ای است که خسرو نوشته و در آن به اتهامات وارده به خود پاسخ داده است. اصل پهلوی نامه‌ها در دست نیست، ولی اقتباس‌هایی از ترجمهٔ عربی آن‌ها در کتب عربی و فارسی آورده شده است. احتمال دارد بخش‌هایی از آن‌ها در خدای‌نامهٔ پهلوی وجود داشته و از طریق ترجمهٔ عربی این کتاب به منابع مذکور، از جمله شاهنامه راه یافته باشد. مفصل‌ترین نسخهٔ روایت در شاهنامه، تاریخ طبری و تاریخ بلعمی ذکر شده است. دستگیر کردن پادشاه و مؤاخذهٔ او به سبب اعمالی که در دوران سلطنت انجام داده، امری است که پیش از آن در تاریخ و فرهنگ ایرانیان سابقه نداشته است و از این نظر، رویدادی بی‌نظیر و واجد اهمیت برای بررسی محسوب می‌شود. در این نامه‌ها از شاه چهره‌ای متفاوت با توصیفات متداول منابع سنتی دیده می‌شود؛ شاهی که پیشتر مجمع همهٔ قدرت‌ها و امکانات و برخوردار از فره ایزدی بوده، اکنون در جایگاه فردی پاسخ‌گو قرار گرفته است که بایستی برای همهٔ اعمال دوران فرمانروایی‌اش دلایل محکم بیاورد، و معیاری هم که اعمالش با آن سنجیده می‌شود، نیک‌اندیشی و منافع ملک و ملت است؛ نه منافع شخصی و گروهی شاه و اطرافیانش، و این تحولی بنیادی در اندیشهٔ سیاسی و اجتماعی ایرانیان در این دوران است.
تعداد اتهاماتی که در منابع مختلف ذکر شده، متفاوت است، اما می‌توان آن‌ها را به این صورت گردآورد: ۱) تهمت قتل هرمزد، پدر خسرو ۲) جلوگیری از معاشرت فرزندان با مردم ۳) درشتی و تندخویی با زندانیان ۴) گردآوردن زنان بسیار در کاخ خود و بازداشتن ایشان از گرفتن شوی و زادن فرزند و بقای نسل ۵) سختگیری بسیار در وصول خراج ۶) ستاندن اموال و مایملک مردم به زور و به اجحاف ۷) نگه‌داشتن سپاهیان در میدان‌های جنگ برای مدت‌های طولانی دور از زنان و فرزندانشان ۸) نپذیرفتن درخواست امپراتور بیزانس برای پس فرستادن صلیب مسیح؛ در حالی که نه او را نیازی به آن چوب بوده است و نه کشور او را ۹) دستور به کشتن سرداران و سپاهیانی که از جبههٔ جنگ بازگشته بودند ۱۰) کشتن نعمان بن منذر، پادشاه دست‌نشاندهٔ حیره ۱۱) کشتن مردانشاه، پادوسبان نیمروز ۱۲) قصد کشتن خسرو پسر شهریار یزدجرد ۱۳) برهم زدن آیینی که اردشیر پابکان نهاده بوده و نزد همهٔ شاهان ساسانی پیوسته محترم بوده و عمل بدان واجب شمرده می‌شده است.
شاهنامه می‌گوید که دو تن به نام‌های اَشتاگشسپ (یا اسفاگشسپ) و خرادبُرزین اتهام‌نامه را نزد خسرو برده‌اند. ثعالبی، دینوری، ابن مسکویه، مسعودی، یعقوبی و ابن بلخی نیز دربارهٔ این نامه‌نگاری‌ها مطالبی را ذکر کرده‌اند. پادشاه مخلوع ناگزیر شد طی نوعی بازپرسی، دربارهٔ اعمال خود در دورهٔ سلطنتش پاسخگو باشد. بزرگ دبیران دربار، صورت استنطاق را به خسرو داد و پاسخ‌های مفصلی را که خسرو به اتهامات داده بود، نزد شیرویه برد. جواب‌های شاه مخلوع در خصوص تعدی به رعیت، مالیات‌های گزاف و جنگ‌های بیهوده با رومی‌ها گرچه متکبرانه و تند بود، ولی او طی این پاسخ‌ها با مهارت از خود دفاع کرد و پسر را مورد ملامت و شماتت قرار داد که خیانت کرده است و حتی از معنی سؤال‌های خود نیز آگاه نیست. نامهٔ خسرو علاوه بر پاسخ به اتهامات مطروحه، دربردارندهٔ نصایح و توصیه‌هایی به فرزند دربارهٔ امور کشوری و حکومتی است، و از این بایت باید آن‌ها را از سنخ اندرزگویی‌های سیاسی-تربیتی از نوع مواعظی که در سیرالملوک‌ها و آثاری از این دست آمده، محسوب کرد.
نولدکه می‌گوید: «شکایات و اعتراضات [نسبت به خسرو] و پاسخ‌های مفصلی که به آن [از سوی خسرو] داده شده است، نباید به عنوان اسناد صحیح تلقی گردد؛ گرچه دلایل دفاعی خسرو را کسی بیان کرده که به اوضاع خیلی خوب آشنا بوده است. نگارش اصلی این اعتراض‌ها و پاسخ‌ها، ظاهراً چند سال پس از مرگ خسرو و مرگ شیرویه صورت گرفته است، اما مسلماً در زمانی بوده که کسی از نسل خسرو (شاید یزدگرد سوم) سلطنت می‌کرده است». او معتقد است که این نامه‌ها بعدها به قصد تبرئهٔ خسرو نوشته شده‌اند. طبری محتوای نامه‌ها را از همه مفصل‌تر ذکر کرده، اما به باور نولدکه، نقل‌های او از این دو نامه باز هم بی‌تلخیص نیست؛ چون او معتقد است که خسرو علی‌القاعده بایستی برای هر پرسشی، پاسخی داده باشد؛ حال آنکه در اثر طبری برخی از اتهامات مطروحه، بی‌پاسخ مانده‌اند. به باور کریستن‌سن، این اتهامات به احتمال زیاد از کتاب تاج‌نامگ گرفته شده‌اند؛ یعنی اثری که متضمن تفاصیل بسیاری در مورد مدت حبس خسرو و روابط او با شیرویه بوده است. به نظر او، چنین حوادثی واقعاً در اواخر عمر خسرو رخ داده‌اند و روایات مربوط به آن‌ها کاملاً صحیح هستند؛ چون نمی‌توان باور کرد که در چنین موضوع بی‌سابقه‌ای، یعنی استنطاق از شاه مخلوع، نویسنده‌ای به صرف خیال، قلم‌فرسایی کرده باشد. با این حال او احتمال نگارش مواد و مطالب نامه‌ها در دوره‌ای پسین‌تر از خود واقعه را — حداقل به صراحت و به‌طور مستقیم — رد نمی‌کند.

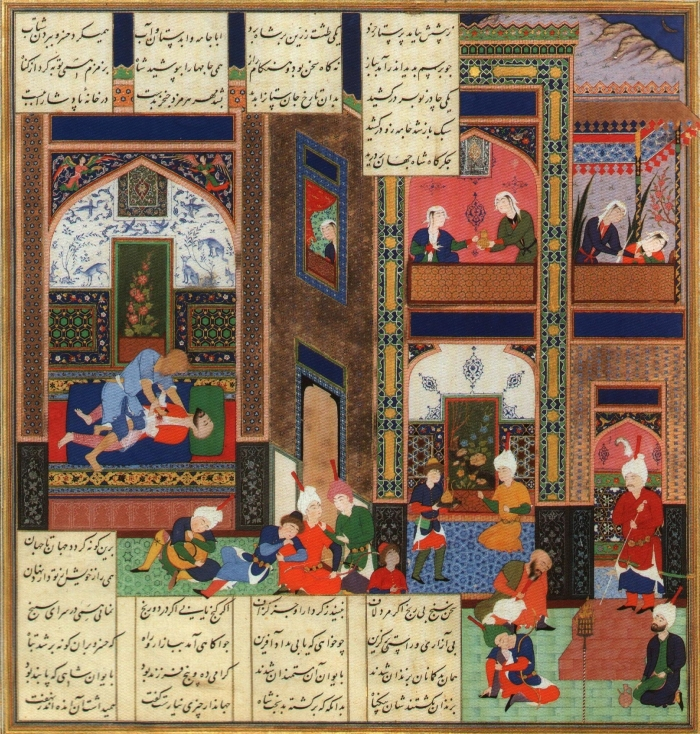
صحنهٔ قتل خسرو پرویز در مینیاتوری از شاهنامه تهماسبی همراه اشعاری فارسی از شاهنامه، حدود ۱۵۳۵ م.

سپس شیرویه دستور داد تا دست و پای برادرانش را بریدند. او می‌خواست به همین اکتفا کند و آنها را زنده بگذارد، ولی پس از اندک زمانی ناگزیر از کشتنشان شد. تئوفانس می‌گوید شیرویه نخست مردانشاه را کشت و سپس به سایر برادران پرداخت. گفته شده که آن‌ها را با فرزندانشان در زندان و در پیش چشم پدر کشتند. خسرو را هم در انبار گنج خانه نگه‌داشت تا از گرسنگی بمیرد، ولی چون بعد از گذشت پنج روز دیدند هنوز زنده است، او را به ضرب تیر از پا درآوردند. بنا بر کتاب گمنام گویدی، شمطا و نیوهرمزد با اجازهٔ شیرویه، خسرو را به قتل رساندند. برادران شیرویه هم که ۱۷ یا ۱۸ تن بودند، به وسیلهٔ شمطا و تعدادی از اشراف شورشی کشته شدند. با این حال مورخان شرقی، که منبعشان کتب و آثار پهلوی است، با کتاب گمنام گویدی در این خصوص هم‌نظرند که شیرویه از کشتن پدر پشیمان شد و اظهار ندامت کرد.
در دو منبع مستقل از یکدیگر، یکی تاریخ طبری و دیگری کتاب گمنام گویدی، روایتی به این مضمون آمده که شیرویه جسد خسرو را به مقبرهٔ سلطنتی فرستاد، و در کتاب گمنام گویدی گفته شده که خسرو را در آن محل، دفن کردند. شیرویه چندی بعد، شمطای یزدین را که محرک واقعی قتل خسرو بود، به بهانهٔ تلاش برای رسیدن به سلطنت معدوم کرد.
پس از آن شیرویه درصدد صلح با هراکلیوس برآمد، اما تنها پیمان متارکه‌ای بین طرفین بسته شد؛ چه هراکلیوس اوضاع و احوال آشفتهٔ پادشاهی ایران را به سود خود می‌دید و در بستن پیمان صلح عجله‌ای نداشت. با این حال هر دو طرف از پایان دادن به مخاصمه‌ای که سال‌ها بود دو امپراتوری را درگیر خود کرده بود و قوایشان را به تحلیل می‌برد، خوشحال بودند. شیرویه حاضر شد سپاهیان ساسانی را از مصر، فلسطین، سوریه، آسیای صغیر و غرب میان‌رودان فرابخواند و مرزهای پیش از جنگ را به رسمیت بشناسد. قرار شد که تمامی اسراء مبادله شوند و صلیب راستین و سایر آثار و یادگارها بازگردانده شوند. پس از حدود شش یا هفت ماه سلطنت، قباد در اثر طاعونی که در پایتخت شیوع یافت، درگذشت.

## سکه‌شناسی
سکه‌های خسرو پرویز که از مفرغ (برنج)، نقره و طلا هستند، مانند سکه‌های دیگر پادشاهان ساسانی، منبع اطلاعاتی گران‌قیمتی دربارهٔ تاریخ، سیاست، دین و اعتقادات، فرهنگ، اقتصاد، بازرگانی و صناعت ایرانشهر محسوب می‌شوند. روی سکه، تصویر برجستهٔ نیم‌تنهٔ پادشاه و صورت او را می‌بینیم که از نیمرخِ راست تصویر گردیده. پشت سکه هم دربردارندهٔ نشان و شعار مرسوم پادشاهی و تصویر آتشدان یا آتشگاه زرتشتی است که از آن شعله برمی‌خیزد. نام و القاب و عناوین پادشاه نزدیک کناره و حاشیهٔ سکه به زبان و خط پهلوی درج شده است. به این ترتیب، در یک روی سکه شاهد مقام دنیوی شاهنشاه هستیم و در روی دیگرش رتبه و جایگاه معنوی، روحانی و دینی او را می‌بینیم.
گفته شده تاج خسرو دوم در اثر کثرت افزودن تزیینات و جواهرات مختلف به آن، طوری سنگین شده بود که وزنش به ۹۱ کیلوگرم می‌رسید. به سبب این سنگینی و وزن بسیار زیاد، در مواقعی که شاه به بارعام می‌نشست، تاج را با زنجیری درست از بالای سر او می‌آویختند. دربارهٔ رنگ تاج شاه اطلاعات مختصری داریم که از طریق حمزهٔ اصفهانی به دست آمده است. در بین رنگ‌های یاد شده، دو رنگ برجستگی دارند که یکی از آن‌ها متعلق به گوی است و دیگری مربوط به تاج؛ یعنی افسر-کلاهی که مانند کلاه‌گیس به شیٔ مستقلی تحول پیدا می‌کند. شکل گوی در سکه‌های ساسانی به مرور زمان تغییر یافت و کوچکتر شد و در دورهٔ خسرو دوم و برخی از جانشینان او، ستاره‌ای جای آن را گرفت.
دربارهٔ مسکوکات دورهٔ ساسانی باید به این نکته توجه کرد که از آنجا که فرمانروایان بسیاری از ممالک و اقوام همسایهٔ ساسانیان — طی صدها سال و حتی پس از سقوط خاندان ساسان — از شیوه‌های آن‌ها در ضرب سکه تقلید کرده‌اند، دقیقاً نمی‌توان گفت که فلان سکه‌ای که مثلاً در ارمنستان یا گرجستان یا مناطق حاشیهٔ جیحون پیدا شده و تصویر نیمرخ خسرو پرویز رویش دیده می‌شود، آیا واقعاً ساسانی است یا نه؛ و به دلیل شباهت‌هایی که هست، بسیاری از این قبیل سکه‌ها را جزو سکه‌های ایرانی دانسته‌اند. مهم‌ترین این تقلیدها به‌طور همزمان (همزمان با حکومت ساسانیان در ایران)، در گرجستان صورت گرفته است. سکه‌های دیگر که ضرب هند هستند، مسکوکات هند و ساسانی نامیده می‌شوند و توسط فرمانروایان مولتان و کابل و حکمرانان هپتال‌ها در راجپوتانا و گجرات از حدود سال ۵۰۰ تا ۱۰۰۰ میلادی زده شده‌اند. اما مهم‌تر از همهٔ اینها، سکه‌های ضرب شده توسط خلفای اموی و کارگزاران و حکام آن‌ها است که مسکوکات عرب-ساسانی نامیده می‌شوند و مربوط به دوران اسلامی هستند. از معروف‌ترین تقلیدهای دوره اموی، سکه‌های عبدالملک بن مروان متعلق به سال ۷۲ هجری است. تصویر خسرو روی سکه دیده می‌شود، و حتی تاریخ ضرب سکه را هم به تاریخ یزدگردی ذکر کرده‌اند. سکه‌های خسرو در عصر خود او، از سواحل مدیترانه تا رود سند، و از عربستان تا سلسله کوه‌های قفقاز در شمال غرب و نواحی رود جیحون در شمال شرق به‌طور گسترده‌ای رواج داشتند و مورد استفاده قرار می‌گرفتند.
دوایر نقطه‌چینی که از زمان شاپور دوم در حاشیهٔ سکه‌ها ایجاد می‌شوند، در زمان خسرو پرویز هم ادامه می‌یابند، با این تفاوت که در دورهٔ خسرو، پشت سکه‌ها معمولاً یک یا دو دایره بیش از روی آن‌ها دارند. بی‌شک این پدیده بایستی نشأت‌گرفته از برخی مفاهیم جهان‌شناختی بوده باشد. ستون‌های آتشکده‌ای که بر پشت سکه است، دارای نوارهایی هستند. برخی از نقش‌های پشت سکه اشاره به اعطای منصب شاهی دارند: یا نیمتنهٔ ایزدبانو اناهیتا را در هاله‌ای از شعله‌ها می‌بینیم، یا تصویری ایستاده از خود شخص پادشاه را. دلیل وجود این نقش‌ها هنوز چنان‌که باید، دانسته نیست، اما به هر حال سکه‌های مزبور مربوط به دوران پرتلاطم جنگ‌های خسرو با هراکلیوس هستند. در دورهٔ جنگ‌های مزبور، چنان‌که معمول این قبیل مواقع است، مقادیر بسیاری سکه توسط حکومت ساسانی ضرب شد تا هزینه‌های جنگ طولانی‌مدت با بیزانس تأمین شود. با آنکه در اواخر سلطنت خسرو وزن مسکوکات کاهش یافت، ولی او کماکان به ضرب سکه برای تأمین هزینه‌های جنگ ادامه داد. با وجود شکوه و قدرت بی‌سابقهٔ شاهنشاهی در این ایام، کیفیت سکه‌ها بسیار تنزل پیدا کرد و تا پایان حکومت ساسانی نیز اوضاع به همین شکل باقی ماند. سکه‌های ساسانیان عموماً از جنس نقره هستند؛ در برابر سکه‌های ضرب رومیان که زرین‌اند. البته سکه‌های طلا هم گاه‌وبیگاه دیده می‌شود. شاید توافقی ضمنی بین دو امپراتوری وجود داشته، چون سکهٔ نقرهٔ ساسانی به عنوان سکهٔ برگزیده مورد استفاده قرار می‌گرفت و در جاهای دوری مانند غرب چین هم کاربرد داشت.
از سکه‌های خسرو پیداست که او کوشیده تا مسکوکاتش را مشابه مسکوکات بیزانسی بکند، اما بعد از او دنبالهٔ این کار را نگرفتند. از زمان خسرو به بعد خطوط سکه‌ها تغییری نمی‌کند و اگر سوابق حروف در سکه‌های قدیمی‌تر وجود نداشت، خواندن آن‌ها غیرممکن می‌شد. عیار سکه‌های دورهٔ خسرو مانند دوره‌های قبل و بعد از اوست. به‌طور کلی در سراسر دورهٔ ساسانی، عیار پول تغییری نکرده است.
در زمان خسرو پرویز قالب سکه، مهری بوده است که روی نقرهٔ ورقه‌شده می‌گذاشتند و آن را با چکش فرومی‌کردند. علاوه بر ماه و ستاره، در حاشیهٔ سکه خطی هم وجود دارد که سکه‌شناسان اروپایی اغلب به واسطهٔ دشواری‌های خط پهلوی، آن را درست نخوانده‌اند، و امروزه به یقین می‌دانیم که بایستی به صورت افزوتو و افزوتن خواند؛ به معنای افزوده و افزودن و چون این کلمه گاهی پیش از نام پادشاه هم ذکر شده — مانند افزوتو هوسروی؛ یعنی افزوده خسرو — معلوم می‌شود که عبارت مذکور، دعایی است برای افزونی عمر پادشاه و بقای او. نوشتن اینگونه کلمات هم مانند ایجاد حاشیه و لبهٔ پهن و اشکال ماه و ستاره در اواخر دورهٔ ساسانی معمول شده است. عمال و منسوبان خلفای دوران اسلامی، بعدها به جای این عبارات، کلمهٔ شهادت و نام پیامبر اسلام را در روی سکه‌هایی که آن‌ها را به تقلید از سکه‌های ساسانی ضرب می‌کردند، درج می‌نمودند. چنین تقلیدهایی از سکه‌های خسرو پرویز، در دوره‌های بعدی بیشتر از همه در طبرستان انجام شده، و نه تنها فرمانروایان بومی مبادرت به این کار می‌کردند و از خط پهلوی روی سکه‌ها استفاده می‌کردند؛ بلکه عمال عرب هم از اسلوب و سبک سکه‌زنی دورهٔ خسرو متابعت می‌کردند؛ مثلاً هانی بن هانی که در سال ۱۷۱ هجری از سوی خلیفه حکمران طبرستان شد، تا سال ۱۷۲ از این نوع سکه‌ها تقلید کرد و سکه‌های نیم‌درهمی زد؛ حال آنکه یک سده پیش از آن در زمان خلفای بنی‌امیه زدن سکه‌های یک‌درهمی با خط و نوشتار کوفی مرسوم بوده است.
در ۱۱۹ سکهٔ مختلف که از زمان خسرو دوم به دست آمده، مجموعاً به ۴۹ ضرابخانهٔ متمایز اشاره شده است، و این عدد، تعداد زیاد ضرابخانه‌های حکومتی در آن ایام را نشان می‌دهد. تاریخ ضرب سکه‌ها در پشت آن‌ها و در سمت چپ نقش آتشدان قرار دارد. این تواریخ نیز مانند سایر موارد مشابه‌شان — چنان‌که از زمان پیروز (۴۸۳–۴۵۷ م) مرسوم شده بود — به حروف نوشته شده‌اند. در پشت برخی از سکه‌های خسرو دوم، به جای آتشدان، تصویر خدای خورشید سرزمین مولتان دیده می‌شود؛ و از اینجا می‌توان فهمید که در مناطقی که مردم دین خاصی داشته‌اند، استفاده از نقوش دینی محلی و بومی آن نواحی به جای نقش آتشدان، جایز و معمول بوده است. از زمان خسرو دوم، تاج پادشاه دیگر تغییر نمی‌کند و همهٔ جانشینان او از همان تاج استفاده می‌کنند. به عقیدهٔ نفیسی: «این خود بهترین دلیل نمایش ضعف و انحطاط دورهٔ ساسانی است». او می‌گوید شاید علتش این بوده که جانشینان خسرو به سرعت تغییر می‌کردند، و به همین جهت فرصت سفارش و آماده‌سازی تاج مخصوص خود را پیدا نمی‌کردند.

سکه‌های خسرو دوم
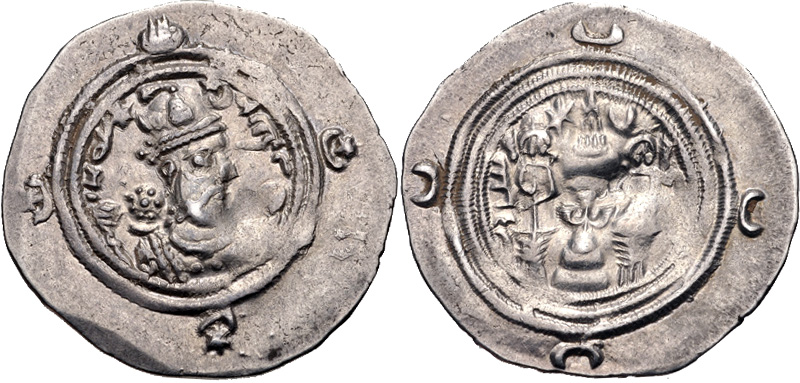
درخم خسرو دوم، ضرب در ۵۹۰ م. (نخستین سال پادشاهی وی)
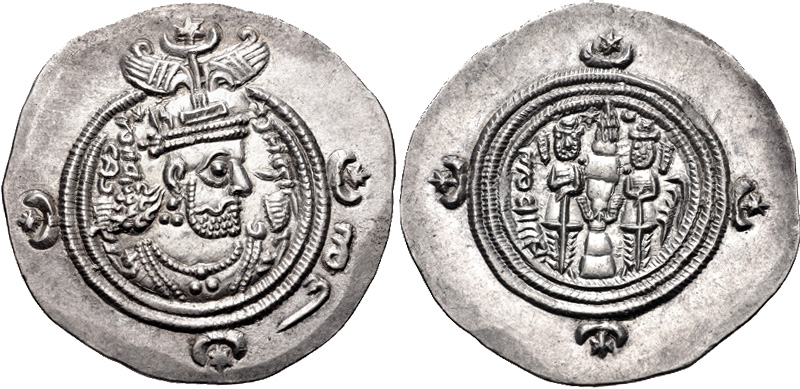
درخم خسرو دوم، ضرب بیشاپور در ۶۱۷/۸ م.
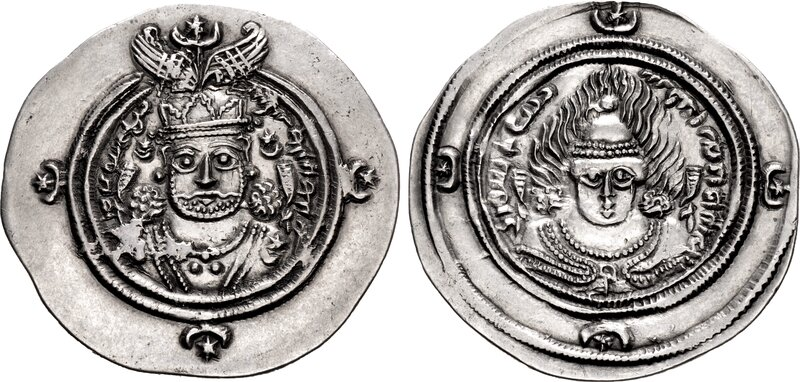
درخم خسرو دوم با آناهیتا در پشت آن، ضرب ناآشکار در ۶۱۳ م.
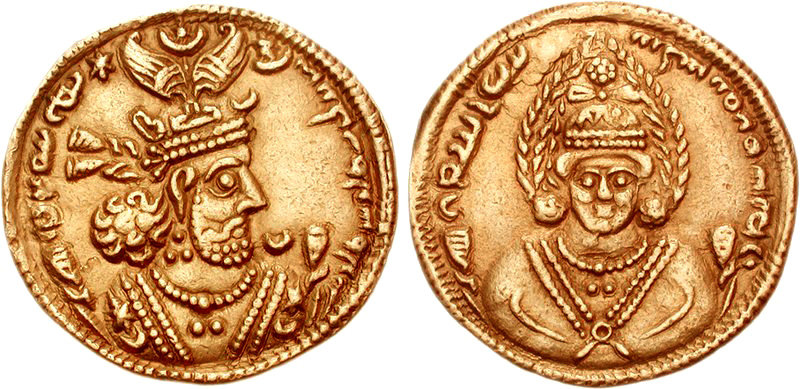
دنار خسرو دوم با آناهیتا در پشت آن، ضرب ۶۱۱ م.
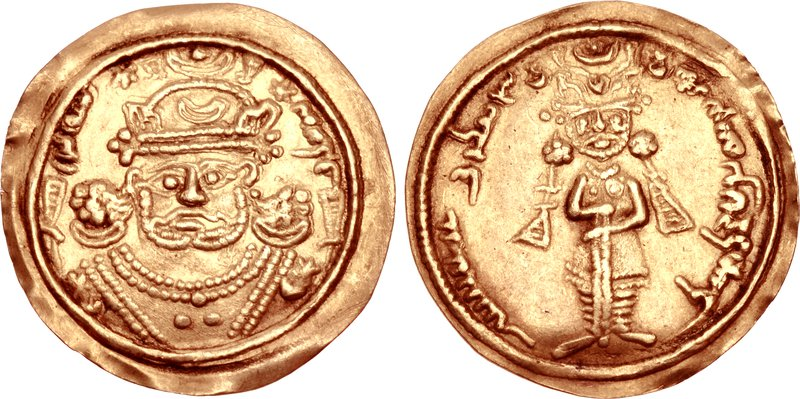
دنار خسرو دوم، ضرب ۶۲۵/۶ م.

سکه‌های بیزانسی خسرو دوم
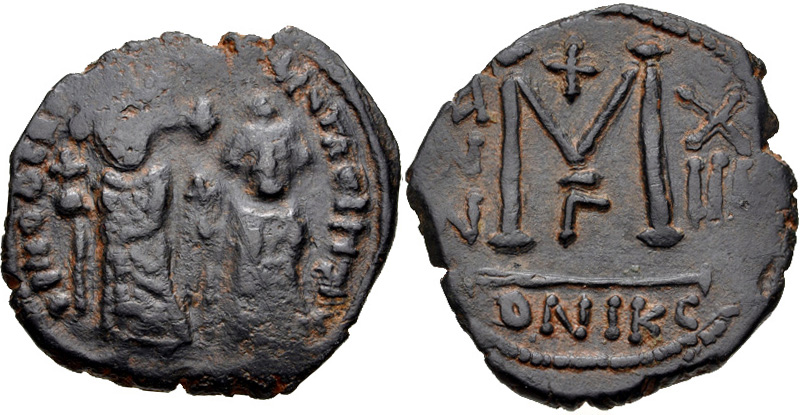
سکهٔ بیزانسی خسرو دوم، ضرب سوریه
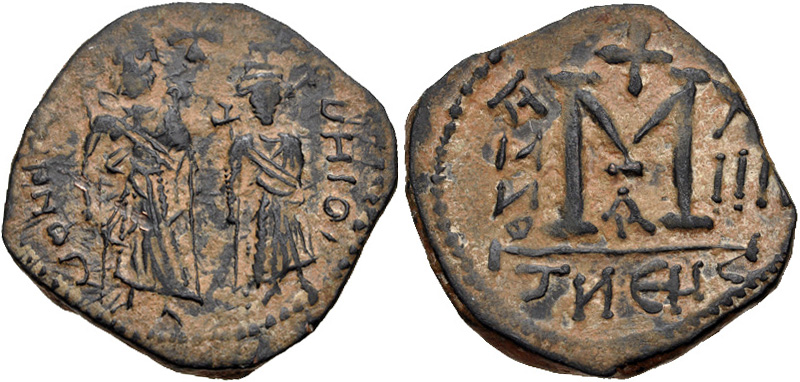
سکهٔ بیزانسی خسرو دوم، ضرب سوریه
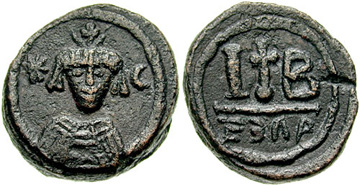
سکهٔ بیزانسی خسرو دوم، ضرب مصر

## آثار هنری و معماری

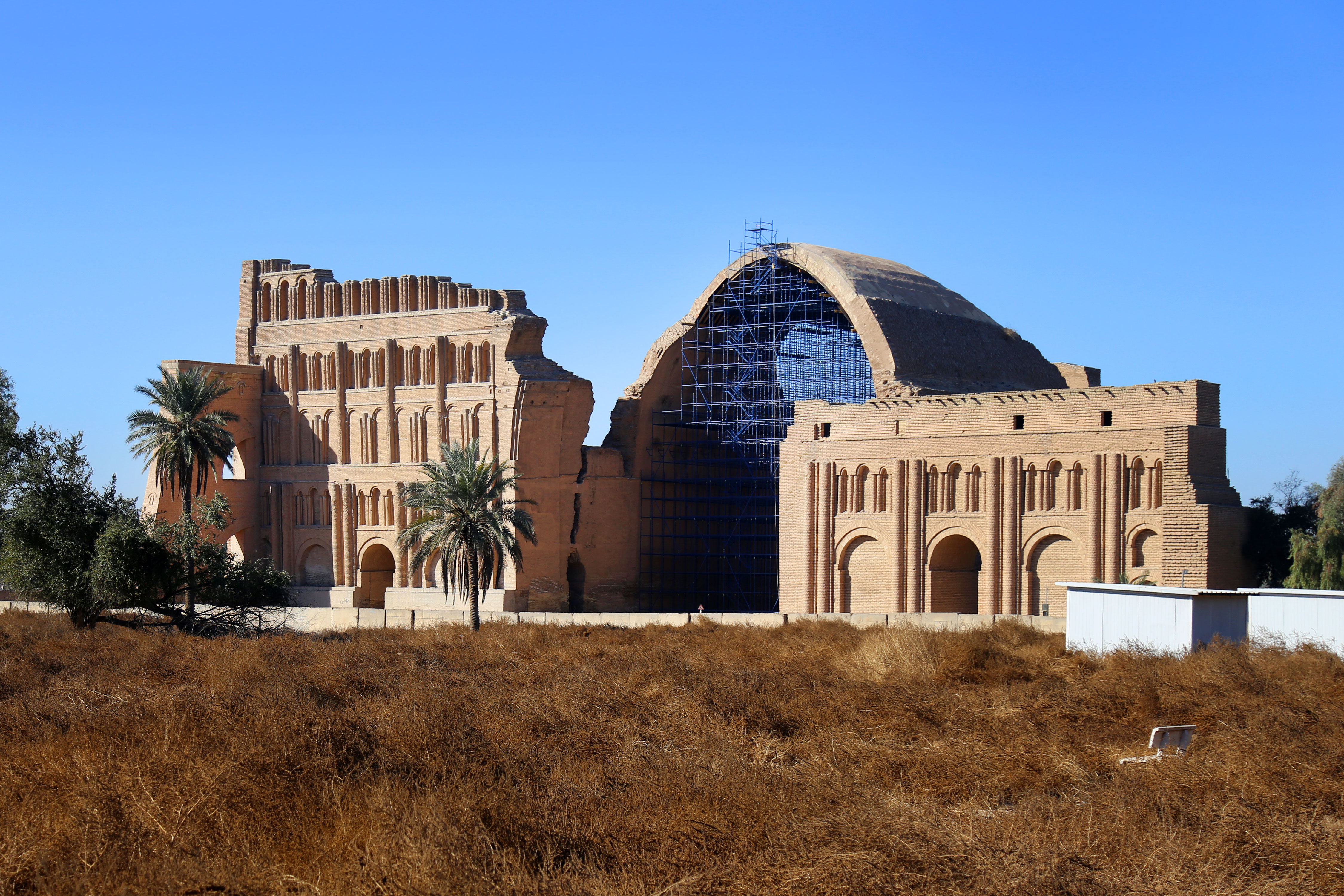
ایوان خسرو در محل تیسفون باستانی. برخی این کاخ را متعلق به خسرو یکم و برخی متعلق به خسرو دوم می‌دانند. عکس مربوط به سال ۲۰۲۲ م.

#### دستگرد خسرو
از آنجا که پیشگویان به خسرو گفته بودند که اقامت در تیسفون برای او نامیمون خواهد بود، وی از سال ۶۰۴ تا زمانی که هراکلیوس به آن قسمت از ایرانشهر حمله کرد (۶۲۸–۶۲۷)، به تیسفون نرفت. اقامتگاه مطبوع او، قلعهٔ دستگرد (دستجرد در منابع عربی و اسلامی) یا دستگرد خسرو بود، که نویسندگان عرب آن را الدسکره یا دسکرةالملک گفته‌اند. این شهر، که حدود چهار قرن بعد یک جهانگرد عرب به نام اَبودُلَف مِسعَر بن مُهَلهِل به خرابه‌های آن با دیدهٔ تحسین و عبرت نگریسته است، در کنار شاهراه نظامی‌ای قرار داشت که از تیسفون به حلوان و همدان می‌رفت. شهر مزبور در فاصلهٔ سه روز راه — تقریباً بیست فرسخ یا ۱۰۷ کیلومتر — تا تیسفون (از تیسفون به طرف شمال شرقی) و نزدیک شهر باستانی ارتمیته قرار داشت و دارای قلعه و باروی باشکوهی بود.
بسیار محتمل است که شهر و کاخ دستگرد پیش از خسرو پرویز هم وجود داشته باشد، اما از زمان خسرو اول به بعد، پادشاهان ساسانی اقامت در عراق را به سایر نقاط ترجیح می‌دادند و مخصوصاً ناحیهٔ واقع بین تیسفون و حلوان را برمی‌گزیدند. امروزه ویرانه‌های این شهر موسوم به «زندان» است و هرتسفلد شرحی در وصف آن نوشته است. در زمان ابن رُسته، جغرافی‌نگار عرب (حدود سال ۹۰۳ م)، حصار آجری شهر سالم بوده است، اما امروزه چیز زیادی از آن به جا نمانده. به گفتهٔ هرتسفلد، حصار دستگرد خسرو، از محکم‌ترین حصارهای آجری بوده که از دوران‌های قدیم در آسیای غربی باقی مانده است.

#### قصر شیرین و قلعهٔ خسروی
کمی بالاتر از مسیر نظامی‌ای که از خانقین به حلوان می‌رفته، قصر دیگری بوده که آن را قصر شیرین می‌گویند و ظاهراً در زمان خسرو پرویز اهمیت زیادی داشته است. بنا به روایات رایج، شیرین محبوبهٔ خسرو در آنجا اقامت داشته است. این شهر در مرز کشورهای ایران و عراق امروزی واقع بوده و در دههٔ ۱۹۸۰ میلادی (در فاصلهٔ سال‌های ۱۳۵۹ و ۱۳۶۷ خورشیدی) در نتیجهٔ جنگ بین دو کشور، بقایای آن به شدت آسیب دیده و ویران شده است. قلعهٔ مربعی هم هست به نام قلعهٔ خسرَوی، که چند برج دارد و خندقی آن را احاطه کرده و روی خندق پلی طاق‌دار زده‌اند. در زمین مسطحی که قلعهٔ خسروی بر آن مشرف است، باغ وسیعی با دیوارهای شترگلو، کاخ مجللی که امروزه حاجی قلعه‌سی می‌گویند و بنای عظیمی که چوار قاپو (چهار دروازه) نامیده می‌شود و گویا قبلاً آتشگاه بوده است، وجود داشته. به‌طور کلی باستان‌شناسان در نتیجهٔ کاوش‌هایشان به این نتیجه رسیده‌اند که میان‌رودان در دورهٔ ساسانی به وسیلهٔ نهرها و ترعه‌های مختلف به‌طور منظم آبیاری می‌شده و کاملاً آباد و معمور بوده و در محل شهر قدیم کیش، بقایای چندین کاخ و کوشک ساسانی به دست آمده است.

#### نقش برجسته‌ها و آثار طاق بستان

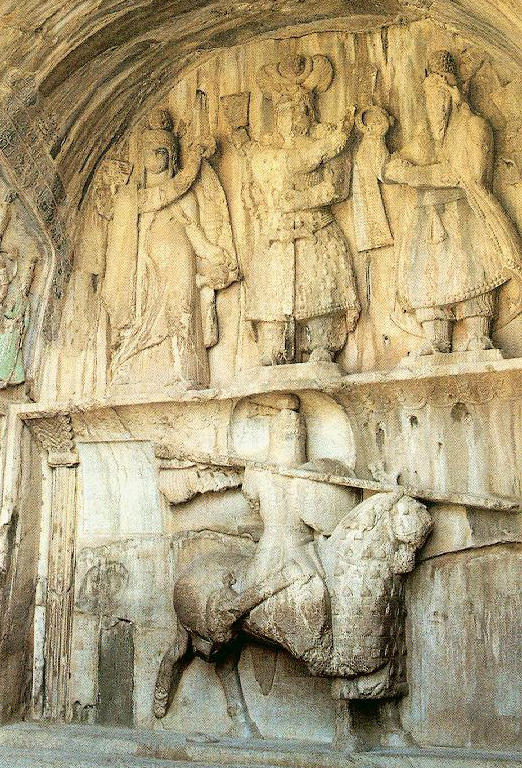
نقش برجسته‌های خسرو در طاق‌بستان، کرمانشاه، بالا: خسرو در حال دریافت حلقهٔ شهریاری، پایین: خسرو در هیئت ممتاز شهسواری جنگاور و تزلزل‌ناپذیر

در سراسر قلمرو ساسانی و مخصوصاً در عراق، بناها و کاخ‌ها و کوشک‌های سلطنتی فراوانی متعلق به ساسانیان وجود داشته که سقفشان روی ستون‌های چوبی قرار گرفته بود، اما از آنجا که ستون‌های چوبی استحکام چندانی ندارند، در اثر گذشت زمان چیزی از آن‌ها باقی نمانده است. با این حال اگر بخواهیم با سبک معماری این بناها آشنا شویم، باید به جزئیات معماری طاق بستان توجه کنیم. در کنار غاری که شاپور سوم در طاق بستان در کوه کنده، غار دیگری وجود دارد که بسیار بزرگتر است و به دستور خسرو ساخته شده. مدخل غار، طاقی نیم‌دایره به سبک درگاه قصرهای سلطنتی است. پایه‌های طاق روی دو ستون قرار دارند که حاوی نقوش بسیار ظریفی هستند. نقوش شامل درختی با شاخسار منظمش است که دور ستون پیچیده و برگ‌هایش مانند برگ کنگر هستند و در قسمت بالا به گل شگفت‌انگیزی منتهی می‌شوند. هرتسفلد می‌گوید شاید این، نمونه‌ای از درخت زندگانی باشد که در اساطیر و روایات مزدیسنی آمده و نام‌های مختلفی گرفته است. در قسمت بالا دو تصویر از الههٔ پیروزی، نیکه به چشم می‌خورد که به سبک یونانی ساخته شده و هر یک تاج افتخاری با نوارهای مواج به سوی دیگری دراز کرده است. در وسط طاق شکلی هلالی وجود دارد که دو سر هلالی‌اش به سمت بالاست. این هلال هم با نوارهای شاهانه تزیین شده است.

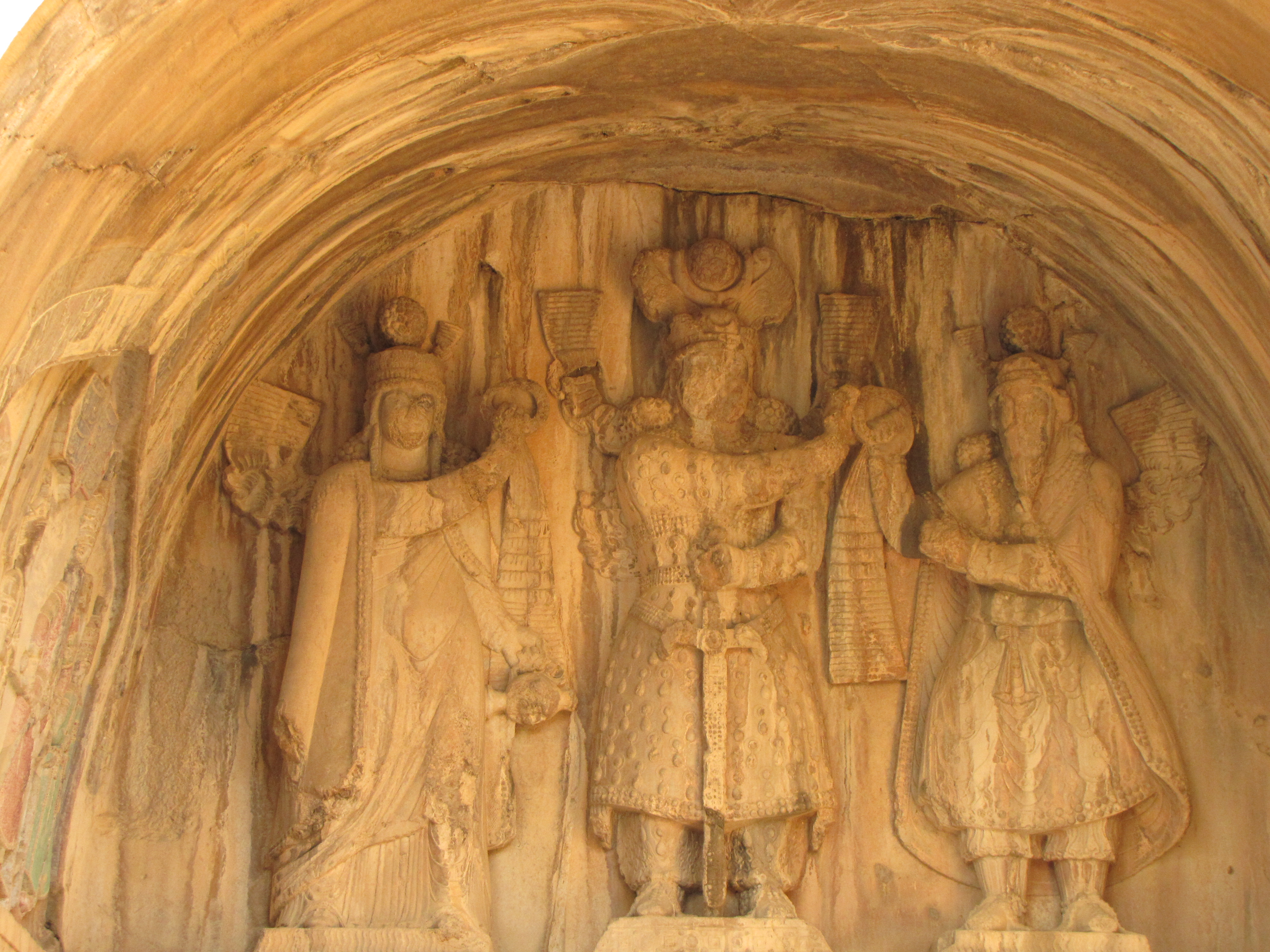
نقش‌برجسته تاج‌گذاری خسرو پرویز در طاق‌بستان خسرو در میانه، اهورامزدا در راست و آناهیتا در چپ

قسمت انتهایی غار به شکل مربع و حاوی دو نقش برجسته است که در دو طبقه روی هم قرار دارند. نقش برجستهٔ فوقانی مجلس تاجگذاری شاه را نشان می‌دهد. پادشاه در وسط تصویر ایستاده و با دست راست تاجی را که اورمزد — که در سمت چپ تصویر ایستاده — به او می‌دهد، می‌گیرد. در سوی دیگر هم آناهیتا بر بالای سر پادشاه قرار گرفته و افسری به او عطا می‌کند. پادشاه همان تاجی را به سر دارد که معمولاً در سکه‌های خسرو پرویز دیده می‌شود. پوشش و زیورآلات هر یک از این سه شخصیت با دقت و ظرافت بسیار تصویر شده است. در اینجا گرچه اورمزد در جایگاهی والاتر است، اما دو ایزد دیگر، یعنی میترا و آناهیتا هم در کنار او دیده می‌شوند. اینها همان سه ایزد مورد پرستش اردشیر دوم هخامنشی بودند، و به این ترتیب بازگشتی کامل به پرستش ایزدان مزبور بعد از چند صد سال مشاهده می‌شود.

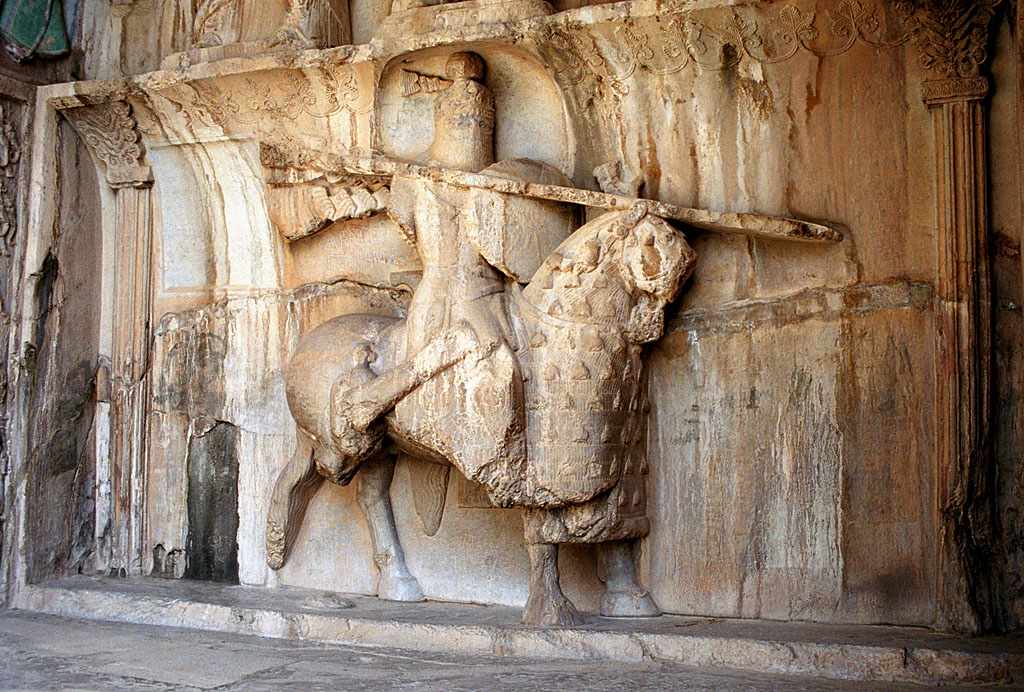
نقش‌برجسته خسرو پرویز سوار بر شبدیز در طاق‌بستان

در نقش برجستهٔ زیرین، خسرو کاملاً مسلح و سوار بر اسب در حالت جنگی است. این نقش برجسته حکایت از نوعی خودنمایی شاهانه می‌کند. پادشاه لباس کامل رزم، مخصوص سواره‌نظام سنگین‌اسلحه، شامل کلاهخود و جوشنی با حلقه‌های آهنین در برکرده و نیزه‌ای در دست راستش دارد که آن را بر دوش تکیه داده است و سپر مدوری به دست چپ گرفته، و از بابت اینگونه تجهیزات نظامی، کاملاً شبیه پادشاهان رزمجوی اولیهٔ ساسانی است. او تیردانی به پشت دارد که ادوات رزمی او را کامل می‌کند. از زیر جوشن، جامهٔ شاه دیده می‌شود که تصاویری شبیه ماهی بر روی آن وجود دارد. اسب شاه — که در روایات اسلامی، نامش شبدیز گفته شده — کاملاً رام و آرام و استوار است و پوشش خاصی شامل علایم و تزیینات سلطنتی دارد.
در دیوارهای کناری غار نیز نقوشی دیده می‌شود. دیوار سمت راست، شکار گوزن را در باغ بزرگ مخصوص شاه در دستگرد خسرو به نام فردوس نمایش می‌دهد. در سه جا شمایل شاه به چشم می‌خورد. انبوهی از زنان گرد شاه را گرفته‌اند. برخی خدمت می‌کنند و برخی در حال نوازندگی‌اند و برخی دیگر کف می‌زنند. دیوار سمت چپ، شکار گراز را در محلی باتلاقی و شبیه نیزار نشان می‌دهد. فیلبانان، زنان پاروزن و تعداد زیادی افراد انسانی و حیوانات در اینجا به چشم می‌خورد. در این تصویر نیز شاه در موقعیت‌های مختلف نشان داده شده است. تصاویر این دو نقش برجسته، علی‌الخصوص دومی به قدری شلوغ هستند که تقریباً هیچ جای خالی‌ای در آنها دیده نمی‌شود. تنوع بسیاری در البسهٔ شاه و دیگر افراد به چشم می‌خورد. ثروت و تجملات دربار خسرو و شوکت او به وضوح در این برجسته‌کاری به چشم می‌خورد: شاهی که در حال شکار و خوشگذرانی است و همهٔ اشخاص دیگر که در صحنه‌اند، در خدمت او هستند و هر یک کاری برای او انجام می‌دهند. حجاری شکار گراز، نمونه‌ای هم از قالی‌های دورهٔ ساسانی را نشان می‌دهد. طبق گفتهٔ ثعالبی، معروف‌ترین قالی‌های زمان خسرو دوم، از جنس ابریشم زربفت بوده‌اند.
روبه‌روی این غار قبلاً مجسمه‌ای از خسرو وجود داشته که مِسعَر بن مُهَلهِل در قرن دهم میلادی آن را در این مکان دیده است. این مجسمهٔ بسیار بزرگ بعدها در برکه‌ای که نزدیک کوه بوده، افتاده و در قرن نوزدهم آن را در حالی که پایش بریده شده بوده، از آب بیرون آورده‌اند و در بالای سد نصب کرده‌اند. پیکره با وجود آسیب‌هایی که دیده، هیبت و شکوه شاهانه‌اش را حفظ کرده، و حتی با معیارهای هنری امروزی هم پرشکوه به نظر می‌رسد. این اثر نمونهٔ نادری از هنر پیکرتراشی دورهٔ ساسانی محسوب می‌شود. شاه، ایستاده و دست‌هایش روی قبضهٔ شمشیر قرار دارد.
این آثار پس از وقفه‌ای طولانی در برجسته‌کاری روی تخته‌سنگ ظاهر می‌شوند؛ وقفه‌ای که از قرن چهارم تا قرن هفتم میلادی ادامه داشته است. در آثار مزبور شخصیت شاه برجسته و ممتاز است و او فرمانروای نظرکردهٔ خداوند معرفی می‌شود.

#### ظروف و اشیای هنری

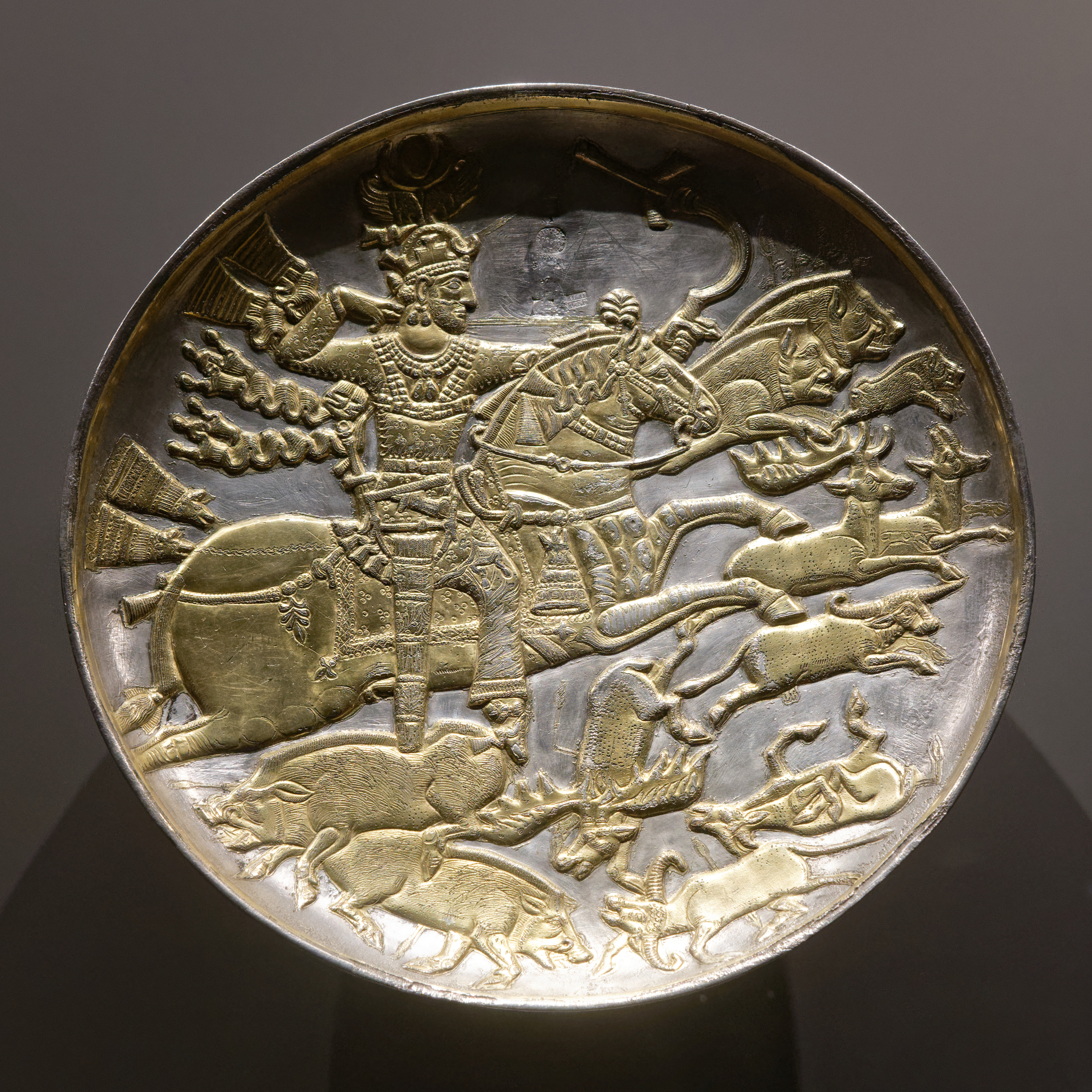
یک بشقاب نقره طلاکاری‌شده در کابینه مدال‌های پاریس با نقش خسرو پرویز در حال شکار گله‌ای از گراز و گوزن و گاومیش

ظروف گرانبها و پر زرق و برق نیز از چیزهایی بود که نظر و توجه خسرو را به خود جلب می‌کرد. برخی بر این باورند که این قبیل ظروف و جام‌های منقوش در کارخانهٔ پادشاهی ساخته می‌شدند و شاه آن‌ها را به افراد گوناگون هدیه می‌داد. مسلمانان در قرون نخستین اسلامی از سبک جام‌های نقرهٔ ساسانی تقلید کرده‌اند. یکی از زیباترین نمونه‌ها، جام نقره‌ای است که خسرو را در حال شکار نشان می‌دهد. شاه دیهیم بالداری به سر و جامه‌ای گرانبها به تن دارد؛ کمان را به زه کرده و چهارنعل به دنبال شکار می‌تازد. چند حیوان نیز با تیرهای او از پا درآمده‌اند.

## کارنامهٔ خسرو دوم

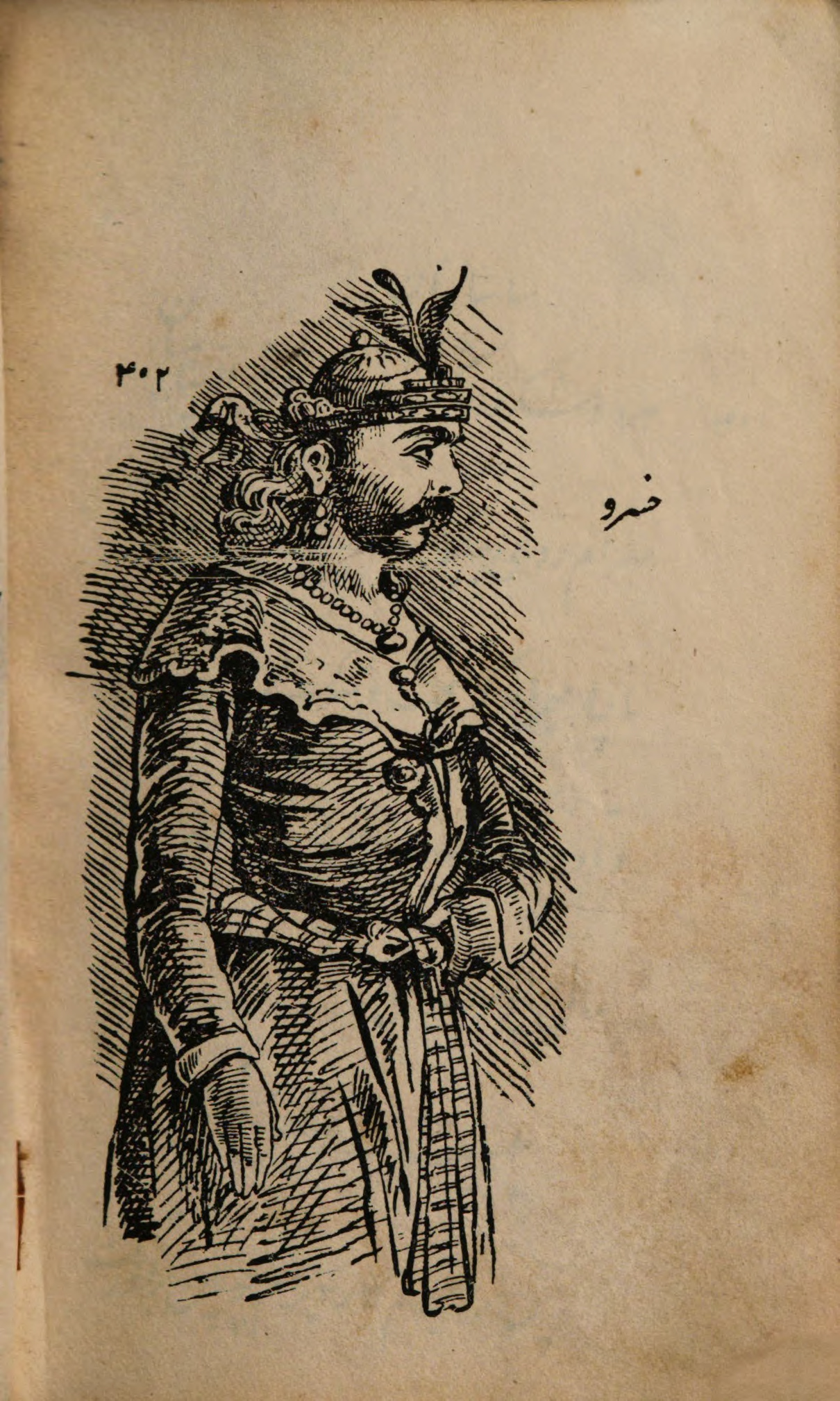
نگاره‌ای از خسرو پرویز در نامهٔ خسروان

خسرو پرویز به رغم دشواری‌هایی که از آغاز سلطنتش با آن‌ها مواجه گشت، آخرین سلطنت بزرگ ایران باستان را به خود اختصاص داد. حشمت او و فزونی قدرتش در جهان افسانه شده بود؛ به طوری که حتی صدها سال بعد هم این احتشام و بزرگی در آثار شاعرانی چون خاقانی، حافظ و مانند آنها منعکس شده است. اما وی در عین حال برای بسط سلطه و حکومتش به جنگ‌هایی خونین و فرسایشی، لشکرکشی‌هایی بدون برنامه‌ریزی مناسب و لازم، و وضع مالیات‌هایی سنگین و کمرشکن بر مردم روی آورد، و در واقع همین عوامل بودند که سقوط شاهنشاهی شکوهمند پدرانش را قطعی و مسلم کردند. در اواخر دههٔ دوم قرن هفتم میلادی، قلمرو ایران ساسانی به بیشترین وسعت خود در طول حیات این سلسله رسید؛ امپراتوری روم در تمامی جبهه‌های شرقی خود در هم کوبیده و به شدت تحقیر شد؛ ترکان منکوب و قلع‌وقمع گشتند، و حتی بخشی از شمال غرب هند در این زمان، مثل اوایل دورهٔ ساسانی، به اطاعت ایران درآمد. اما علی‌رغم چنین کامیابی‌های بزرگی، بلندپروازی‌های شاهنشاه ایران و جاه‌طلبی‌های خداگونهٔ او در گسترش بی‌حدوحصر قلمروش، باعث افزایش بار مالیات‌ها بر گردهٔ مردم و تحمیل تلفات انسانی بسیار به دستگاه و تشکیلات نظامی شاهنشاهی شد. خسارات مزبور، با اینکه از غنایم به دست آمده در جنگ‌ها بسیار بیشتر بودند، اما رعیت و توده‌های مردم چاره‌ای جز تبعیت از منویات ملوکانه شاه نداشتند، و هرگونه نارضایی که ممکن بود به دلهایشان راه بیابد، محکوم به سکوت و کتمان بود.
در دورهٔ خسرو پرویز، مالیات‌ها نخست تا حدودی متعادل و قابل تحمل بودند، اما با شروع لشکرکشی‌های دامنه‌دار و پرهزینه در جبهه‌های غربی، به شدت افزایش یافتند و این افزایش، رفته‌رفته شیب تندی گرفت و به فشار سنگین بر توده‌های مردم و ناخرسندی باطنی آن‌ها منجر شد. پرویز رجبی دربارهٔ فرمانروایی خسرو می‌گوید: «خسرو ۳۸ سال با بی‌هودگی و بدون کوچک‌ترین نشانی از فرزانگی فرمان راند، و از شانس خوبی که داشت، خود همه‌نوع عشق و عیش و نوش روزگار خود را چشید و کشورش را با هزار سالی که صرف ساختار فرهنگی و مدنی آن شده بود، آمادهٔ یک فروپاشی برق‌آسا کرد… برخلاف روزگار خسرو اول، که آن را می‌توان دورهٔ رنسانس باشکوه ایرانی خواند و… یکی از آبشخورهای رنسانس اروپایی دانست، روزگار خسرو دوم را با همهٔ شکوه ظاهرش باید جان‌مایهٔ بسیاری از نابه‌سامانی‌های فرهنگی و مدنی ایرانیان تا به امروز دانست». او خسرو پرویز و هارون‌الرشید را مشابه هم دانسته است.

### صفات و خصال و زندگی شخصی
خسرو در دورهٔ پیروزی‌های پی‌درپی فرماندهانش، تمام اوقات خود را در کاخ‌ها و اقامتگاه‌های مجلل و پرشکوه خود به تفریح و عشرت می‌گذراند. دستگرد خسرو سکونتگاه محبوب او به‌شمار می‌رفت. او این شهر را بیش از تیسفون دوست می‌داشت و اغلب اوقاتش را آنجا سپری می‌کرد. بناهای باشکوه و انواع اسباب تجمل و امکانات گوناگون عشرت و لذت‌جویی‌های بوالهوسانه در اینجا برایش فراهم بود. او از انواع لذایذ زندگی استقبال می‌کرد. عطریات و انواع روایح دل‌پسند، اقسام غذاهای لذیذ در کاخ‌ها و اقامتگاه‌های پادشاه به چشم می‌خورد. جواهرات و ظروف گرانبها و پر زرق و برق نیز مورد توجه خسرو بود. رنگ‌های مورد علاقهٔ خسرو اینطور ذکر شده‌اند: «خسرو ابرویز، پسر هرمزد، جامه‌اش گلفام و شلوارش آسمانی و تاجش سرخ بود و نیزه در دست داشت». سفرای دول خارجی و امرا و حکام مناطق و فرماندهان سپاه و اعظم کشوری و لشکری، در دستگرد خسرو شاه را در همین هیئت می‌دیده‌اند. طبق گفتهٔ طبری، خسرو در حرمسرایش سه هزار زن داشته (و این غیر از دخترانی بوده که خدمتکار یا مغنی و مطرب او بوده‌اند). سه هزار خادم مرد او را خدمت می‌کردند، و ۸۵۰۰ مرکب و ۷۶۰ فیل و ۱۲۰۰۰ قاطر اموال و دارایی او را حمل می‌نمودند. دوشیزگان و بیوگان و زنان صاحب اولاد را هر جا می‌یافت، به حرم خود داخل می‌کرد، و هر وقت می‌خواست تجدید حرم کند، نامه‌هایی به عمال خود می‌نوشت و در آن‌ها زن مطلوب و ایده‌آل خود را توصیف می‌کرد، و آن‌ها مواردی را که مناسب طبع او می‌یافتند، نزدش می‌فرستادند. وصفی که از زن تمام‌عیار و ایده‌آل در این نامه‌های خسرو پرویز آمده، شبیه گفته‌های منسوب به ریدک در رسالهٔ پهلوی خسرو کواذان و ریدگ است.
زن محبوب خسرو، شیرین نام داشت که عیسوی بود. برخی مانند ثئوفیلاکتوس و بلعمی او را یونانی دانسته‌اند، اما اسم او ایرانی است. سبئوس در تاریخ هرقل (هراکلیوس) می‌گوید که شیرین از مردم خوزستان بود. بعضی نیز بر این عقیده‌اند که در میشان به دنیا آمده بود. شیرین در اوایل سلطنت خسرو به عقد او درآمد، و تا پایان عمر خسرو نفوذ فوق‌العاده‌ای روی او داشت. طبری، می‌گوید که مریم، دختر موریکیوس، امپراتور بیزانس نیز از زنانی بوده که به عقد خسرو درآمده است و علل سیاسی برای آن ذکر می‌کند، اما در منابع بیزانسی سخنی از این وصلت به میان نیامده است. کریستن‌سن، گُردیَه، خواهر بهرام چوبین که زنی مردانه بود را نیز از زنانی می‌داند که صرف نظر از تفاصیل ماجرا، به عقد خسرو درآمده بوده است. شیرین به خسرو هشدار داد که از مکاید این زن برحذر باشد. دربارهٔ تفصیل عروسی خسرو با شیرین، تدبیر شاه برای خاموش کردن بزرگان که نسبت به ازدواج شاه با زنی از طبقات فرودست معترض بودند، تدابیری که شیرین برای جلب نظر عاشق بی‌وفا اتخاذ می‌کرده، و کشته شدن ماریا به دست شیرین، ثعالبی و فردوسی چیزهایی آورده‌اند. ظاهراً پیش از سقوط ساسانیان نیز مطالبی در این باره نوشته شده بود. بلعمی قصهٔ عشق شیرین و فرهاد را ذکر کرده و می‌نویسد: «فرهاد فریفتهٔ این زن شد و خسرو او را به کندن کوه بیستون گماشت. فرهاد در آن کوه به بریدن سنگ مشغول شد، و هر پاره که از کوه می‌برید، چنان عظیم بود که امروز صد مرد آن را نتواند برداشت». داستان «فرهاد و شیرین» و «خسرو و شیرین» موضوع بسیاری از منظومات عشقی و حماسی در ادبیات ایران شده است.
عجایب بارگاه خسرو ورد زبان نویسندگان ایرانی و عرب بوده است. از بین آن‌ها می‌توان قصر تیسفون، تخت طاقدیس، درفش کاویان، گنج بادآورد، گنج گاو، زن او شیرین، رامشگران و مغنیان دربار، غلامی به نام خوش‌آرزوگ، اسب خسرو شبدیز و فیل سفید را برشمرد. فردوسی نیز از این نفایس سخن می‌راند. هرچند توصیف این شگفتی‌ها در منابع گوناگون تفاوت‌هایی با هم دارد، اما تأثیر جهان‌بینی هندی در آن‌ها مشهود است. در رسالهٔ «روز خرداد ماه فروردین»، به هجده چیز عجیب که طی هجده سال سلطنت به دست خسرو دوم افتاده، اشاره شده است. با این همه، بزرگترینِ نفایس شگفت‌انگیز خسرو، تخت طاقدیس بود؛ سریری بسیار بزرگ و مزین و پله‌دار که آسمانهٔ آن را با صور فلکی و کواکب و بروج سماوی و هفت اقلیم و تصاویر پادشاهان در مواقع بزم و رزم و شکار آراسته بودند. در برخی از آثار بازمانده از دورهٔ ساسانی موارد مشابه این سبک دایروی و گردونه‌وار دیده می‌شود.
کریستن‌سن این گفته را که خسرو مسیحی شده بود، رد می‌کند. با این حال می‌گوید که ممکن است مسیحی بودن شیرین و ماریا و نفوذ آن‌ها در دربار و روی شخص خسرو، موجب شده باشد که خسرو، نسبت به رعایای مسیحی خود، ولو در ظاهر الطاف و مرحمت‌هایی کند. عیسویان با به قدرت رسیدن خسرو به آزادی دینی رسیدند، ولی اجازه نداشتند که زرتشتیان را به دین خود دعوت کنند. خسرو به کلیسا بخشش بسیار می‌کرد؛ چندین عبادتگاه به نام سنت سرجیوس، که او را در ایام جنگ یاری کرده بود، ساخت و خاجی از زر به کلیسای سرجیوپولیس در سوریه عطا کرد.
دریایی می‌گوید: «خسرو پرویز در تاریخ ایران به مقام پادشاهی ثروتمند و تجمل‌پرست که شاهنشاهی ایران را به ویرانی کشید، افول کرده است. اما شاید سیاست مذهبی او، به ویژه علاقه‌اش به مسیحیت، دلیل محکومیت وی توسط منابع زرتشتی باشد. همسر محبوب او، شیرین در ادبیات حماسی و عاشقانه معروف است، و نیز گفته شده که مبلغ مسیحیت در ایران بوده است».
مسئلهٔ جالب توجه در رفتار و خلق و خو و سکنات خسرو این است که او حتی در بدترین و حادترین شرایط زندگی هم دست از قساوت و کینه‌توزی نسبت به زیردستانش برنمی‌داشت. گویند وی در شرایط بحرانی‌ای که از ترس بهرام چوبین می‌گریخت، از نعمان سوم فرمانروای لخمی خشمگین شد و کینه از او به دل گرفت و بعدها در زمان مناسب تلافی کرد. این که این روایت تا چه حد می‌تواند درست باشد، محل بحث است، اما رفتار او با دو سردار بزرگ و فاتحش، شاهین وهمن‌زادگان و فرخان شهربراز نیز دست کمی از رفتارش با نعمان بن منذر نداشته؛ هر دوی آنها مورد غضب نابه‌جای شاهنشاه واقع شدند و دل از وفاداری به حکومت بریدند. فرجام شاهین چندان روشن نیست، اما دربارهٔ شهربراز، می‌دانیم که به دلیل بیم از خسرو و رفتار دیوانه‌وار او، با هراکلیوس وارد گفتگو شد و توانست مصر و نواحی اطراف آن را، ولو موقتاً، تحت سلطهٔ خود نگه‌دارد. او هنگامی که به دربار احضار شد، از رفتن امتناع کرد، و سرانجام با شیرویه، پسر ناراضی شاه، که در این زمان در حال دسیسه و توطئه برای رسیدن به قدرت بود، وارد مذاکره شد، و حتی اگر خودش هم پیشتر چنین قصدی نداشت، اما در این زمان با شیرویه و سایر مخالفان و ناراضیان برای به زیر کشیدن خسرو از تخت همداستان شد.

### رابطهٔ خسرو با ادیان و پیروان آنها

#### رابطهٔ خسرو با روحانیون مسیحی و مسیحیان
در سال ۵۹۶، اسقف‌ها بنا به میل خسرو، سبریشوع را، که در اصل شبان و فردی بسیار متعصب بود، به مقام جاثلیقی انتخاب کردند. در آن زمان فرقه‌های مسیحی بسیاری بودند که از خوانش مورد نظر دینی تبعیت نمی‌کردند و قابلیت این را داشتند که مورد تعقیب قرار بگیرند. یکی از این فِرَق، یعقوبی‌ها یا مونوفیزیت‌ها بودند که در این زمان قدرت بسیاری به دست آورده بودند و مسیحیان نستوری را به شدت متهم می‌کردند. در نزاعی که بین این دو گروه شعله‌ور شد، یعقوبی‌ها پیروز شدند. رئیس پزشکان دربار به نام گابریل سنجاری، نخست نستوری بود و بعد یعقوبی شده بود؛ و به همین جهت از یعقوبی‌ها شدیداً پشتیبانی می‌کرد. میان او و سبریشوع اختلاف پدید آمد و سبریشوع او را به خاطر زندگی خصوصی‌ای که داشت، تکفیر کرد. گابریل نزد خسرو بسیار گرامی بود. پس از آنکه شیرین که خواهان داشتن فرزند بود، در اثر معالجات این پزشک و دعاهای سنت سرجیوس صاحب پسری شد (همان که نامش را مردانشاه گذاشتند)، عزت و احترام و مقام گابریل در دربار ارتقا یافت. شیرین تابع آیین یعقوبی شد و در نتیجه فرقهٔ مزبور کاملاً قدرت و تسلط یافت.
پس از درگذشت سبریشوع، شیرین از خسرو خواست تا مقام جاثلیقی را به گرگوار، معلم مدرسهٔ سلوکیه اعطا کند. گرگوار مردی عالم و فرزانه، ولی آزمند و پرخور بود. پس از چهار سال ریاست، در ۶۰۸ یا ۶۰۹ فوت کرد، و اموال بسیاری از خود باقی گذاشت که خسرو همه را به نفع خزانه ضبط کرد. پس از گرگوار، مسیحیان چند سال بدون سرور و سالار ماندند؛ چه خسرو در اثر نفوذ شیرین و گابریل، اجازه نمی‌داد که کسی از نستوری‌ها به ریاست برسد. نزاع پیشین دو گروه، در این باره که آیا یک طبیعت در عیسی وجود دارد یا دو طبیعت، بار دیگر سربرآورد. نستوری‌ها، مهران گشنسب را که از خاندانی ممتاز بود، به سوی خود کشیدند و او را با نام گیورگیس تعمید دادند و تحت حمایت او قرار گرفتند. قسمتی از زندگانی و سرگذشت او در اعمال شهدای نصرانی آمده است. دُرُستبَد گابریل او را متهم به انکار دین زرتشتی نمود، و به قدری کوشید که شاه دستور داد مهران گشنسب را دستگیر کردند و به صلیب کشیدند.
پس از فوت گابریل، یزدین، واستریوشان‌سالار که نستوری بود، سعی بسیار کرد تا از شاه اجازه بگیرد تا نستوریان بتوانند جاثلیقی انتخاب کنند، اما کوشش‌هایش — به احتمال، در اثر مخالفت‌های شیرین — به نتیجه‌ای نرسید.

#### رابطهٔ خسرو با روحانیون زرتشتی
روحانیت زرتشتی در دورهٔ خسرو پرویز چنان قدرتمند نبود که بتواند از اختلافات میان دو فرقهٔ مسیحی نستوری و یعقوبی به نفع خود بهره ببرد. درست است که این طبقه، نمایندگان دین رسمی کشور بودند و همچنان تعصبات شدید مذهبی‌شان را با خود داشتند، ولی در این زمان چنان ضعیف شده بودند که پیش چشم آنها، خاندان یزدین نصرانی به بالاترین مقامات مالی منصوب شدند. هرچند عیسویان پیش از آن هم فعالیت‌های دیوانی انجام می‌دادند، ولی مناصب و مدارجشان چندان ارزش و اهمیتی نداشت. طبری می‌گوید که خسرو آتشکده‌های بسیاری ساخت و دوازده هزار تن هیربد را برای خواندن ادعیه به این اماکن فرستاد، ولی به عقیدهٔ کریستن‌سن، این قبیل اعداد کامل نمی‌توانند مبنای تاریخی و حقیقت داشته باشند.
حملات هراکلیوس به ایرانشهر، روی وضعیت مسیحیان تأثیر گذاشت. بنا به نوشتهٔ کتاب گمنام گویدی، خسرو سوگند یاد کرد که اگر در این جنگ پیروز شود، در سراسر کشور کلیسایی یا «ناقوس کلیسا» یی را برپا نخواهد گذاشت. نستوریان و یعقوبیان، هر دو تحت تعقیب و آزار قرار گرفتند. به دستور خسرو، یزدین را به دار آویختند و زنش را شکنجه کردند و اموالش را توقیف کردند. یکی از فرزندان یزدین به نام شمطا، در شورش علیه خسرو از پیشگامان بود.

### خسرو پرویز و سقوط ساسانیان

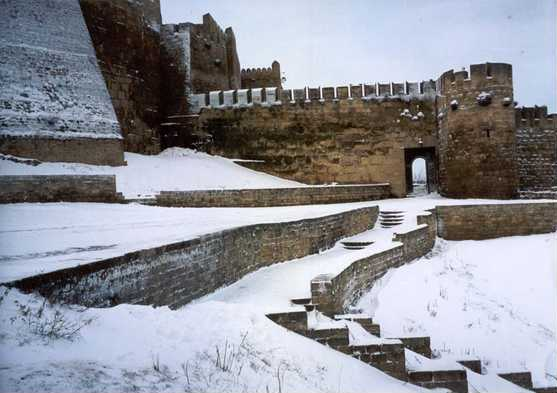
دژ ساسانی در دربند (روسیه). این دژ در ۶۴۳ م. در حملهٔ اعراب سقوط کرد.

با وجود پیشرفت‌های نظامی برق‌آسا و دور از ذهن سرداران خسرو در جبهه‌های بیزانس، در واپسین ایام سلطنت وی شکست‌ها و تحقیرهای بسیاری نصیب ایرانیان و حکومت ساسانی شد. رفتار وحشیانه و غیرعقلانی خسرو با زیردستان، درباریان و فرماندهان سپاه که کاملاً بوی دیوانگی و جنون می‌داد، اوضاع را وخیم‌تر کرد و دامنهٔ بحران‌ها گسترش پیدا کرد. او با وجود کمی نفرات سپاهی که در روزهای آخر برایش مانده بود، باز با لجاجتِ تمام پیشنهاد متارکهٔ جنگ را که از سوی هراکلیوس شده بود، نپذیرفت و بر مواضع پیشین خود اصرار ورزید. در واقع به همان اندازه که ایام پیشین برای ایرانیان درخشان و پرافتخار بودند، این واپسین ایام برایشان شرم‌آور، ناامیدکننده و خفت‌بار بود.
با کشته شدن خسرو پرویز، شیرازهٔ دولت ساسانی از هم گسست. پس از او، قدرت سیاسی در خاندان ساسانی به شدت متزلزل شد. هیچ‌کدام از کسانی که پس از او با عنوان شاه به تخت سلطنت نشستند — یا نشانده شدند — نتوانستند قدرت زیادی به دست آورند، و به همین جهت هم نتوانستند بر اوضاع مسلط شوند. سرداران و فرماندهان سپاه گرفتار نفاق و اختلاف و با یکدیگر در ستیز بودند، و کسی پیدا نشد که بتواند قدرت پیشین را احیا کند و بر مشکلات فراوان مملکت فایق آید و امور ازهم‌گسیختهٔ کشوری و لشکری را سامان دهد. کمی پس از مرگ خسرو، اوضاع ساسانیان چنان آشفته شد که حتی دو تن از دختران او به نام‌های پوران (پوراندخت) و آذرمیدخت نیز توانستند برای مدت کوتاهی شاهی کنند. پیش از آن پادشاهی زنان در خاندان ساسانی سابقه نداشت؛ و حکومت کردن این دو خواهر احتمالاً بدان سبب بوده که در نتیجهٔ کشتارهای قباد دوم، دیگر فرزند ذکوری برای عهده‌دار شدن سلطنت باقی نمانده بوده است. در فاصلهٔ ۶۳۰، یعنی زمانی که پوران درگذشت، و ۶۳۲ یعنی روی کار آمدن یزدگرد سوم، شاهان متعددی به تخت نشستند که هیچ‌کدام نتوانستند دوام بیاورند.
گویا پاره‌ای از اقدامات اصلاحی که شاهان پیش از خسرو پرویز انجام داده بودند، نیز در زوال و انحطاط قدرت ساسانیان مؤثر واقع شده است. تنها اندک زمانی پیش از به قدرت رسیدن خسرو دوم، تغییراتی در قشون و لشکر شاهنشاهی و ساختار نظامی آن اعمال شده بود. تقسیم قلمرو به چهار بخش و نصب یک اسپهبد (سپاهبذ، سپهسالار) در رأس هر یک از این بخش‌ها، گرچه هم امکان تمرکز قدرت نظامی در دست یک فرمانده را از بین برده بود و هم قابلیت نیروهای نظامی برای مقابلهٔ هم‌زمان و مؤثر با مهاجمان به مرزها را ارتقاء داده بود، اما در عین حال مضراتی هم برای حکومت در پی داشت؛ اسپهبدان اجازه پیدا کرده بودند از زمین‌های تحت کنترل خود مالیات بگیرند و بخشی از این مالیات‌ها را صرف نگهداری سپاهشان کنند. آنها در واقع به عنوان مأموران مهم دولتی، از طریق در اختیار داشتن منابع سرشار ثروت، قدرت زیادی به دست آورده بودند و شورشیانی بالقوه محسوب می‌شدند. تا زمانی که یک شاهنشاه مقتدر، کاردان و سیاس در رأس امور قرار داشت و به رتق و فتق شایستهٔ کارها می‌پرداخت، قدرت این سپهسالاران و امرای لشکر کنترل می‌شد. اما در صورت فقدان چنین فرد مدبری، جنگ‌سالاران و فرماندهان آزمند سپاه می‌توانستند از موقعیت به‌دست‌آمده استفاده کنند و قدرت مرکزی را تضعیف و حکومت را با خطر مواجه کنند. در زمان فتوح اعراب در خراسان، مرزبانان آن سرزمین عملاً مستقل از دربار تیسفون بودند و این امر را می‌توان به ضعف دولت و حکومت مرکزی تعبیر کرد؛ ضعفی که در نتیجهٔ تغییرات اعمال‌شده در ساختار نظامی در دهه‌های پایانی حیات امپراتوری به وجود آمده بود و مرکزیت قدرت سیاسی را به شدت تهدید و تضعیف می‌کرد.

## میراث

### موارد خاص لشکرکشی‌های خسرو پرویز

مکان، ابعاد و طول عمر عجایب هفتگانه جهان

خسرو پرویز اولین پادشاه ساسانی و آخرین پادشاه ایرانی بود که توانست در سه قاره (آسیا، آفریقا و اروپا) حکمرانی کند. او با حکمرانی در دربنت و فتح رودس و دودکانسا در قاره اروپا و با فتح مصر در قاره آفریقا حکمرانی کرد. با قیام شیرویه و مرگ خسرو پرویز و صلح بین ایران و روم تمام مناطقی که خسرو فتح کرده بود به روم بازگشت و دیگر هرگز چنین اتفاقی در تاریخ ایران رخ نداد.
طبق گفته مورخان می‌توان گفت در زمان حکومت خسرو پرویز چهار عجایب (هرم بزرگ جیزه، آرامگاه هالیکارناسوس، فانوس اسکندریه و غول رودس) از عجایب هفتگانه جهان باستان همچنان پابرجا بودند که طی لشکرکشی‌های خسرو پرویز به غرب با قاطعیت می‌توان گفت هرم بزرگ جیزه، فانوس اسکندریه و غول رودس به حکومت ساسانیان الحاق شدند اما در مورد حضور آرامگاه هالیکارناسوس که توسط هخامنشیان ساخته شده بود ابهاماتی وجود دارد. لازم است ذکر شود که در حال حاضر از عجایب هفتگانه جهان باستان فقط هرم بزرگ جیزه که قدیمی‌ترین و بزرگ‌ترین بین عجایب هفتگانه است همچنان باقی مانده است؛ در سال ۱۴۹۴ م، آرامگاه هالیکارناسوس در اثر سیل از بین رفت و در سال ۱۴۸۰ م، فانوس اسکندیه در اثر زمین لرزه ویران شد و همچنین غول رودس در سال ۲۲۶ قبل از میلاد در اثر زمین لرزه از ناحیه زانوهای غول مجسمه شکست اما همچنان با شکوه بود و در نهایت در سال ۶۵۴ م، در زمان حمله اعراب و توسط معاویه اول تکه‌تکه و فروخته شد.
البته برخی منابع دروازه ایشتار بابل را به‌جای فانوس اسکندریه جزو عجایب هفتگانه جهان باستان معرفی می‌کنند که توسط نبوکدنصر دوم ساخته شد و برای سالیان بسیار زیادی جزو قلمرو ایران بوده است و در حال حاضر در موزه پرگامون برلین قرار دارد.

### آوازه خسرو پرویز در جهان غرب

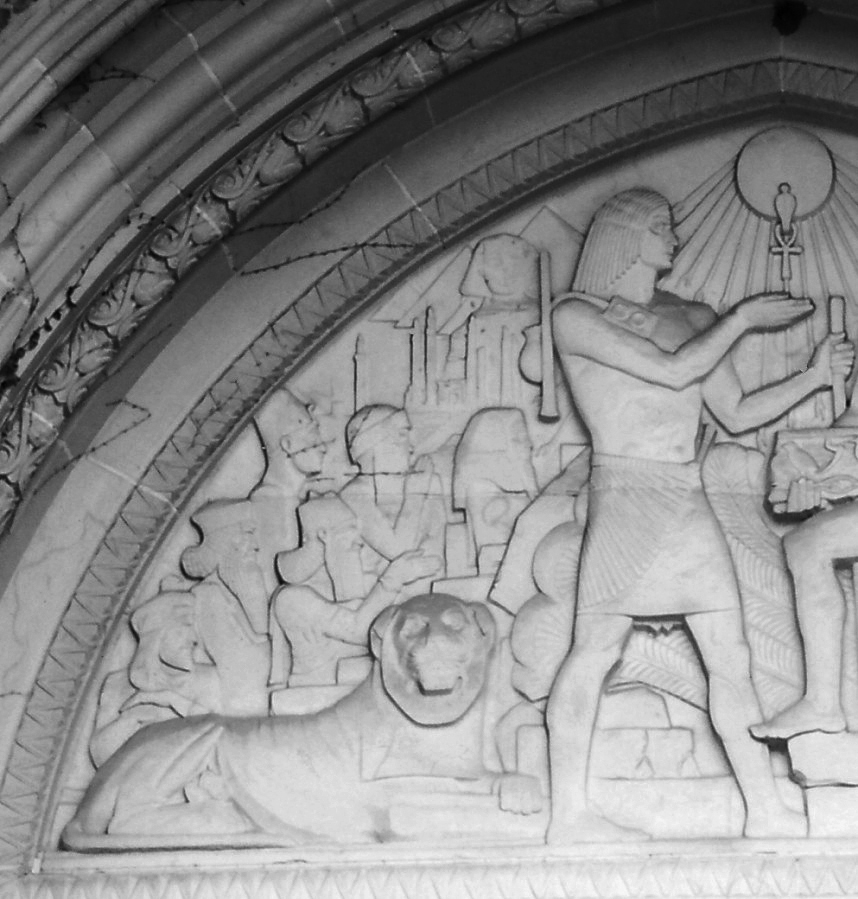
قسمت مشاهیر شرقی سنگ نگاره شرق و غرب دانشگاه شیکاگو

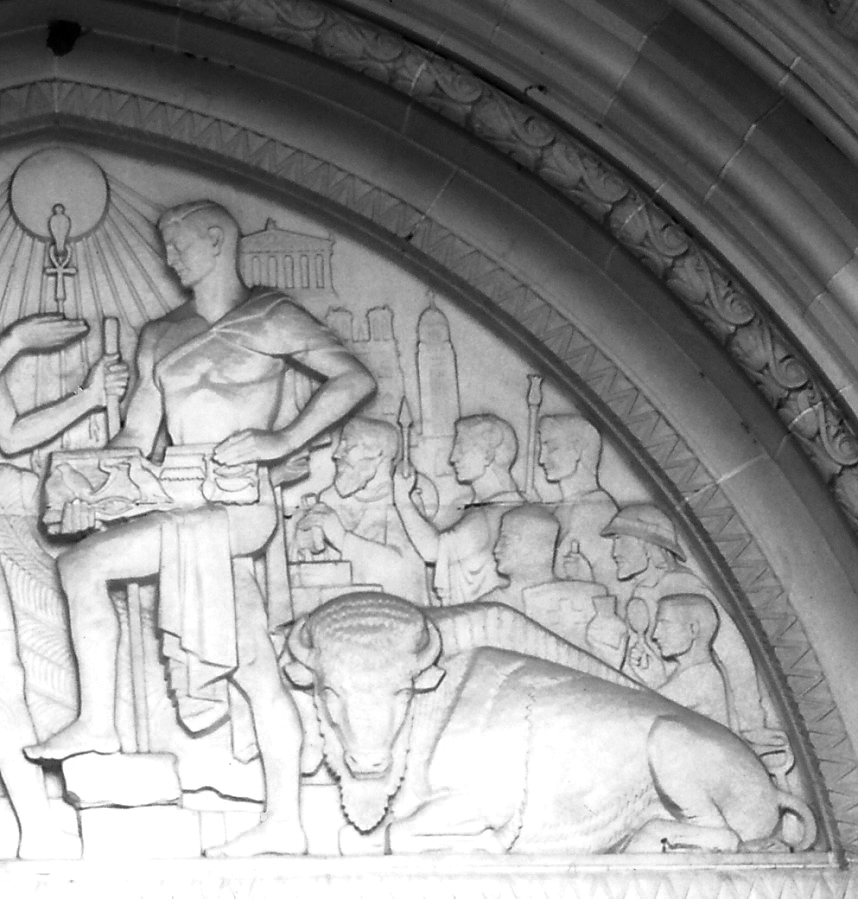
قسمت مشاهیر غربی سنگ نگاره شرق و غرب دانشگاه شیکاگو

درسال ۱۹۳۱ م، مجسمه خسرو پرویز در سنگ نگاره شرق و غرب دانشگاه شیکاگو ایالات متحده آمریکا توسط اولریک الرهوسن (Ulric Ellerhusen) مجسمه‌ساز آلمانی–آمریکایی در کنار داریوش بزرگ از ایران و سایر مشاهیر شرق و غرب از جمله جوزر، حمورابی، تحوتموس سوم، آشوربانی‌پال، هرودوت، اسکندر مقدونی و ژولیوس سزار ساخته شد.
این سنگ نگاره در بالای ورودی اصلی ساختمان مؤسسه شرقی دانشگاه شیکاگو ساخته شده که در آن توتم قسمت غرب یک گاومیش کوهان دار است و قسمت شرق یک شیر را به عنوان توتم خود در پیش زمینه تابلو دارد. همه مشاهیر حاضر در این سنگ نگاره در تاریخ مصر باستان (۳۱۰۰–۵۲۵ پ. م) و عصر کلاسیک مصر (۵۲۵ پ. م–۶۲۹ م) که از تاریخ حضور هخامنشیان در مصر (فتح مصر توسط کمبوجیه) تا تاریخ پایان حکومت ساسانیان در مصر (مرگ خسرو پرویز و صلح ایران و روم) را شامل می‌شود، نقش مهمی داشته‌اند که خسرو پرویز نیز از این قاعده مستثنی نیست.

### خسرو پرویز و پیشرفت موسیقی ایرانی
دورهٔ پادشاهی خسرو پرویز، عصر طلایی موسیقی در ایران محسوب می‌شود. با آنکه پیش از او، در دوره‌های خسرو انوشیروان، بهرام گور و حتی اردشیر یکم نیز پادشاهان به موسیقی علاقهٔ خاصی نشان می‌دادند، اما اوج ترقی موسیقی مربوط به دوران خسرو پرویز است. رامشگران و خنیاگران عالی‌رتبه و برجسته‌ای در دربار این پادشاه حضور داشتند که معروف‌ترین آنها، سرکش، باربد (پهلبد؛ فهلبد)، سرکب، بامشاد و نکیسا بوده‌اند. در بین این افراد، علی‌الخصوص باربد مقام ویژه‌ای دارد. اختراع دستگاه‌های موسیقی ایرانی را به او نسبت می‌دهند. این استاد بزرگ، تأثیر بسزایی روی موسیقی ساسانی گذاشته است. هنوز هم در ممالک اسلامی، آثاری از الحان باربد باقی مانده است. در موسیقی سنتی ایرانی نیز بقایایی از آثار و زحمات این استادکار بزرگ موسیقی باقی است. موسیقی عربی، هم در شکل رایج آن در بغداد و هم به اشکال حجازی و اندلسی، تا حدودی تحت تأثیر موسیقی ساسانی قرار داشته است. دستگاه‌های موسیقی منسوب به باربد، مرکب از هفت خسروانی و سی لحن و ۳۶۰ دستان بود؛ که با ایام هفته و سی روز ماه و ۳۶۰ روز سال ساسانیان تناسب داشته است. از منظرهٔ شکارگاه خسرو در نقش برجستهٔ طاق بستان چنین به نظر می‌رسد که چنگ، محبوب‌ترین و موردتوجه‌ترین آلت موسیقی در آن دوران بوده است. با این حال از آلات دیگر هم استفاده می‌شده، مانند شیپور، تَنبور (تمبور)، عود هندی به اسم ون و عود معمولی به اسم دار، بربط (بَربود)، سنتور موسوم به کُنّار، نای و قره‌نی موسوم به مار و طبل کوچکی به نام دُمبَلَگ.

## خسرو پرویز در آینهٔ ادب فارسی

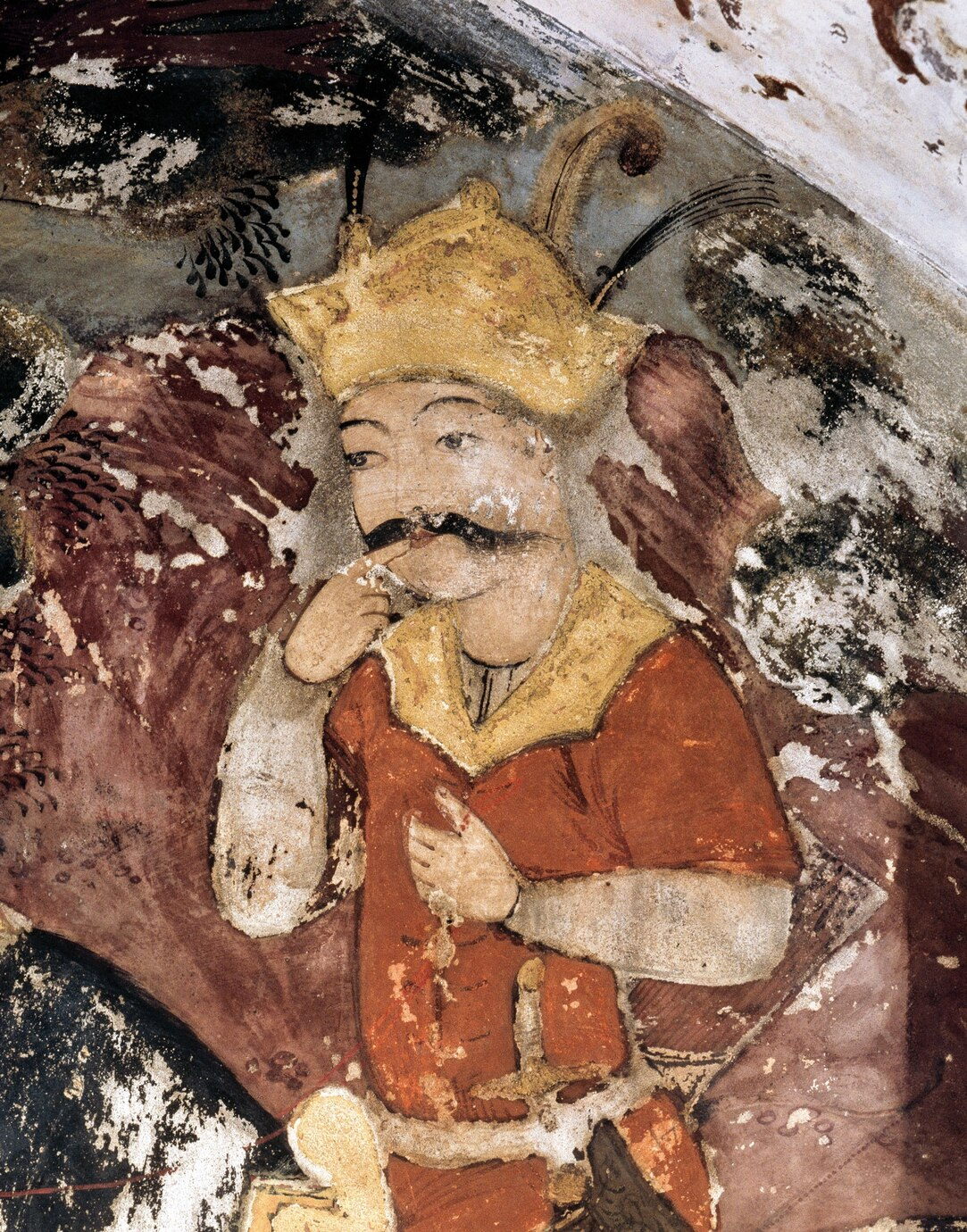
نگاره‌ای از خسرو پرویز در شاهنامهٔ تهماسبی

دو اثر منظوم و معروف ادب فارسی دربردارندهٔ مطالبی دربارهٔ خسرو پرویز هستند؛ یکی داستان پادشاهی وی و پسرش شیرویه است که در شاهنامهٔ فردوسی ذکر شده است. در اثر مزبور، حدود چهار هزار بیت به پادشاهی خسرو و حدود ششصد بیت به پادشاهی شیرویه اختصاص دارد (در مجموع ۴۶۸۳ بیت در نسخهٔ چاپ مسکو). البته داستان شیرویه با سرگذشت خسرو، و خاصه زندگانی شیرین ارتباط پیدا می‌کند. اثر دیگر، خسرو و شیرین نظامی گنجوی است که برخی آن را شاهکار نظامی دانسته‌اند. حقیقتاً هم این منظومه و هفت پیکر او در مقامی برتر از دیگر سروده‌هایش قرار دارند. خسرو و شیرین قدری مفصل‌تر از داستان‌های متناظر در شاهنامه است و متن نسخهٔ چاپ شوروی آن، ۶۱۳۴ بیت است؛ به‌استثنای ابیاتی که در حاشیه ثبت شده و وارد متن نشده است. بین دو سرگذشت مزبور اختلافات فاحشی به چشم می‌خورد، و البته وجود چنین اختلافاتی نیز طبیعی است؛ شاهنامه بیشتر به جنگ‌ها و گریزها و فراز و نشیب‌های زندگانی سیاسی خسرو و حوادث و احوال دربار او می‌پردازد و داستان عشق خسرو و شیرین را بسیار مختصر بیان می‌کند و عشق فرهاد کوه‌کن به شیرین را تماماً به کناری گذاشته است؛ حال آنکه جوهر اصلی داستان نظامی، داستان‌ها و حوادث عاشقانهٔ خسرو، شیرین و فرهاد است و این مسائل در اثر مزبور به تفصیل شرح داده شده است.

## تبارنامه
|  |  |              |              |              |              |                              |                              |                              |                              |                              |                              | خسرو انوشیروان (۵۳۱–۵۷۹) | خسرو انوشیروان (۵۳۱–۵۷۹) | خسرو انوشیروان (۵۳۱–۵۷۹) | خسرو انوشیروان (۵۳۱–۵۷۹) | خسرو انوشیروان (۵۳۱–۵۷۹) | خسرو انوشیروان (۵۳۱–۵۷۹) |                     |                     |                  |                  |                  |                  | شاپور باوی († ۵۸۰) | شاپور باوی († ۵۸۰) | شاپور باوی († ۵۸۰) | شاپور باوی († ۵۸۰) | شاپور باوی († ۵۸۰)              | شاپور باوی († ۵۸۰)              |                                 |                                 |                                 |                                 |                |                |                |                |                |                |       |       |                     |                     |                     |                     |                     |                     |  |  |                       |                       |                       |                       |                       |                       |          |          |          |          |        |        |        |        |       |       |       |       |  |  |  |  |  |  |  |  |  |  |  |  |  |  |  |  |  |  |  |  |  |  |  |  |  |  |  |  |  |  |  |  |  |  |  |  |  |  |  |  |  |  |  |  |  |  |  |  |  |  |
|  |  |              |              |              |              |                              |                              |                              |                              |                              |                              | خسرو انوشیروان (۵۳۱–۵۷۹) | خسرو انوشیروان (۵۳۱–۵۷۹) | خسرو انوشیروان (۵۳۱–۵۷۹) | خسرو انوشیروان (۵۳۱–۵۷۹) | خسرو انوشیروان (۵۳۱–۵۷۹) | خسرو انوشیروان (۵۳۱–۵۷۹) |                     |                     |                  |                  |                  |                  | شاپور باوی († ۵۸۰) | شاپور باوی († ۵۸۰) | شاپور باوی († ۵۸۰) | شاپور باوی († ۵۸۰) | شاپور باوی († ۵۸۰)              | شاپور باوی († ۵۸۰)              |                                 |                                 |                                 |                                 |                |                |                |                |                |                |       |       |                     |                     |                     |                     |                     |                     |  |  |                       |                       |                       |                       |                       |                       |          |          |          |          |        |        |        |        |       |       |       |       |  |  |  |  |  |  |  |  |  |  |  |  |  |  |  |  |  |  |  |  |  |  |  |  |  |  |  |  |  |  |  |  |  |  |  |  |  |  |  |  |  |  |  |  |  |  |  |  |  |  |
|  |  |              |              |              |              |                              |                              |                              |                              |                              |                              |                          |                          |                          |                          |                          |                          |                     |                     |                  |                  |                  |                  |                    |                    |                    |                    |                                 |                                 |                                 |                                 |                                 |                                 |                |                |                |                |                |                |       |       |                     |                     |                     |                     |                     |                     |  |  |                       |                       |                       |                       |                       |                       |          |          |          |          |        |        |        |        |       |       |       |       |  |  |  |  |  |  |  |  |  |  |  |  |  |  |  |  |  |  |  |  |  |  |  |  |  |  |  |  |  |  |  |  |  |  |  |  |  |  |  |  |  |  |  |  |  |  |  |  |  |  |
|  |  |              |              |              |              |                              |                              |                              |                              |                              |                              |                          |                          |                          |                          |                          |                          |                     |                     |                  |                  |                  |                  |                    |                    |                    |                    |                                 |                                 |                                 |                                 |                                 |                                 |                |                |                |                |                |                |       |       |                     |                     |                     |                     |                     |                     |  |  |                       |                       |                       |                       |                       |                       |          |          |          |          |        |        |        |        |       |       |       |       |  |  |  |  |  |  |  |  |  |  |  |  |  |  |  |  |  |  |  |  |  |  |  |  |  |  |  |  |  |  |  |  |  |  |  |  |  |  |  |  |  |  |  |  |  |  |  |  |  |  |
|  |  |              |              |              |              |                              |                              |                              |                              |                              |                              | هرمز چهارم (۵۷۹–۵۹۰)     | هرمز چهارم (۵۷۹–۵۹۰)     | هرمز چهارم (۵۷۹–۵۹۰)     | هرمز چهارم (۵۷۹–۵۹۰)     | هرمز چهارم (۵۷۹–۵۹۰)     | هرمز چهارم (۵۷۹–۵۹۰)     |                     |                     | نامعلوم          | نامعلوم          | نامعلوم          | نامعلوم          | نامعلوم            | نامعلوم            |                    |                    | ویستهم (۵۹۰/۱–۵۹۶ یا ۵۹۴/۵–۶۰۰) | ویستهم (۵۹۰/۱–۵۹۶ یا ۵۹۴/۵–۶۰۰) | ویستهم (۵۹۰/۱–۵۹۶ یا ۵۹۴/۵–۶۰۰) | ویستهم (۵۹۰/۱–۵۹۶ یا ۵۹۴/۵–۶۰۰) | ویستهم (۵۹۰/۱–۵۹۶ یا ۵۹۴/۵–۶۰۰) | ویستهم (۵۹۰/۱–۵۹۶ یا ۵۹۴/۵–۶۰۰) |                |                |                |                | وندوی          | وندوی          | وندوی | وندوی | وندوی               | وندوی               |                     |                     |                     |                     |  |  | بانواشراف‌زاده نامعلوم | بانواشراف‌زاده نامعلوم | بانواشراف‌زاده نامعلوم | بانواشراف‌زاده نامعلوم | بانواشراف‌زاده نامعلوم | بانواشراف‌زاده نامعلوم |          |          | جوشناس   | جوشناس   | جوشناس | جوشناس | جوشناس | جوشناس |       |       |       |       |  |  |  |  |  |  |  |  |  |  |  |  |  |  |  |  |  |  |  |  |  |  |  |  |  |  |  |  |  |  |  |  |  |  |  |  |  |  |  |  |  |  |  |  |  |  |  |  |  |  |
|  |  |              |              |              |              |                              |                              |                              |                              |                              |                              | هرمز چهارم (۵۷۹–۵۹۰)     | هرمز چهارم (۵۷۹–۵۹۰)     | هرمز چهارم (۵۷۹–۵۹۰)     | هرمز چهارم (۵۷۹–۵۹۰)     | هرمز چهارم (۵۷۹–۵۹۰)     | هرمز چهارم (۵۷۹–۵۹۰)     |                     |                     | نامعلوم          | نامعلوم          | نامعلوم          | نامعلوم          | نامعلوم            | نامعلوم            |                    |                    | ویستهم (۵۹۰/۱–۵۹۶ یا ۵۹۴/۵–۶۰۰) | ویستهم (۵۹۰/۱–۵۹۶ یا ۵۹۴/۵–۶۰۰) | ویستهم (۵۹۰/۱–۵۹۶ یا ۵۹۴/۵–۶۰۰) | ویستهم (۵۹۰/۱–۵۹۶ یا ۵۹۴/۵–۶۰۰) | ویستهم (۵۹۰/۱–۵۹۶ یا ۵۹۴/۵–۶۰۰) | ویستهم (۵۹۰/۱–۵۹۶ یا ۵۹۴/۵–۶۰۰) |                |                |                |                | وندوی          | وندوی          | وندوی | وندوی | وندوی               | وندوی               |                     |                     |                     |                     |  |  | بانواشراف‌زاده نامعلوم | بانواشراف‌زاده نامعلوم | بانواشراف‌زاده نامعلوم | بانواشراف‌زاده نامعلوم | بانواشراف‌زاده نامعلوم | بانواشراف‌زاده نامعلوم |          |          | جوشناس   | جوشناس   | جوشناس | جوشناس | جوشناس | جوشناس |       |       |       |       |  |  |  |  |  |  |  |  |  |  |  |  |  |  |  |  |  |  |  |  |  |  |  |  |  |  |  |  |  |  |  |  |  |  |  |  |  |  |  |  |  |  |  |  |  |  |  |  |  |  |
|  |  |              |              |              |              |                              |                              |                              |                              |                              |                              |                          |                          |                          |                          |                          |                          |                     |                     |                  |                  |                  |                  |                    |                    |                    |                    |                                 |                                 |                                 |                                 |                                 |                                 |                |                |                |                |                |                |       |       |                     |                     |                     |                     |                     |                     |  |  |                       |                       |                       |                       |                       |                       |          |          |          |          |        |        |        |        |       |       |       |       |  |  |  |  |  |  |  |  |  |  |  |  |  |  |  |  |  |  |  |  |  |  |  |  |  |  |  |  |  |  |  |  |  |  |  |  |  |  |  |  |  |  |  |  |  |  |  |  |  |  |
|  |  |              |              |              |              |                              |                              |                              |                              |                              |                              |                          |                          |                          |                          |                          |                          |                     |                     |                  |                  |                  |                  |                    |                    |                    |                    |                                 |                                 |                                 |                                 |                                 |                                 |                |                |                |                |                |                |       |       |                     |                     |                     |                     |                     |                     |  |  |                       |                       |                       |                       |                       |                       |          |          |          |          |        |        |        |        |       |       |       |       |  |  |  |  |  |  |  |  |  |  |  |  |  |  |  |  |  |  |  |  |  |  |  |  |  |  |  |  |  |  |  |  |  |  |  |  |  |  |  |  |  |  |  |  |  |  |  |  |  |  |
|  |  |              |              |              |              |                              |                              | خسرو پرویز (۵۹۰–۶۲۸)         | خسرو پرویز (۵۹۰–۶۲۸)         | خسرو پرویز (۵۹۰–۶۲۸)         | خسرو پرویز (۵۹۰–۶۲۸)         | خسرو پرویز (۵۹۰–۶۲۸)     | خسرو پرویز (۵۹۰–۶۲۸)     |                          |                          |                          |                          |                     |                     |                  |                  |                  |                  |                    |                    |                    |                    |                                 |                                 |                                 |                                 |                                 |                                 | کواذ           | کواذ           | کواذ           | کواذ           | کواذ           | کواذ           |       |       | میرهران             | میرهران             | میرهران             | میرهران             | میرهران             | میرهران             |  |  | ماه‌آذر گشنسپ          | ماه‌آذر گشنسپ          | ماه‌آذر گشنسپ          | ماه‌آذر گشنسپ          | ماه‌آذر گشنسپ          | ماه‌آذر گشنسپ          |          |          | نرسه     | نرسه     | نرسه   | نرسه   | نرسه   | نرسه   |       |       |       |       |  |  |  |  |  |  |  |  |  |  |  |  |  |  |  |  |  |  |  |  |  |  |  |  |  |  |  |  |  |  |  |  |  |  |  |  |  |  |  |  |  |  |  |  |  |  |  |  |  |  |
|  |  |              |              |              |              |                              |                              | خسرو پرویز (۵۹۰–۶۲۸)         | خسرو پرویز (۵۹۰–۶۲۸)         | خسرو پرویز (۵۹۰–۶۲۸)         | خسرو پرویز (۵۹۰–۶۲۸)         | خسرو پرویز (۵۹۰–۶۲۸)     | خسرو پرویز (۵۹۰–۶۲۸)     |                          |                          |                          |                          |                     |                     |                  |                  |                  |                  |                    |                    |                    |                    |                                 |                                 |                                 |                                 |                                 |                                 | کواذ           | کواذ           | کواذ           | کواذ           | کواذ           | کواذ           |       |       | میرهران             | میرهران             | میرهران             | میرهران             | میرهران             | میرهران             |  |  | ماه‌آذر گشنسپ          | ماه‌آذر گشنسپ          | ماه‌آذر گشنسپ          | ماه‌آذر گشنسپ          | ماه‌آذر گشنسپ          | ماه‌آذر گشنسپ          |          |          | نرسه     | نرسه     | نرسه   | نرسه   | نرسه   | نرسه   |       |       |       |       |  |  |  |  |  |  |  |  |  |  |  |  |  |  |  |  |  |  |  |  |  |  |  |  |  |  |  |  |  |  |  |  |  |  |  |  |  |  |  |  |  |  |  |  |  |  |  |  |  |  |
|  |  |              |              |              |              |                              |                              |                              |                              |                              |                              |                          |                          |                          |                          |                          |                          |                     |                     |                  |                  |                  |                  |                    |                    |                    |                    |                                 |                                 |                                 |                                 |                                 |                                 |                |                |                |                |                |                |       |       |                     |                     |                     |                     |                     |                     |  |  |                       |                       |                       |                       |                       |                       |          |          |          |          |        |        |        |        |       |       |       |       |  |  |  |  |  |  |  |  |  |  |  |  |  |  |  |  |  |  |  |  |  |  |  |  |  |  |  |  |  |  |  |  |  |  |  |  |  |  |  |  |  |  |  |  |  |  |  |  |  |  |
|  |  | شیرویه (۶۲۸) | شیرویه (۶۲۸) | شیرویه (۶۲۸) | شیرویه (۶۲۸) | شیرویه (۶۲۸)                 | شیرویه (۶۲۸)                 |                              |                              | آذرمی‌دخت (۶۳۰–۶۳۱)           | آذرمی‌دخت (۶۳۰–۶۳۱)           | آذرمی‌دخت (۶۳۰–۶۳۱)       | آذرمی‌دخت (۶۳۰–۶۳۱)       | آذرمی‌دخت (۶۳۰–۶۳۱)       | آذرمی‌دخت (۶۳۰–۶۳۱)       |                          |                          | مردان‌شاه († ۶۲۸)    | مردان‌شاه († ۶۲۸)    | مردان‌شاه († ۶۲۸) | مردان‌شاه († ۶۲۸) | مردان‌شاه († ۶۲۸) | مردان‌شاه († ۶۲۸) |                    |                    | جوانشیر            | جوانشیر            | جوانشیر                         | جوانشیر                         | جوانشیر                         | جوانشیر                         |                                 |                                 | خسرو سوم (۶۳۰) | خسرو سوم (۶۳۰) | خسرو سوم (۶۳۰) | خسرو سوم (۶۳۰) | خسرو سوم (۶۳۰) | خسرو سوم (۶۳۰) |       |       | شاپور شهروراز (۶۳۰) | شاپور شهروراز (۶۳۰) | شاپور شهروراز (۶۳۰) | شاپور شهروراز (۶۳۰) | شاپور شهروراز (۶۳۰) | شاپور شهروراز (۶۳۰) |  |  |                       |                       |                       |                       | انوشه‌گان              | انوشه‌گان              | انوشه‌گان | انوشه‌گان | انوشه‌گان | انوشه‌گان |        |        | بسطام  | بسطام  | بسطام | بسطام | بسطام | بسطام |  |  |  |  |  |  |  |  |  |  |  |  |  |  |  |  |  |  |  |  |  |  |  |  |  |  |  |  |  |  |  |  |  |  |  |  |  |  |  |  |  |  |  |  |  |  |  |  |  |  |
|  |  | شیرویه (۶۲۸) | شیرویه (۶۲۸) | شیرویه (۶۲۸) | شیرویه (۶۲۸) | شیرویه (۶۲۸)                 | شیرویه (۶۲۸)                 |                              |                              | آذرمی‌دخت (۶۳۰–۶۳۱)           | آذرمی‌دخت (۶۳۰–۶۳۱)           | آذرمی‌دخت (۶۳۰–۶۳۱)       | آذرمی‌دخت (۶۳۰–۶۳۱)       | آذرمی‌دخت (۶۳۰–۶۳۱)       | آذرمی‌دخت (۶۳۰–۶۳۱)       |                          |                          | مردان‌شاه († ۶۲۸)    | مردان‌شاه († ۶۲۸)    | مردان‌شاه († ۶۲۸) | مردان‌شاه († ۶۲۸) | مردان‌شاه († ۶۲۸) | مردان‌شاه († ۶۲۸) |                    |                    | جوانشیر            | جوانشیر            | جوانشیر                         | جوانشیر                         | جوانشیر                         | جوانشیر                         |                                 |                                 | خسرو سوم (۶۳۰) | خسرو سوم (۶۳۰) | خسرو سوم (۶۳۰) | خسرو سوم (۶۳۰) | خسرو سوم (۶۳۰) | خسرو سوم (۶۳۰) |       |       | شاپور شهروراز (۶۳۰) | شاپور شهروراز (۶۳۰) | شاپور شهروراز (۶۳۰) | شاپور شهروراز (۶۳۰) | شاپور شهروراز (۶۳۰) | شاپور شهروراز (۶۳۰) |  |  |                       |                       |                       |                       | انوشه‌گان              | انوشه‌گان              | انوشه‌گان | انوشه‌گان | انوشه‌گان | انوشه‌گان |        |        | بسطام  | بسطام  | بسطام | بسطام | بسطام | بسطام |  |  |  |  |  |  |  |  |  |  |  |  |  |  |  |  |  |  |  |  |  |  |  |  |  |  |  |  |  |  |  |  |  |  |  |  |  |  |  |  |  |  |  |  |  |  |  |  |  |  |
|  |  |              |              |              |              | بوران دخت (۶۲۹–۶۳۰, ۶۳۱–۶۳۲) | بوران دخت (۶۲۹–۶۳۰, ۶۳۱–۶۳۲) | بوران دخت (۶۲۹–۶۳۰, ۶۳۱–۶۳۲) | بوران دخت (۶۲۹–۶۳۰, ۶۳۱–۶۳۲) | بوران دخت (۶۲۹–۶۳۰, ۶۳۱–۶۳۲) | بوران دخت (۶۲۹–۶۳۰, ۶۳۱–۶۳۲) |                          |                          | فرخزاد خسرو V (۶۳۱)      | فرخزاد خسرو V (۶۳۱)      | فرخزاد خسرو V (۶۳۱)      | فرخزاد خسرو V (۶۳۱)      | فرخزاد خسرو V (۶۳۱) | فرخزاد خسرو V (۶۳۱) |                  |                  | شهریار († ۶۲۸)   | شهریار († ۶۲۸)   | شهریار († ۶۲۸)     | شهریار († ۶۲۸)     | شهریار († ۶۲۸)     | شهریار († ۶۲۸)     |                                 |                                 | نامعلوم                         | نامعلوم                         | نامعلوم                         | نامعلوم                         | نامعلوم        | نامعلوم        |                |                |                |                |       |       |                     |                     |                     |                     |                     |                     |  |  | کواذ گشنسپ            | کواذ گشنسپ            | کواذ گشنسپ            | کواذ گشنسپ            | کواذ گشنسپ            | کواذ گشنسپ            |          |          | تماهیج   | تماهیج   | تماهیج | تماهیج | تماهیج | تماهیج |       |       |       |       |  |  |  |  |  |  |  |  |  |  |  |  |  |  |  |  |  |  |  |  |  |  |  |  |  |  |  |  |  |  |  |  |  |  |  |  |  |  |  |  |  |  |  |  |  |  |  |  |  |  |